# Толстой, Лев Николаевич
Граф Лев Никола́евич Толсто́й (28 августа [9 сентября] 1828, Ясная Поляна, Тульская губерния, Российская империя — 7 [20] ноября 1910, станция Астапово, Рязанская губерния, Российская империя) — один из наиболее известных русских писателей и мыслителей, один из величайших в мире писателей‑романистов.
Участник обороны Севастополя. Просветитель, публицист, религиозный мыслитель, его авторитетное мнение послужило причиной возникновения нового религиозно-нравственного течения — толстовства. За свои взгляды был отлучён от РПЦ. Член-корреспондент Императорской Академии наук (1873), почётный академик по разряду изящной словесности (1900). Был номинирован на Нобелевскую премию по литературе (1902, 1903, 1904, 1905). Впоследствии отказался от дальнейших номинаций. Классик мировой литературы.
Писатель, ещё при жизни признанный главой русской литературы. Творчество Льва Толстого ознаменовало новый этап в русском и мировом реализме, выступив мостом между классическим романом XIX века и литературой XX века. Лев Толстой оказал сильное влияние на эволюцию европейского гуманизма, а также на развитие реалистических традиций в мировой литературе. Произведения Льва Толстого многократно экранизировались и инсценировались; его пьесы ставились на сценах всего мира. Лев Толстой был самым издаваемым в СССР писателем за 1918—1986 годы: общий тираж 3199 изданий составил 436,261 млн экземпляров.
Наиболее известны такие произведения Толстого, как романы «Война и мир», «Анна Каренина», «Воскресение»; автобиографическая трилогия «Детство», «Отрочество», «Юность»; повести «Казаки», «Смерть Ивана Ильича», «Крейцерова соната», «Отец Сергий», «Хаджи-Мурат»; цикл очерков «Севастопольские рассказы»; драмы «Живой труп», «Плоды просвещения» и «Власть тьмы»; автобиографические религиозно-философские произведения «Исповедь» и «В чём моя вера?», антивоенные произведения «Царство Божие внутри вас», «Одумайтесь!», «Закон насилия и закон любви» и др.

## Биография

### Происхождение

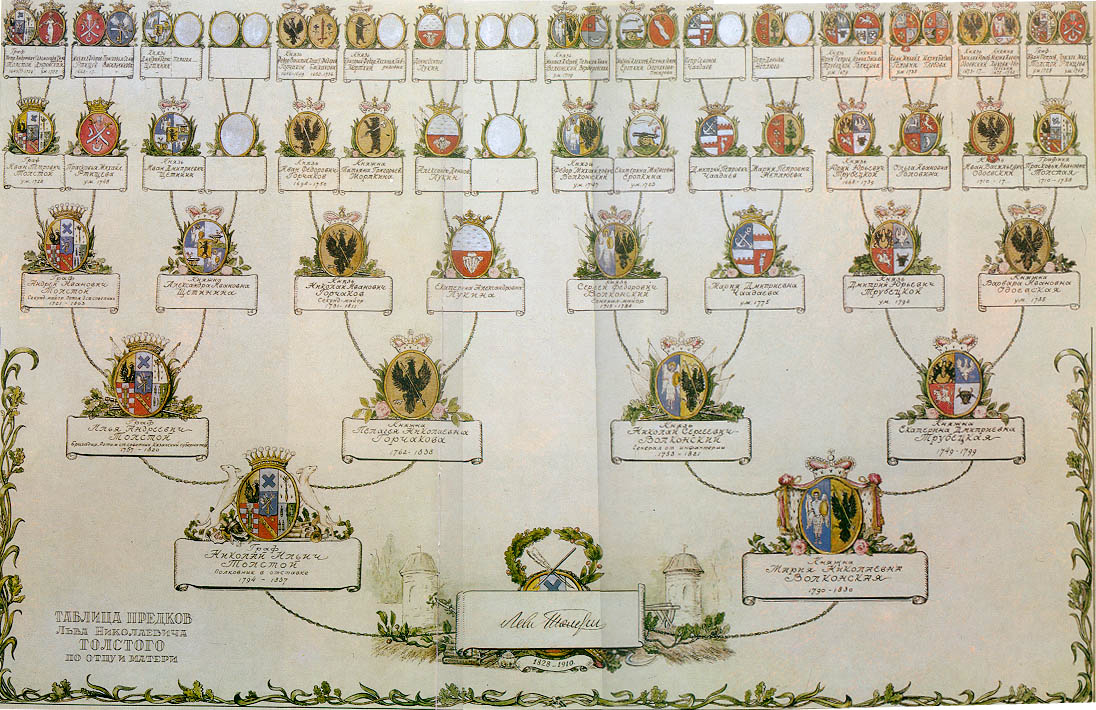
Генеалогическое древо Л. Н. Толстого

Представитель графской ветви дворянского рода Толстых, происходящей от петровского сподвижника П. А. Толстого. Писатель имел обширные родственные связи в мире высшей аристократии. Среди двоюродных братьев и сестёр отца — авантюрист и бретёр Ф. И. Толстой, художник Ф. П. Толстой, красавица М. И. Лопухина, светская дама А. Ф. Закревская, камер-фрейлина А. А. Толстая. Поэт А. К. Толстой приходился ему троюродным братом. Среди двоюродных братьев матери — генерал-лейтенант Д. М. Волконский и богатый эмигрант Н. И. Трубецкой. А. П. Мансуров и А. В. Всеволожский были женаты на двоюродных сёстрах матери. Толстой был связан свойство́м с министрами А. А. Закревским и Л. А. Перовским (женаты на двоюродных сёстрах его родителей), генералами 1812 года Л. И. Депрерадовичем (женат на сестре бабушки) и А. И. Юшковым (деверь одной из тёток), а также с канцлером А. М. Горчаковым (его отец Горчаков Михаил Алексеевич (1768—1831) был двоюродным братом бабушки писателя — Пелагеи Николаевны Горчаковой (1762—1838)). Общим предком Льва Толстого и Пушкина был адмирал Иван Головин, помогавший Петру I создавать русский флот.
Черты деда Ильи Андреевича даны в «Войне и мире» добродушному, непрактичному старому графу Ростову. Сын Ильи Андреевича, Николай Ильич Толстой (1794—1837), был отцом Льва Николаевича. Некоторыми свойствами характера и фактами биографии он был похож на отца Николеньки в «Детстве» и «Отрочестве» и отчасти на Николая Ростова в «Войне и мире». Однако в реальной жизни Николай Ильич отличался от Николая Ростова не только хорошим образованием, но и убеждениями, которые не позволяли служить при Николае I. Участник заграничного похода русской армии против Наполеона, в том числе участвовал в «битве народов» у Лейпцига и побывал в плену у французов, но смог сбежать, после заключения мира вышел в отставку в чине подполковника Павлоградского гусарского полка. Вскоре после отставки вынужден был пойти на чиновничью службу, чтобы не оказаться в долговой тюрьме из-за долгов отца, казанского губернатора, умершего под следствием за служебные злоупотребления. Отрицательный пример отца помог выработать Николаю Ильичу свой жизненный идеал — частная независимая жизнь с семейными радостями. Чтобы привести свои расстроенные дела в порядок, Николай Ильич (как и Николай Ростов), женился на уже не очень молодой княжне (ей было 32 года, что по тем временам считалось весьма почтенным возрастом) Марии Николаевне из рода Волконских в 1822 году, брак был счастливый. У них было пятеро детей: Николай (1823—1860), Сергей (1826—1904), Дмитрий (1827—1856), Лев, Мария (1830—1912).
Дед Толстого по матери, екатерининский генерал князь Николай Сергеевич Волконский, имел некоторое сходство с суровым ригористом — старым князем Болконским в «Войне и мире». Мать Льва Николаевича, похожая в некоторых отношениях на изображённую в «Войне и мире» княжну Марью, владела замечательным даром рассказчицы.

### Детство

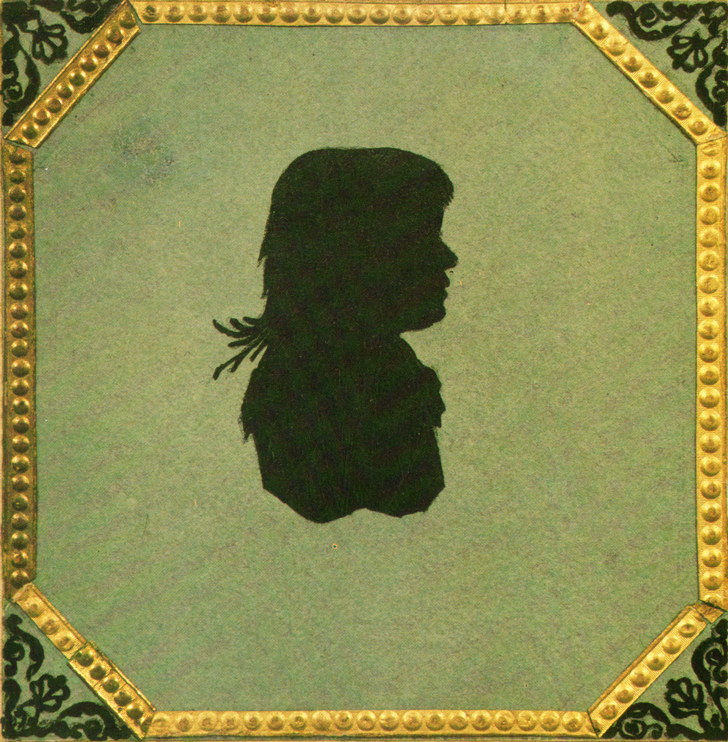
Силуэт М. Н. Волконской — единственное изображение матери писателя. 1810-е гг.

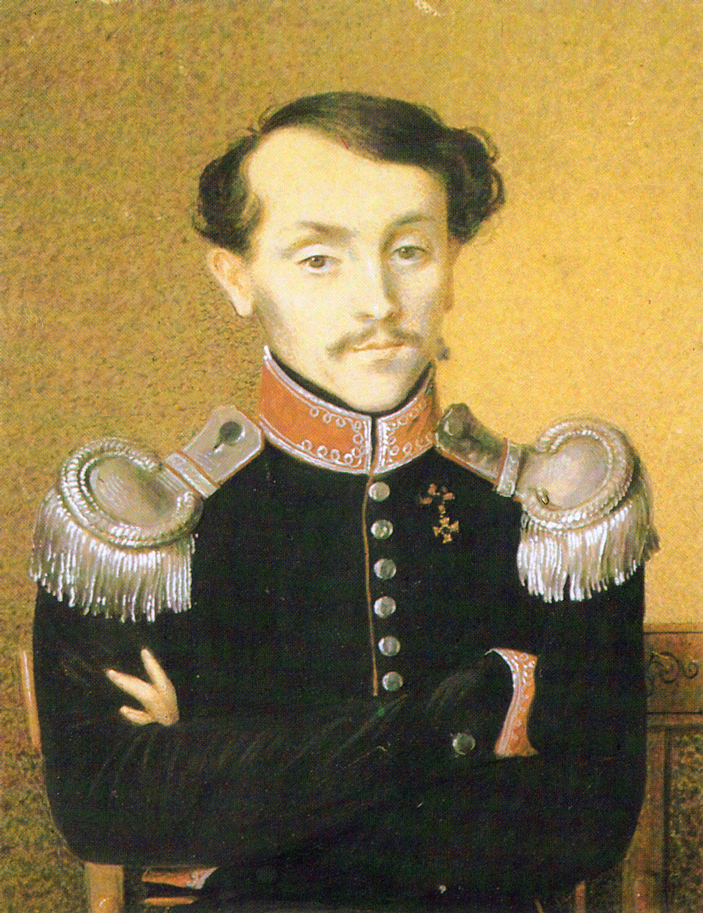
Николай Ильич Толстой, отец писателя. Неизвестный художник. Бумага, акварель. 1823 год

Лев Николаевич Толстой родился 28 августа [9 сентября] 1828 года в Крапивенском уезде Тульской губернии, в наследственном имении матери — Ясной Поляне. На следующий день после рождения был крещён в церкви Николая Чудотворца в соседнем селе Кочаки священником Василием Можайским. Был четвёртым ребёнком в семье. Мать умерла в 1830 году через полгода после рождения дочери, когда Льву не было ещё и трёх лет.
Воспитанием осиротевших детей занялась дальняя родственница Татьяна Александровна Ергольская (1792—1874). В 1837 году семья переехала в Москву, поселившись на Плющихе, так как старшему сыну надо было готовиться к поступлению в университет. Вскоре внезапно умер отец, Николай Ильич, оставив дела (в том числе некоторые связанные с имуществом семьи тяжбы) в незаконченном состоянии, и трое младших детей снова поселились в Ясной Поляне под наблюдением Ергольской и тётки по отцу, графини А. И. Остен-Сакен, назначенной опекуншей детей. Здесь Лев Николаевич оставался до 1840 года, когда умерла Остен-Сакен, дети переселились в Казань, к новому опекуну — сестре отца Пелагеи Ильиничне Юшковой.
Дом Юшковых считался одним из самых весёлых в Казани; все члены семьи высоко ценили внешний блеск. «Добрая тётушка моя, — рассказывает Толстой, — чистейшее существо, всегда говорила, что она ничего не желала бы так для меня, как того, чтобы я имел связь с замужнею женщиною».
Льву Николаевичу хотелось блистать в обществе, но ему мешали природная застенчивость и отсутствие внешней привлекательности. Разнообразнейшие, как их определяет сам Толстой, «умствования» о главнейших вопросах нашего бытия — счастье, смерти, Боге, любви, вечности — накладывали отпечаток на его характер в ту эпоху его жизни. Рассказанное им в «Отрочестве» и «Юности», в романе «Воскресение» о стремлениях Иртеньева и Нехлюдова к самоусовершенствованию, взято Толстым из истории собственных его аскетических попыток этого времени. Всё это, писал критик С. А. Венгеров, привело к тому, что у Толстого создалась, по выражению из его повести «Отрочество», «привычка к постоянному моральному анализу, уничтожившая свежесть чувства и ясность рассудка». Приводя примеры самоанализа этого периода, он иронически отзывается о преувеличенности своего отроческого философского самолюбия и величия, и в то же время отмечает непреодолимую неспособность «привыкнуть не стыдиться за каждое своё самое простое слово и движение» при столкновении с реальными людьми, благодетелем которых он себе тогда казался.

### Образование

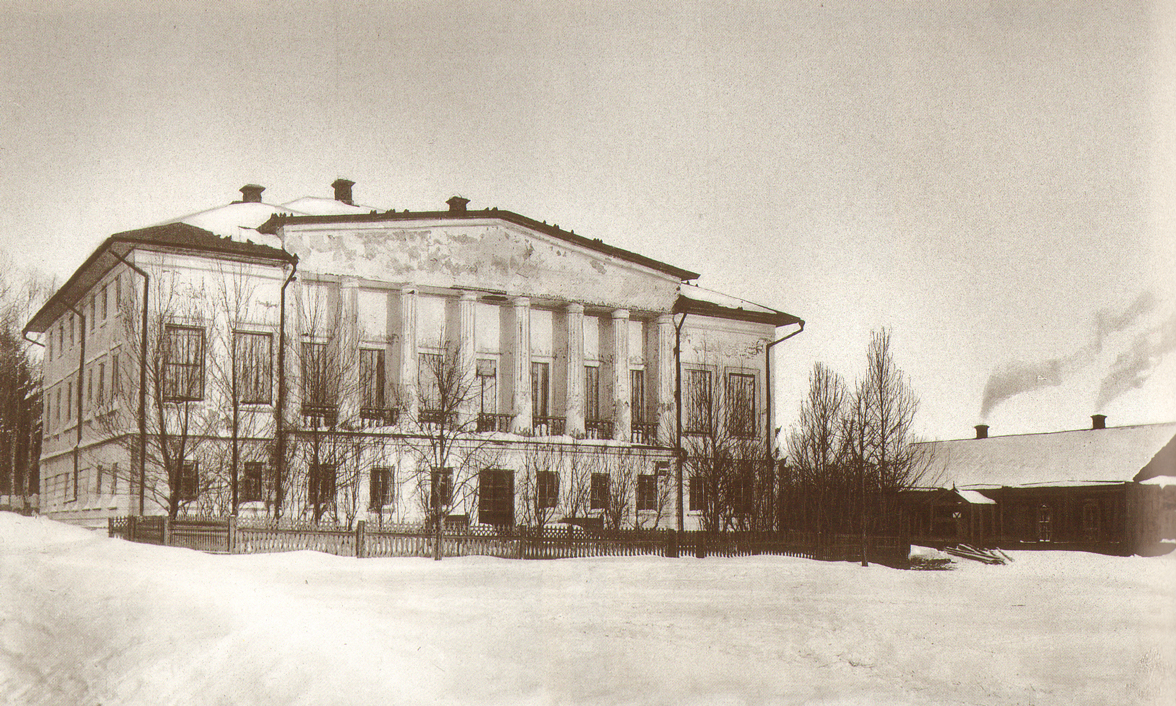
Дом, где родился Л. Н. Толстой, 1828 г. В 1854 году дом проигран писателем в карты, разобран и вывезен в село Долгое. Сломан в 1913 г.

Его образованием первоначально занимался гувернёр-француз Сен-Тома́ (прототип St.-Jérôme в повести «Отрочество»), заменивший собою добродушного немца Ресельмана, которого Толстой изобразил в повести «Детство» под именем Карла Ивановича.
В 1843 году П. И. Юшкова, взяв на себя роль опекунши своих несовершеннолетних племянников (совершеннолетним был только старший — Николай) и племянницы, привезла их в Казань. Вслед за братьями Николаем, Дмитрием и Сергеем Лев решил поступить в Императорский Казанский университет (наиболее славившийся в то время), где работали на математическом факультете Лобачевский, а на Восточном — Ковалевский. 3 октября 1844 года Лев Толстой был зачислен студентом разряда восточной (арабско-турецкой) словесности в качестве своекоштного — оплачивающего своё обучение. На вступительных экзаменах он, в частности, показал отличные результаты по обязательному для поступления «турецко-татарскому языку». По результатам года имел неуспеваемость по соответствующим предметам, не выдержал переходного экзамена и должен был заново пройти программу первого курса.
Во избежание полного повторения курса он перешёл на юридический факультет, где его проблемы с оценками по некоторым предметам продолжились. Переходные майские экзамены 1846 года были сданы удовлетворительно (получил одну пятёрку, три четвёрки и четыре тройки; средний вывод получился три), и Лев Николаевич был переведён на второй курс. На юридическом факультете Лев Толстой пробыл менее двух лет: «Всегда ему было трудно всякое навязанное другими образование, и всему, чему он в жизни выучился, — он выучился сам, вдруг, быстро, усиленным трудом», — пишет С. А. Толстая в своих «Материалах к биографии Л. Н. Толстого». В 1904 году он вспоминал: «…я первый год … ничего не делал. На второй год я стал заниматься … там был профессор Мейер, который… дал мне работу — сравнение „Наказа“ Екатерины с Esprit des lois [„Духом законов“] Монтескьё. … меня эта работа увлекла, я уехал в деревню, стал читать Монтескьё, это чтение открыло мне бесконечные горизонты; я стал читать Руссо и бросил университет, именно потому, что захотел заниматься».
Толстой стал полиглотом: помимо французского и немецкого, которыми в совершенстве владел с детства, свободно говорил на татарском, английском, турецком, знал латынь, украинский, греческий, болгарский, переводил с сербского, польского, чешского и итальянского

### Начало литературной деятельности

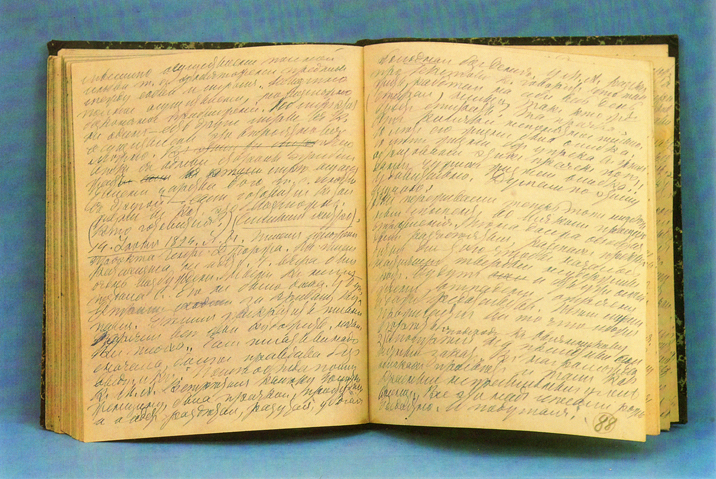
Свой дневник Л. Н. Толстой вёл с юных лет до конца жизни. Записи из тетради 1891—1895 гг.

В 1841 г. на памятнике родной тёти А. И. Остен-Сакен в Оптиной пустыни было выгравировано первое восьмистишие Л. Н. Толстого. С 11 марта 1847 г. Толстой находился в казанском госпитале, 17 марта он начал вести дневник, где, подражая Бенджамину Франклину, ставил перед собой цели и задачи по самосовершенствованию, отмечал успехи и неудачи в выполнении этих заданий, анализировал свои недостатки и ход мыслей, мотивы своих поступков. Этот дневник с небольшими перерывами он вёл на протяжении всей своей жизни.
Окончив лечение, весной 1847 года Толстой оставил учёбу в университете и уехал в доставшуюся ему по разделу Ясную Поляну; его деятельность там отчасти описана в произведении «Утро помещика»: Толстой пытался наладить по-новому отношения с крестьянами. Его попытка чем-нибудь сгладить чувство вины молодого помещика перед народом относится к тому же году, когда появились повесть «Антон-Горемыка» Д. В. Григоровича и начало «Записок охотника» И. С. Тургенева.
В своём дневнике Толстой сформулировал себе большое количество жизненных правил и целей, но удавалось следовать лишь их незначительной части. Среди удавшихся — серьёзные занятия английским языком, музыкой, юриспруденцией. Кроме того, ни в дневнике, ни в письмах не отразилось начало занятия Толстым педагогикой и благотворительностью, хотя в 1849 году он впервые открыл школу для крестьянских детей. Основным преподавателем был Фока Демидович, крепостной, но и сам Лев Николаевич часто проводил занятия.
В середине октября 1848 года Толстой уехал в Москву, поселившись там, где проживали многие его родственники и знакомые, — в районе Арбата. Он снял для проживания дом Ивановой на Сивцевом Вражке. В Москве он собирался начать подготовку к сдаче кандидатских экзаменов, однако занятия так и не были начаты. Вместо этого его привлекла совсем другая сторона жизни — светская. Кроме увлечения светской жизнью, в Москве у Льва Николаевича в зиму 1848—1849 годов впервые появилось увлечение карточной игрой. Но так как он играл весьма азартно и не всегда обдумывая свои ходы — часто проигрывал.
Уехав в Петербург в феврале 1849 года, проводил время в кутежах с К. А. Иславиным — дядей своей будущей жены («Любовь моя к Иславину испортила для меня целых 8 месяцев жизни в Петербурге»). Весной Толстой начал сдавать экзамен на кандидата прав; два экзамена, из уголовного права и уголовного судопроизводства, сдал благополучно, однако третий экзамен он сдавать не стал и уехал в деревню.
Позднее приезжал в Москву, где часто проводил время в азартных играх, что нередко отрицательно сказывалось на его финансовом положении. В этот период жизни Толстой особенно страстно интересовался музыкой (он сам неплохо играл на рояле и очень ценил любимые произведения в исполнении других). Увлечение музыкой побудило его позднее к написанию «Крейцеровой сонаты».
Любимыми композиторами Толстого были Бах, Гендель и Шопен. Развитию любви Толстого к музыке содействовало и то, что во время поездки в Петербург в 1848 году он встретился в весьма мало подходящей обстановке танцкласса с даровитым, но сбившимся с пути немцем-музыкантом, которого впоследствии описал в повести «Альберт». В 1849 году Лев Николаевич поселил у себя в Ясной Поляне музыканта Рудольфа, с которым играл в четыре руки на рояле. Увлёкшись в то время музыкой, он по нескольку часов в день играл произведения Шумана, Шопена, Моцарта, Мендельсона. В конце 1840-х годов Толстой в соавторстве со своим знакомым Зыбиным сочинил вальс, который в начале 1900-х годов исполнил при композиторе С. И. Танееве, сделавшем нотную запись этого музыкального произведения (единственного сочинённого Толстым). Вальс звучит в фильме «Отец Сергий», снятом по повести Л. Н. Толстого.
Много времени уходило также на кутежи, игру и охоту.
Зимой 1850—1851 годов начал писать «Детство». В марте 1851 года написал «Историю вчерашнего дня». Через 4 года после того, как он оставил университет, в Ясную Поляну приехал служивший на Кавказе брат Льва Николаевича Николай, который пригласил младшего брата присоединиться к военной службе на Кавказе. Лев согласился не сразу, пока крупный проигрыш в Москве не ускорил окончательное решение. Биографы писателя отмечают значительное и положительное влияние брата Николая на юного и неопытного в житейских делах Льва. Старший брат в отсутствие родителей был ему другом и наставником.
Чтобы расплатиться по долгам, надо было сократить свои расходы до минимума — и весной 1851 года Толстой торопливо уехал из Москвы на Кавказ без определённой цели. Вскоре он решил поступить на военную службу, но для этого ему недоставало необходимых документов, оставленных в Москве, в ожидании которых Толстой прожил около пяти месяцев в Пятигорске, в простой избе. Значительную часть времени он проводил на охоте, в обществе казака Епишки, прототипа одного из героев повести «Казаки», фигурирующего там под именем Ерошки.

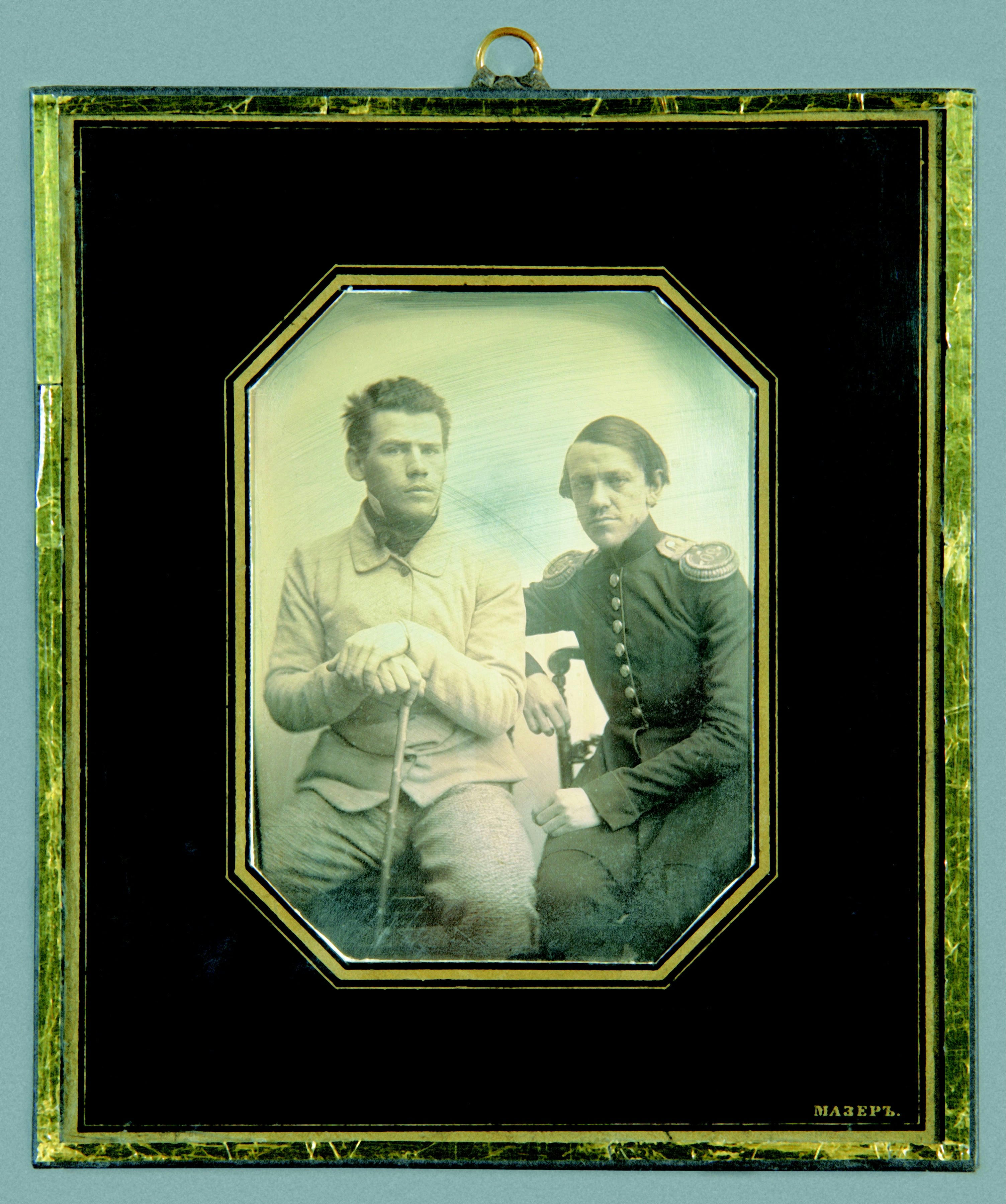
Толстой и его брат Николай перед отправлением на Кавказ, 1851

К 1851 году относится известная запись в дневнике Толстого с его переживаниями о гомосексуальности: «… В мужчин я очень часто влюблялся, 1 любовью были два Пушкина, потом 2-й — Сабуров, потом 3-й — Зыбин и Дьяков, 4 — Оболенский, Блосфельд, Иславин, ещё Готье и многие другие… Я влюблялся в мужчин, прежде чем имел понятие о возможности педрастии; но и узнавши, никогда мысль о возможности соития не приходила мне в голову… Все люди, которых я любил, чувствовали это, и я замечал, им тяжело было смотреть на меня… Было в этом чувстве и сладострастие, но зачем оно сюда попало, решить невозможно; потому что, как я говорил, никогда воображение не рисовало мне любрические картины, напротив, я имею страшное отвращение.».
Осенью 1851 года Толстой, сдав в Тифлисе экзамен, поступил юнкером в 4-ю батарею 20-й артиллерийской бригады, стоявшей в казачьей станице Старогладовской на берегу Терека, под Кизляром. В этой батарее служил его брат Николай. С некоторыми изменениями подробностей она изображена в повести «Казаки». Повесть воспроизводит картину внутренней жизни бежавшего от московской жизни молодого барина.
16/28 мая 1852 года Толстой впервые приехал в Пятигорск, ставший литературной колыбелью великого русского писателя. Здесь в доме № 252 на Кабардинской слободке им было завершено его первое произведение «Детство» и отсюда в июле 1852 года отправлено в редакцию наиболее популярного в то время журнала «Современник». При отправлении рукописи, подписанной лишь инициалами «Л. Н. Т.», Лев Толстой приложил письмо, в котором говорилось: «…я с нетерпением ожидаю вашего приговора. Он или поощрит меня к продолжению любимых занятий, или заставит сжечь всё начатое».
Получив рукопись «Детства», редактор «Современника» Н. А. Некрасов сразу признал её литературную ценность и написал автору любезное письмо, подействовавшее на него весьма ободряющим образом. В письме И. С. Тургеневу Некрасов отметил: «Это талант новый и, кажется, надёжный». Рукопись пока ещё неизвестного автора была опубликована уже в сентябре того же года. Между тем начинающий и вдохновлённый автор принялся за продолжение тетралогии «Четыре эпохи развития», последняя часть которой — «Молодость» — так и не состоялась. Он обдумывал фабулу «Утра помещика» (законченный рассказ представлял собой лишь фрагмент «Романа русского помещика»), «Набега», «Казаков». Напечатанное в «Современнике» 18 сентября 1852 года «Детство» имело чрезвычайный успех; после публикации автора сразу стали причислять к корифеям молодой литературной школы наряду с пользовавшимися уже тогда громкой литературною известностью И. С. Тургеневым, Гончаровым, Д. В. Григоровичем, Островским. Критики Аполлон Григорьев, Анненков, Дружинин, Чернышевский оценили глубину психологического анализа, серьёзность авторских намерений и яркую выпуклость реализма.
Сравнительно по́зднее начало поприща очень характерно для Толстого: он никогда не считал себя профессиональным литератором, понимая профессиональность не в смысле профессии, дающей средства к жизни, а в смысле преобладания литературных интересов. Он не принимал близко к сердцу интересы литературных партий, неохотно беседовал о литературе, предпочитая разговоры о вопросах веры, морали, общественных отношений.

### Военная служба

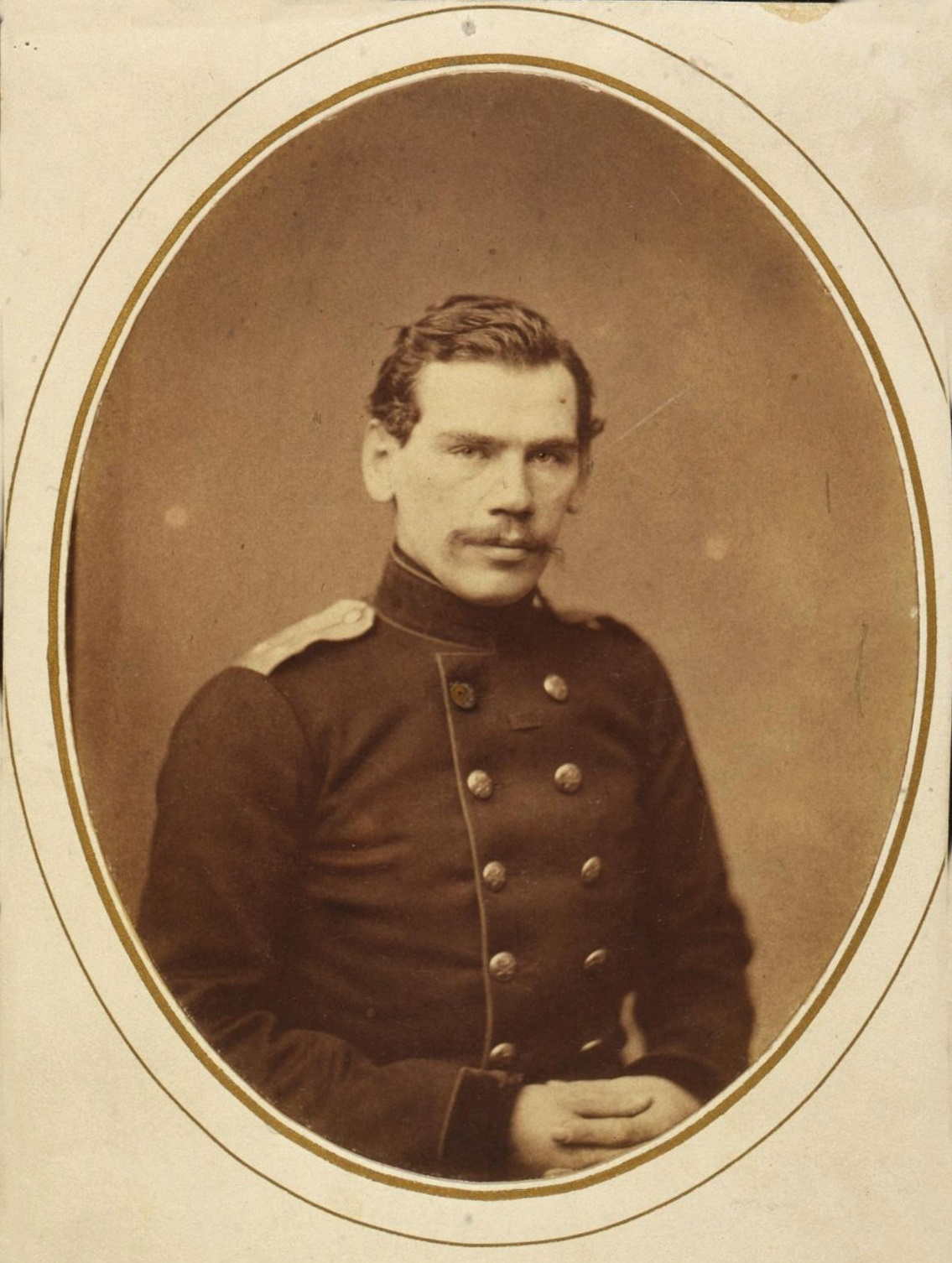
В день фотосъёмки литераторов «Современника» Левицкий сделал в своём ателье отдельные портреты каждого писателя. На Толстом мундир участника Крымской войны. 1856 г.

Стела в память участника обороны Севастополя 1854—1855 годах Л. Н. Толстого у четвёртого бастиона

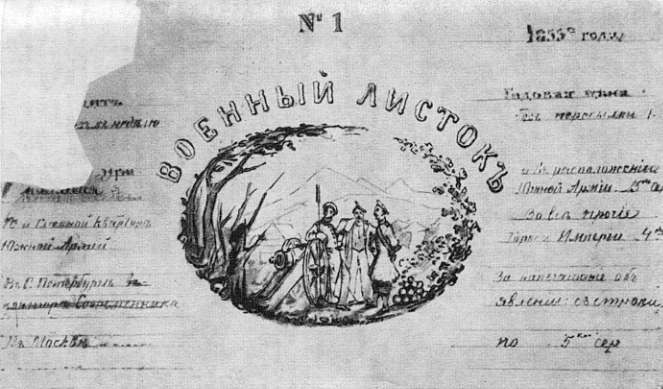
Проект обложки неосуществлённого издания Льва Толстого, 1854

Будучи фейерверкером той же батареи, Лев Николаевич оставался два года на Кавказе, где участвовал во многих стычках с горцами, возглавляемыми Шамилем, и подвергался опасностям военной кавказской жизни. Там он проявляет смелость, бесстрашие. В начале 1852 года особенно отличился Толстой в сражении при атаке неприятеля на реке Мичике. В этом сражении он едва не был убит ядром, ударившим в колесо пушки, которую он наводил. Он имел право на Георгиевский крест, однако в соответствии со своими убеждениями «уступил» его сослуживцу-солдату, посчитав, что существенное облегчение условий службы сослуживца стоит выше личного тщеславия. Здесь же он выучился кумыкскому языку. Позже в своём дневнике Толстой называет кавказский период «мучительным и хорошим временем», отмечая, что никогда, ни прежде, ни после, не доходил до такой высоты мысли.
«И все, что я нашёл тогда, навсегда останется моим убеждением», — писал он впоследствии. С началом Крымской войны Толстой в конце 1853 года перевёлся в Дунайскую армию с назначением в 12-ю артиллерийскую бригаду, участвовал в сражении при Ольтенице и в осаде Силистрии, а с ноября 1854 года по конец августа 1855 года был в Севастополе.
Долгое время жил на 4-м бастионе, часто подвергавшемся нападениям, командовал батареей в сражении на Чёрной речке, был при бомбардировке во время штурма Малахова кургана. Толстой, несмотря на все житейские тяготы и ужасы осады, в это время написал рассказ «Рубка леса», в котором отразились кавказские впечатления, и первый из трёх «Севастопольских рассказов» — «Севастополь в декабре 1854 года». Этот рассказ он отправил в «Современник». Он был быстро издан и с интересом прочитан всей Россией, произведя потрясающее впечатление картиной ужасов, выпавших на долю защитников Севастополя. Рассказ был замечен российским императором Александром II; он велел беречь даровитого офицера.
Ещё при жизни императора Николая I Толстой предполагал издавать вместе с офицерами-артиллеристами «дешёвый и популярный» журнал «Военный листок», однако проект журнала Толстому осуществить не удалось: «На проект мой Государь император всемилостивейше изволил разрешить печатать статьи наши в „Инвалиде“», — горько иронизировал Толстой по этому поводу.

За нахождение во время бомбардирования на Язоновском редуте четвёртого бастиона, хладнокровие и распорядительность.
— Из представления к ордену Святой Анны 4-й ст.
За оборону Севастополя Толстой был награждён орденом Святой Анны 4-й степени с надписью «За храбрость», медалями «За защиту Севастополя 1854—1855» и «В память войны 1853—1856 годов» Впоследствии его наградили двумя медалями «В память 50-летия защиты Севастополя»: серебряной как участника обороны Севастополя и позолоченной бронзовой как историка, автора «Севастопольских рассказов».
Толстой, пользуясь репутацией храброго офицера и окружённый блеском известности, имел все шансы на карьеру. Тем не менее его карьера оказалась испорченной написанием нескольких сатирических песен, стилизованных под солдатские. Одна из этих песен была посвящена неудаче во время сражения у речки Чёрной 4 (16) августа 1855 года, когда генерал Реад, неправильно поняв приказание главнокомандующего, атаковал Федюхины высоты. Песня под названием «Как четвёртого числа, нас нелёгкая несла горы отбирать», задевавшая целый ряд важных генералов, имела огромный успех. За неё Льву Николаевичу пришлось держать ответ перед помощником начальника штаба А. А. Якимахом. Сразу после штурма 27 августа (8 сентября) Толстой был послан курьером в Петербург. Там он был в ноябре прикомандирован к Санкт-Петербургскому ракетному заведению, где и числился до конца службы. 26 марта 1856 года был произведён в чин поручика. Тогда же закончил «Севастополь в мае 1855 г.» и написал «Севастополь в августе 1855 г.», опубликованный в первом номере «Современника» за 1856 год уже с полной подписью автора. «Севастопольские рассказы» окончательно укрепили его репутацию как представителя нового литературного поколения, и в ноябре 1856 года писатель навсегда оставляет военную службу в звании поручика.
В 1856—1858 годах Толстой задумался о женитьбе. Около полугода длился его роман с Валерией Арсеньевой, закончившийся в начале 1857 года. Дольше всех после неё Толстой состоял в отношениях с Е. Ф. Тютчевой (до сентября 1858 года).

### Путешествия по Европе
В Петербурге молодого писателя радушно встретили в великосветских салонах и в литературных кружках. Наиболее близко он сдружился с И. С. Тургеневым, с которым они какое-то время жили на одной квартире. Тургенев представил его в кружке «Современника», после чего у Толстого установились дружеские отношения с такими известными литераторами, как Н. А. Некрасов, И. С. Гончаров, И. И. Панаев, Д. В. Григорович, А. В. Дружинин, В. А. Соллогуб.
В это время были написаны «Метель», «Два гусара», закончены «Севастополь в августе» и «Юность», продолжено написание будущих «Казаков».
Однако весёлая и насыщенная жизнь оставила горький осадок в душе Толстого, в это же время у него начался сильный разлад с близким ему кружком писателей. В результате «люди ему опротивели, и сам он себе опротивел» — и в начале 1857 года Толстой без всякого сожаления оставил Петербург и отправился в путешествие.
В первой заграничной поездке он посетил Париж, где его ужаснул культ Наполеона I («Обоготворение злодея, ужасно»), в то же время он посещал балы, музеи, восхищался «чувством социальной свободы». Однако присутствие на гильотинировании произвело столь тяжкое впечатление, что Толстой покинул Париж и отправился в места, связанные с французским писателем и мыслителем Ж.-Ж. Руссо — на Женевское озеро. Весной 1857 года И. С. Тургенев следующим образом описывал свои встречи со Львом Толстым в Париже после внезапного отъезда того из Петербурга:

Действительно, Париж вовсе не приходится в лад его духовному строю; странный он человек, я таких не встречал и не совсем понимаю. Смесь поэта, кальвиниста, фанатика, барича — что-то напоминающее Руссо, но честнее Руссо — высоконравственное и в то же время несимпатическое существо.
— И. С. Тургенев, Полн. собр. соч. и писем. Письма, т. III, с. 52.
Поездки по Западной Европе — Германии, Франции, Англии, Швейцарии, Италии (в 1857 и 1860—1861 годах) произвели на него скорее отрицательное впечатление. Своё разочарование в европейском образе жизни он высказал в рассказе «Люцерн». Разочарование Толстого вызвал глубокий контраст между богатством и бедностью, который он сумел рассмотреть сквозь великолепный внешний покров европейской культуры.
Лев Николаевич пишет повесть «Альберт». Одновременно друзья не перестают удивляться его чудачествам: в своём письме И. С. Тургеневу осенью 1857 года П. В. Анненков рассказывал проект Толстого по засадке всей России лесами, а в своём письме В. П. Боткину Лев Толстой сообщал, как остался очень рад тому, что не сделался только литератором вопреки совету Тургенева. Однако в промежутке между первой и второй поездками писатель продолжил работу над «Казаками», написал рассказ «Три смерти» и роман «Семейное счастие».

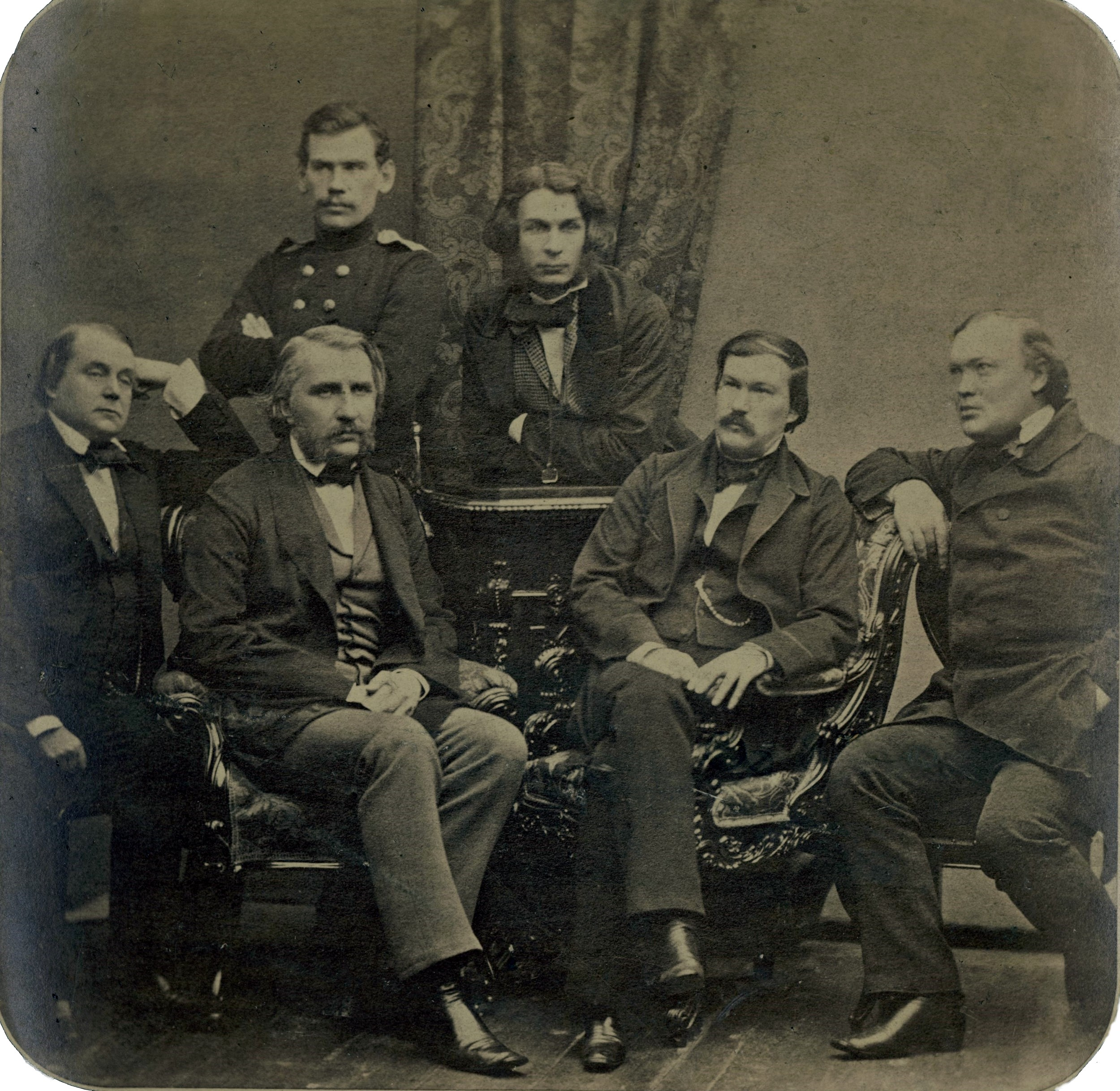
Русские писатели круга журнала «Современник». И. А. Гончаров, И. С. Тургенев, Л. Н. Толстой, Д. В. Григорович, А. В. Дружинин и А. Н. Островский. 15 февраля 1856 г. Фотография С. Л. Левицкого

Последний роман был им опубликован в «Русском вестнике» Михаила Каткова. Сотрудничество Толстого с журналом «Современник», продолжавшееся с 1852 года, завершилось в 1859 году. В этом же году Толстой принял участие в организации Литературного фонда. Но жизнь его не исчерпывалась литературными интересами: 22 декабря 1858 года он едва не погиб на медвежьей охоте.
Приблизительно в это же время у него завязался роман с крестьянкой Аксиньей Базыкиной, зреют планы женитьбы.
В следующей поездке его интересовали, в основном, народное образование и учреждения, имеющие целью поднятие образовательного уровня рабочего населения. Вопросы народного образования он пристально изучал в Германии и Франции и теоретически, и практически — в беседах со специалистами. Из выдающихся людей Германии его больше всех заинтересовал Бертольд Ауэрбах как автор посвящённых народному быту «Шварцвальдских рассказов» и как издатель народных календарей. Толстой нанёс ему визит и постарался с ним сблизиться. Кроме того, он встретился также с немецким педагогом Дистервегом. Во время пребывания в Брюсселе Толстой познакомился с Прудоном и Лелевелем. В Лондоне посетил А. И. Герцена, был на лекции Чарльза Диккенса.
Серьёзному настроению Толстого во время второго путешествия по югу Франции содействовало ещё то, что почти на его руках умер от туберкулёза его любимый брат Николай. Смерть брата произвела на Толстого огромное впечатление.
Постепенно критика лет на 10—12 охладевает ко Льву Толстому, до самого появления «Войны и мира», и сам он не стремился к сближению с литераторами, делая исключение лишь для Афанасия Фета. Одна из причин этого отчуждения состояла в размолвке Льва Толстого с Тургеневым, которая произошла в то время, когда оба прозаика находились в гостях у Фета в имении Степановка в мае 1861 года. Ссора едва не закончилась дуэлью и испортила отношения между писателями на долгие 17 лет.

### Лечение в башкирском кочевье Каралык
В мае 1862 года Лев Николаевич, страдающий депрессией, по рекомендации врачей отправился в башкирский хутор Каралык, Самарская губерния, чтобы лечиться новым и модным в то время методом кумысолечения. Изначально он собирался находиться в кумысолечебнице Постникова недалеко от Самары, но, узнав, что в то же время должно было приехать множество высокопоставленных чиновников (светское общество, которое молодой граф терпеть не мог), отправился в башкирское кочевье Каралык на одноимённой реке в 130 верстах от Самары. Там Толстой жил в башкирской кибитке (юрте), питался бараниной, принимал солнечные ванны, пил кумыс, чай, а также развлекался с башкирами игрой в шашки. В первый раз он пробыл там полтора месяца.
В 1871 году, когда он уже написал «Войну и мир», он вновь приехал туда из-за ухудшения здоровья совместно с шурином Степаном Берсом. О своих впечатлениях он писал так: «Тоска и равнодушие прошли, чувствую себя приходящим в скифское состояние, и всё интересно и ново… Ново и интересно многое: и башкиры, от которых Геродотом пахнет, и русские мужики, и деревни, особенно прелестные по простоте и доброте народа».
Очарованный Каралыком, Толстой купил в этих местах имение, и уже лето следующего, 1872 года провёл вместе со всей семьёй в нём. Позднее в этом имении Толстой организовал конный завод, пытаясь скрестить английских рысаков и степных кобыл и вывести быструю и выносливую породу для кавалерии. На протяжении десяти лет завод приносил семье Толстого значительные убытки. Во время очередной поездки Толстой устроил для башкир конные скачки на 50 вёрст и силовые состязания, в которых лично принимал участие.

### Педагогическая деятельность

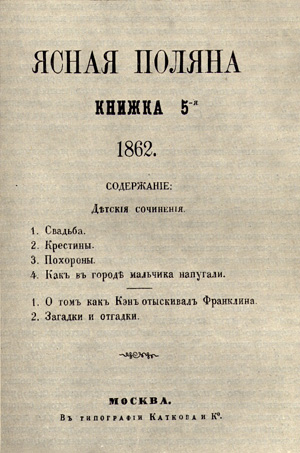
Второй журнал Толстого был удачливее «Военного листка», но выходил только один год

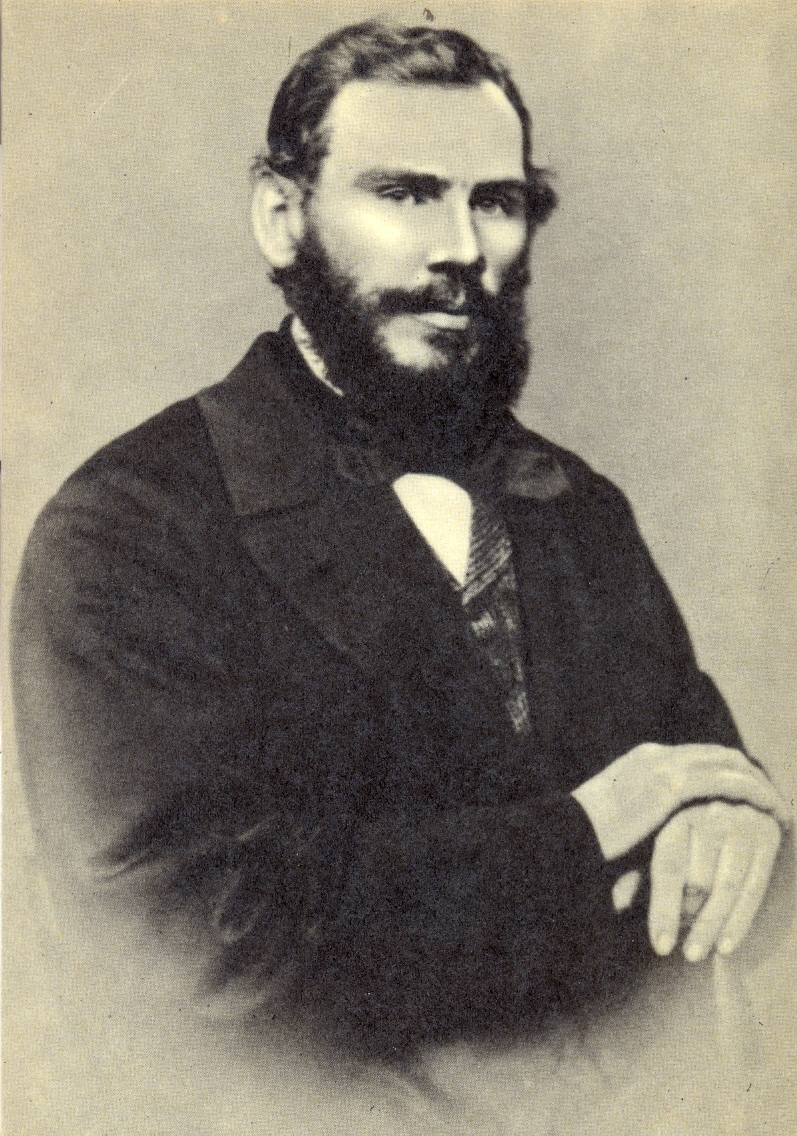
Л. Н. Толстой, 1862. Фотография М. Б. Тулинова. Москва

В 1859 году ещё до отмены крепостного права Толстой деятельно занялся устройством школ в своей Ясной Поляне и во всём Крапивенском уезде.
Яснополянская школа принадлежала к числу оригинальных педагогических экспериментов: в эпоху преклонения перед немецкой педагогической школой Толстой решительно восстал против всякой регламентации и дисциплины в школе. По его мысли всё в преподавании должно быть индивидуально — и учитель, и ученик, и их взаимные отношения. В Яснополянской школе дети сидели, кто где хотел, кто сколько хотел и кто как хотел. Определённой программы преподавания не было. Единственная задача учителя заключалась в том, чтобы заинтересовать класс. Занятия шли успешно. Их вёл сам Толстой при помощи нескольких постоянных учителей и нескольких случайных, из ближайших знакомых и приезжих.
С 1862 года Толстой стал издавать педагогический журнал «Ясная Поляна», где главным сотрудником являлся он сам. Не испытывая призвания издателя, Толстой сумел выпустить только 12 номеров журнала, последние из которых появились с отставанием в 1863 году. Помимо статей теоретических, он написал также ряд рассказов, басен и переложений, адаптированных для начальной школы. Соединённые вместе, педагогические статьи Толстого составили целый том собрания его сочинений. В своё время они остались незамеченными. На социологическую основу идей Толстого об образовании, на то, что Толстой в образованности, науке, искусстве и успехах техники видел только облегчённые и усовершенствованные способы эксплуатации народа высшими классами, никто не обратил внимания. Мало того: из нападок Толстого на европейскую образованность и «прогресс» многие вывели заключение, что Толстой — «консерватор».
Вскоре Толстой оставил занятия педагогикой. Женитьба, рождение собственных детей, планы, связанные с написанием романа «Война и мир», на десять лет отодвинули его педагогические мероприятия. Лишь в начале 1870-х он приступил к созданию собственной «Азбуки» и опубликовал её в 1872 году, а затем выпустил «Новую азбуку» и серию из четырёх «Русских книг для чтения», одобренных в результате долгих мытарств Министерством народного просвещения в качестве пособий для начальных учебных заведений. В начале 1870-х годов учебные занятия в яснополянской школе вновь восстановились на непродолжительное время.
Опыт яснополянской школы впоследствии пригодился некоторым отечественным педагогам. Так С. Т. Шацкий, создавая в 1911 году собственную школу-колонию «Бодрая жизнь», отталкивался от экспериментов Льва Толстого в области педагогики сотрудничества.

### Общественная деятельность в 1860-х годах
По возвращении из Европы в мае 1861 года Л. Н. Толстому предложили стать мировым посредником по 4-му участку Крапивенского уезда Тульской губернии. В отличие от тех, кто смотрел на народ как на младшего брата, которого надо поднять до себя, Толстой думал наоборот, что народ бесконечно выше культурных классов и что господам надо заимствовать высоты духа у мужиков, поэтому он, приняв должность посредника, активно защищал земельные интересы крестьян, часто нарушая царские указы. «Посредничество интересно и увлекательно, но нехорошо то, что всё дворянство возненавидело меня всеми силами души и суют мне des bâtons dans les roues (фр. палки в колёса) со всех сторон». Работа посредником расширила круг наблюдений писателя над жизнью крестьян, дав ему материал для художественного творчества.
16 июля 1866 года Толстой выступил на военно-полевом суде в качестве защитника Василя Шабунина, ротного писаря стоявшего недалеко от Ясной Поляны Московского пехотного полка. Шабунин ударил офицера, который приказал наказать его розгами за нахождение в нетрезвом виде. Толстой доказывал невменяемость Шабунина, но суд признал его виновным и приговорил к смертной казни. Шабунин был расстрелян. Этот эпизод произвёл большое впечатление на Толстого, так как он в этом страшном явлении видел беспощадную силу, которую представляло собою государство, основанное на насилии. По этому поводу он писал своему другу публицисту П. И. Бирюкову:

Случай этот имел на всю мою жизнь гораздо более влияния, чем все кажущиеся более важными события жизни: потеря или поправление состояния, успехи или неуспехи в литературе, даже потеря близких людей.

### Расцвет творчества

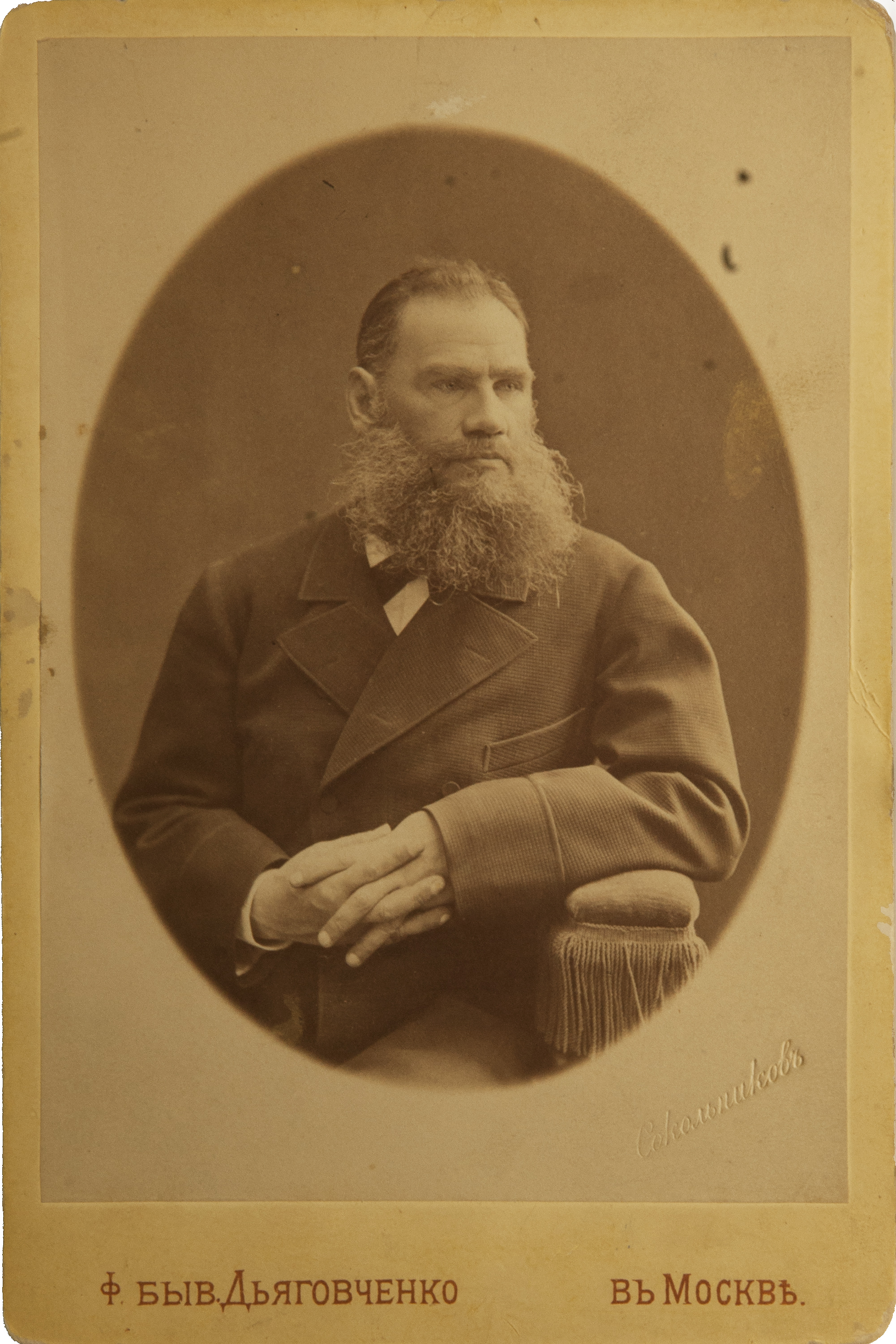
Л. Н. Толстой (1876)

В течение первых 12 лет после женитьбы он создал «Войну и мир» и «Анну Каренину». На рубеже этой второй эпохи литературной жизни Толстого стоят задуманные ещё в 1852 году и законченные в 1861—1862 годах «Казаки», первое из произведений, в которых наиболее реализовался талант зрелого Толстого.
Главный интерес творчества для Толстого проявился «в „истории“ характеров, в их непрерывном и сложном движении, развитии». Его целью было показать способность личности к нравственному росту, совершенствованию, противостоянию среде в опоре на силу собственной души.

#### «Война и мир»

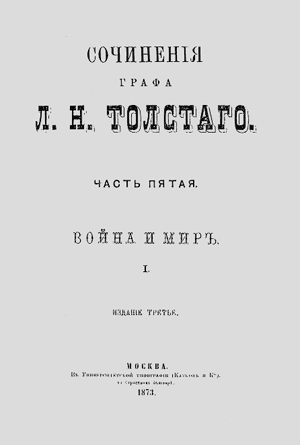
Обложка издания 1873 года

Выходу «Войны и мира» предшествовала работа над романом «Декабристы» (1860—1861), к которому автор неоднократно возвращался, но который остался незаконченным. А на долю «Войны и мира» выпал небывалый успех. Отрывок из романа под названием «1805 год» появился в «Русском вестнике» 1865 года; в 1868 году вышли три его части, за которыми вскоре последовали остальные две. Первые четыре тома «Войны и мира» быстро разошлись, и понадобилось второе издание, которое и было выпущено в октябре 1868 года. Пятый и шестой тома романа вышли в одном издании, отпечатанном уже увеличенным тиражом.
«Война и мир» стала уникальным явлением как в русской, так и зарубежной литературе. Это произведение вобрало в себя всю глубину и сокровенность психологического романа с размахом и многофигурностью эпической фрески. Писатель, по словам В. Я. Лакшина, обратился «к особому состоянию народного сознания в героическую пору 1812 года, когда люди из разных слоёв населения объединились в сопротивлении иноземному нашествию», что, в свою очередь, «создало почву для эпопеи».
Национальные русские черты автор показал в «скрытой теплоте патриотизма», в отвращении к показной героике, в спокойной вере в справедливость, в скромном достоинстве и мужестве простых солдат. Он изобразил войну России с наполеоновскими войсками как всенародную войну. Эпический стиль произведения передаётся через полноту и пластичность изображения, разветвлённость и перекрещение судеб, несравненные картины русской природы.
В романе Толстого широко представлены самые разные слои общества, от императоров и королей до солдат, все возрасты и все темпераменты на пространстве царствования Александра I.
Толстой был доволен собственным произведением, однако уже в январе 1871 года он отправил А. А. Фету письмо: «Как я счастлив… что писать дребедени многословной вроде „Войны“ я больше никогда не стану». Однако едва ли Толстой перечёркивал важность своих предшествующих творений. На вопрос Токутоми Рока в 1906 году, какое своё произведение Толстой любит больше всего, писатель ответил: «Роман „Война и мир“».
Вместе с тем, были и некоторые критические отзывы на роман. Так, участник Отечественной войны 1812 года А. С. Норов писал:
«Я не мог без оскорбленного патриотического чувства дочитать этот роман, имеющий претензию быть историческим, и, несмотря на преклонность лет моих, счел как бы своим долгом написать несколько строк в память моих бывших начальников и боевых сослуживцев.
…в романе собраны только все скандальные анекдоты военного времени той эпохи, взятые безусловно из некоторых рассказов. Эти анекдоты остались бы совершенно в тени, если б автор, с таким же талантом, какой он употребил на их разработку, собрал и изобразил те геройские эпизоды наших войск, даже несчастных, которыми всегда будет гордиться наше потомство…» … «Мы не ставили бы на вид автору романа главные военные эпизоды нашей славной войны 1812 года, если бы он не выходил из рамки романа, не вставлял в неё военные эпизоды, облекая их стратегическими рассуждениями, рисуя боевые диспозиции, и даже планы баталий, давая всему этому характер исторический, и тем вводя невольно в заблуждение, конечно не военных, но общество гражданское, гораздо более многочисленное».

#### «Анна Каренина»
Не менее драматичным и серьёзным произведением явился роман о трагической любви «Анна Каренина» (1873—1877 годы). В отличие от предыдущей работы, в нём нет места бесконечно счастливому упоению блаженством бытия. В почти автобиографическом романе Левина и Кити ещё присутствуют радостные переживания, но в изображении семейной жизни Долли уже больше горечи, а в несчастном завершении любви Анны Карениной и Вронского столько тревоги душевной жизни, что этот роман является по существу переходом к третьему периоду литературной деятельности Толстого, драматическому.
В нём меньше простоты и ясности душевных движений, свойственных героям «Войны и мира», больше обострённой чуткости, внутренней насторожённости и тревоги. Характеры главных героев более сложны и утончённы. Автор стремился показать тончайшие нюансы любви, разочарования, ревности, отчаяния, духовного просветления.
Проблематика данного произведения непосредственно подводила Толстого к идейному перелому конца 1870-х годов.

#### Другие произведения

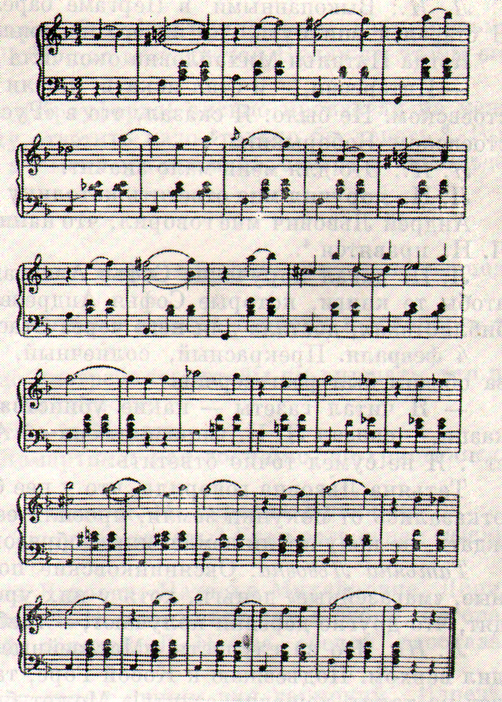
Вальс, сочинённый Толстым и записанный С. И. Танеевым 10 февраля 1906 г.

В марте 1879 года, в Москве, Лев Толстой познакомился с Василием Петровичем Щеголёнком, и в том же году по его приглашению тот приехал в Ясную Поляну, где пробыл около месяца-полутора. Щеголёнок поведал Толстому множество народных сказаний, былин и легенд, из которых более двадцати были записаны Толстым (эти записи печатались в т. XLVIII Юбилейного издания сочинений Толстого), а сюжеты некоторых Толстой, если и не записал на бумагу, то запомнил: шесть написанных Толстым произведений имеют источником рассказы Щеголёнка (1881 — «Чем люди живы», 1885 — «Два старика» и «Три старца», 1905 — «Корней Васильев» и «Молитва», 1907 — «Старик в церкви»). Помимо этого, Толстой усердно записал много поговорок, пословиц, отдельных выражений и слов, рассказанных Щеголёнком.
Новое миросозерцание Толстого наиболее полно выразилось в его произведениях «Исповедь» (1879—1880, опубликована в 1884) и «В чём моя вера?» (1882—1884). Теме христианского начала любви, лишённой всякого своекорыстия и возвышающейся над любовью чувственной в борьбе с плотью, Толстой посвятил повесть «Крейцерова соната» (1887—1889, опубликована в 1891) и «Дьявол» (1889—1890, опубликована в 1911). В 1890-е годы, пытаясь теоретически обосновать свои взгляды на искусство, он пишет трактат «Что такое искусство?» (1897—1898). Но главной художественной работой тех лет стал его роман «Воскресение» (1889—1899), сюжет которого был основан на подлинном судебном деле. Резкая критика церковных обрядов в данном произведении стала одной из причин отлучения Толстого Святейшим синодом от православной церкви в 1901 году. Наивысшими достижениями начала 1900-х годов стала повесть «Хаджи-Мурат» и драма «Живой труп». В «Хаджи-Мурате» в равной мере обличён деспотизм Шамиля и Николая I. В повести Толстой прославил мужество борьбы, силу сопротивления и любви к жизни. Пьеса «Живой труп» стала свидетельством новых художественных исканий Толстого, объективно близких чеховской драме.

#### Литературная критика произведений Шекспира
В своём критическом очерке «О Шекспире и о драме» на основании детального разбора некоторых наиболее популярных произведений Шекспира, в частности, «Короля Лира», «Отелло», «Фальстафа», «Гамлета» и др., Толстой подверг резкой критике способности Шекспира как драматурга. На представлении «Гамлета» он испытывал «особенное страдание» за это «фальшивое подобие произведений искусства».

### Участие в московской переписи

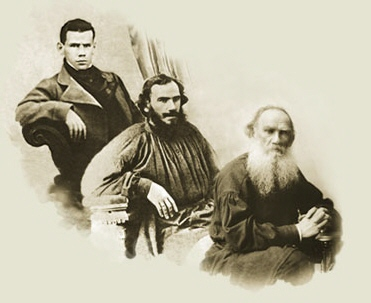
Л. Н. Толстой в юности, зрелости, старости

Л. Н. Толстой принял участие в московской переписи 1882 года. Он писал об этом так: «Я предлагал воспользоваться переписью для того, чтобы узнать нищету в Москве и помочь ей делом и деньгами, и сделать так, чтобы бедных не было в Москве».
Толстой считал, что для общества интерес и значение переписи в том, что она даёт ему зеркало, в которое хочешь не хочешь посмотрится всё общество и каждый из нас. Он выбрал себе один из самых сложных участков, Проточный переулок, где находилась ночлежка, среди московской голытьбы это мрачное двухэтажное здание носило название «Ржанова крепость». Получив распоряжение Думы, Толстой за несколько дней до переписи начал обходить участок по плану, который ему был выдан. Действительно, грязная ночлежка, заполненная опустившимися на самое дно нищими, отчаявшимися людьми, послужила для Толстого зеркалом, отразившим страшную бедность народа. Под свежим впечатлением от увиденного Л. Н. Толстой написал свою знаменитую статью «О переписи в Москве». В этой статье он указывал, что цель переписи была научной, и являлась социологическим исследованием.
Несмотря на декларированные Толстым благие цели переписи, население с подозрением относилось к этому мероприятию. По этому поводу Толстой писал: «Когда нам объяснили, что народ уже узнал об обходе квартир и уходит, мы попросили хозяина запереть ворота, а сами ходили на двор уговаривать уходивших людей». Лев Николаевич надеялся вызвать в богатых сочувствие к городской нищете, собрать деньги, набрать людей, желающих содействовать этому делу и вместе с переписью пройти все притоны бедности. Кроме выполнения обязанностей переписчика, писатель хотел войти в общение с несчастными, узнать подробности их нужды и помочь им деньгами и работой, высылкой из Москвы, помещением детей в школы, стариков и старух в приюты и богадельни.

### В Москве

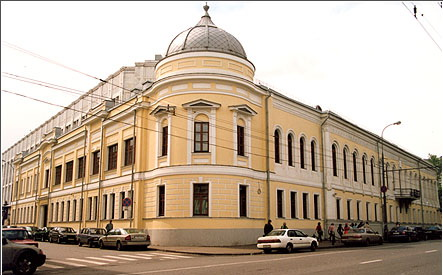
«Дом Болконских» в Москве (ул. Воздвиженка, 9)

Как пишет москвовед Александр Васькин, Лев Толстой приезжал в Москву более ста пятидесяти раз.
Общие впечатления, вынесенные им от знакомства с московской жизнью, как правило, были негативными, а отзывы о социальной обстановке в городе — резко критическими. Так, 5 октября 1881 года он записал в своём дневнике:

Вонь, камни, роскошь, нищета. Разврат. Собрались злодеи, ограбившие народ, набрали солдат, судей, чтобы оберегать их оргию. И пируют. Народу больше нечего делать, как, пользуясь страстями этих людей, выманивать у них назад награбленное.

Сохранились многие здания, связанные с жизнью и творчеством писателя, на улицах Плющиха, Сивцев Вражек, Воздвиженка, Тверская, Нижний Кисловский переулок, Смоленский бульвар, Земледельческий переулок, Вознесенский переулок и, наконец, Долгохамовнический переулок (совр. улица Льва Толстого) и другие. Часто бывал писатель и в Кремле, где жила семья его жены — Берсы. Толстой любил ходить по Москве пешком, причём даже зимой. Последний раз писатель приезжал в Москву в 1909 году.
Кроме того, по улице Воздвиженка, 9, находился дом деда Льва Николаевича — князя Николая Сергеевича Волконского, купленный им в 1816 году у Прасковьи Васильевны Муравьёвой-Апостол (дочери генерал-поручика В. В. Грушецкого, который и построил этот дом, жены писателя сенатора И. М. Муравьёв-Апостола, матери троих братьев декабристов Муравьёвых-Апостолов). Князь Волконский владел домом на протяжении пяти лет, отчего дом также известен в Москве как главный дом усадьбы князей Волконских или как «дом Болконских». Дом описан Л. Н. Толстым как дом Пьера Безухова. Льву Николаевичу этот дом был хорошо знаком — он частенько бывал здесь молодым на балах, где ухаживал за прелестной княжной Прасковьей Щербатовой: «Со скукой и сонливостью поехал к Рюминым, и вдруг окатило меня. П[расковья] Щ[ербатова] прелесть. Свежее этого не было давно». Чертами красавицы Прасковьи он наделил в «Анне Карениной» Кити Щербацкую.
В 1886, 1888 и 1889 годы Л. Н. Толстой трижды пешком ходил из Москвы в Ясную Поляну. В первом таком путешествии его спутниками были политический деятель Михаил Стахович и Николай Ге (сын художника Н. Н. Ге). Во втором — также Николай Ге, а со второй половины пути (от Серпухова) присоединились А. Н. Дунаев и С. Д. Сытин (брат издателя). Во время третьего путешествии Льва Николаевича сопровождал новый друг и единомышленник 25-летний педагог Евгений Попов.

### Духовный кризис и проповедничество
В своей работе «Исповедь» Толстой писал, что с конца 1870-х годов он стал нередко мучиться неразрешимыми вопросами: «Ну, хорошо, у тебя будет 6000 десятин в Самарской губернии — 300 голов лошадей, а потом?»; в сфере литературной: «Ну, хорошо, ты будешь славнее Гоголя, Пушкина, Шекспира, Мольера, всех писателей в мире, — ну и что ж!». Начиная думать о воспитании детей, он спрашивал себя: «зачем?»; рассуждая «о том, как народ может достигнуть благосостояния», он «вдруг говорил себе: а мне что за дело?» В общем, он «почувствовал, что то, на чём он стоял, подломилось, что того, чем он жил, уже нет». Естественным результатом была мысль о самоубийстве:

Я, счастливый человек, прятал от себя шнурок, чтобы не повеситься на перекладине между шкапами в своей комнате, где я каждый день бывал один, раздеваясь, и перестал ходить с ружьём на охоту, чтобы не соблазниться слишком лёгким способом избавления себя от жизни. Я сам не знал, чего я хочу: я боялся жизни, стремился прочь от неё и, между тем, чего-то ещё надеялся от неё.

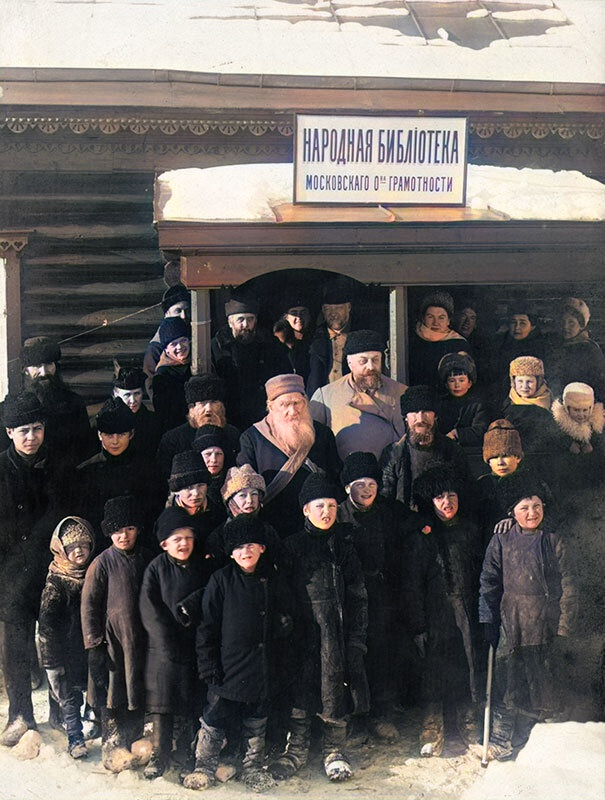
Лев Толстой на открытии Народной библиотеки Московского общества грамотности в деревне Ясная Поляна. Фото А. И. Савельева

Чтобы найти ответ на постоянно волнующие его вопросы и сомнения, Толстой прежде всего взялся за исследование богословия и написал и издал в 1891 году в Женеве своё «Исследование догматического богословия», в котором подверг критике «Православно-догматическое богословие» митрополита Макария (Булгакова). Вёл беседы со священниками и монахами, ходил к старцам в Оптину Пустынь (в 1877, 1881 и 1890 годах), читал богословские трактаты, беседовал со старцем Амвросием, К. Н. Леонтьевым, горячим противником учения Толстого. В письме к Т. И. Филиппову от 14 марта 1890 года Леонтьев сообщал, что во время этого разговора он сказал Толстому: «Жаль, Лев Николаевич, что у меня мало фанатизма. А надо бы написать в Петербург, где у меня есть связи, чтобы вас сослали в Томск и чтобы не позволили ни графине, ни дочерям вашим даже и посещать вас, и чтобы денег вам высылали мало. А то вы положительно вредны». На это Лев Николаевич с жаром воскликнул: «Голубчик, Константин Николаевич! Напишите, ради Бога, чтоб меня сослали. Это моя мечта. Я делаю всё возможное, чтобы компрометировать себя в глазах правительства, и всё сходит мне с рук. Прошу вас, напишите». Чтобы в подлиннике изучить первоисточники христианского учения, изучал древнегреческий и древнееврейский языки (в изучении последнего ему помогал московский раввин Шломо Минор). Вместе с тем он присматривался к старообрядцам, сблизился с крестьянином проповедником Василием Сютаевым, беседовал с молоканами, штундистами. Лев Николаевич искал смысл жизни в изучении философии, в знакомстве с результатами точных наук. Он старался как можно больше всего упростить, жить жизнью, близкой к природе и земледельческому быту.
Постепенно Толстой отказывается от прихотей и удобств богатой жизни (опрощение), много занимается физическим трудом, одевается в простейшую одежду, становится вегетарианцем, отдаёт семье всё своё крупное состояние, отказывается от прав литературной собственности. На почве искреннего стремления к нравственному усовершенствованию создаётся третий период литературной деятельности Толстого, отличительною чертой которого является отрицание всех установившихся форм государственной, общественной и религиозной жизни.
В начале царствования Александра III Толстой письменно обратился к императору с просьбой о помиловании цареубийц в духе евангельского всепрощения. С сентября 1882 за ним устанавливается негласный надзор для выяснения отношений с сектантами; в сентябре 1883 он отказывается от исполнения обязанностей присяжного заседателя, мотивируя отказ несовместимостью со своим религиозным мировоззрением. Тогда же он получил запрет на публичное выступление в связи со смертью Тургенева. Постепенно идеи толстовства начинают проникать в общество. В начале 1885 года в России происходит прецедент отказа от военной службы со ссылкой на религиозные убеждения Толстого. Значительная часть взглядов Толстого не могла получить открытого выражения в России и в полном виде была изложена только в заграничных изданиях его религиозно-социальных трактатов.

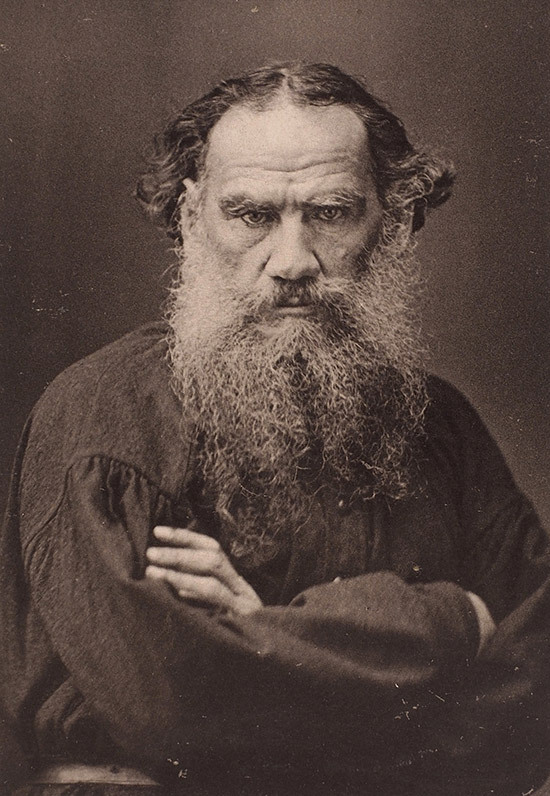
Толстой в 1885 году

К 1880-м годам относится появление в окружении Толстого Владимира Григорьевича Черткова, который оказал значительное влияние на писателя и его семью и которого называют самой влиятельной фигурой в окружении Толстого с середины 80-х годов до смерти писателя. После знакомства в октябре 1883 года Чертков быстро стал единомышленником и помощником Толстого, а с 1886 года ввёл в близкое окружение писателя свою супругу Анну Дитерихс-Черткову. Чертков и Толстой вели обширную переписку, составляющую пять томов собрания сочинений писателя. В 1884 году Владимир Григорьевич в сотрудничестве с издателем И. Д. Сытиным организовал издательство «Посредник», целью которого было издание дешёвых, доступных простому народу книг, в которых публиковалась беллетристика и публицистика морально-этического характера. Чертков был единственным человеком, которого Толстой допускал к себе практически в любое время и без приглашения. После организации издательства Чертков ввёл в практику редактирование текстов писателя, с чем он неожиданно легко соглашался. В частности, Чертковым вносились правки в текст «Кавказского пленника». Одной из его идей стало переписывание текстов старых произведений Толстого с оставлением пробелов и широких полей, чтобы он мог вносить новые правки. Лев Николаевич писал: «Если бы Черткова не было, его надо было бы придумать». В мае 1885 года Владимир Григорьевич с матерью поехал в Англию и занимался изданием на английском языке запрещённых в России произведений Толстого: в первой книге печатаются «Исповедь», «В чём моя вера?» и «Краткое изложение Евангелия». Влияние Черткова дошло до того, что в июле 1885 года он в письмах предлагал Толстому бросить семью, объясняя это неприятием родными философии изменившегося Толстого. Всё это приводило к серьёзным семейным конфликтам между Толстым и его женой.
В отношении к художественным произведениям Толстого, написанным в этот период, не было единодушия. Так, в длинном ряде небольших повестей и легенд, предназначенных преимущественно для народного чтения («Чем люди живы» и др.), Толстой, по мнению своих безусловных поклонников, достиг вершины художественной силы. В то же время, по мнению людей, упрекающих Толстого в том, что он из художника превратился в проповедника, эти написанные с определённою целью художественные поучения были грубо-тенденциозны. Высокая и страшная правда «Смерти Ивана Ильича», по мнению поклонников, ставящая это произведение в один ряд с главными произведениями гения Толстого, по мнению других, преднамеренно жёстка, в ней резко подчёркивалось бездушие высших слоёв общества, чтобы показать нравственное превосходство простого «кухонного мужика» Герасима. Противоположные отзывы вызвала и «Крейцерова соната» (написана в 1887—1889, издана в 1890 году) — анализ супружеских отношений заставил забыть об удивительной яркости и страстности, с которою написана эта повесть. Произведение было запрещено цензурой, его удалось напечатать благодаря усилиям С. А. Толстой, которая добилась свидания с Александром III. В результате повесть была опубликована в урезанном цензурой виде в Собрании сочинений Толстого по личному разрешению царя. Александр III остался доволен повестью, но царица была шокирована. Зато народная драма «Власть тьмы», по мнению поклонников Толстого, стала великим проявлением его художественной силы: в тесные рамки этнографического воспроизведения русского крестьянского быта Толстой сумел вместить столько общечеловеческих черт, что драма с колоссальным успехом обошла все сцены мира.

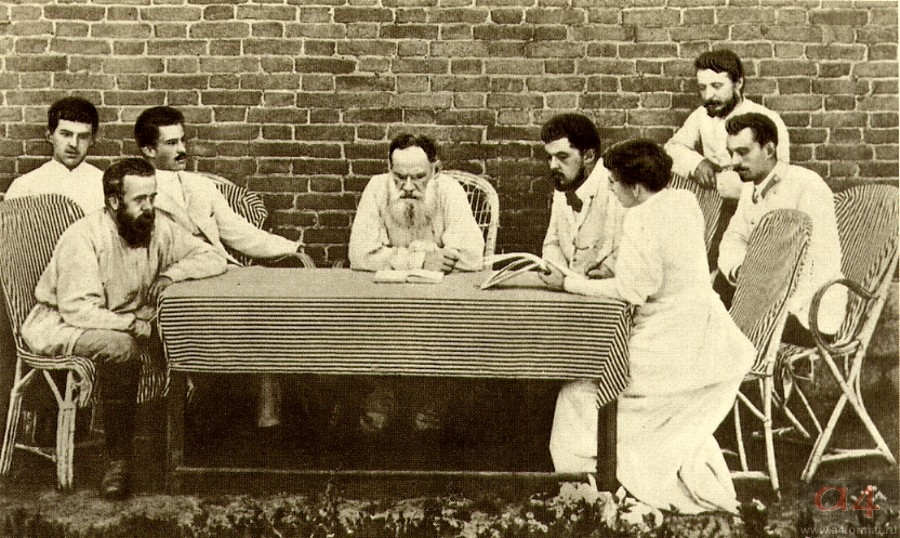
Л. Н. Толстой и его помощники составляют списки крестьян, нуждающихся в помощи. Слева направо: П. И. Бирюков, Г. И. Раевский, П. И. Раевский, Л. Н. Толстой, И. И. Раевский, А. М. Новиков, А. В. Цингер, Т. Л. Толстая. Деревня Бегичевка Рязанской губернии. Фотография П. Ф. Самарина, 1892 г.

Во время голода 1891—1892 годов Толстой организовывал в Рязанской губернии учреждения помощи голодающим и нуждающимся. Им было открыто 187 столовых, в которых кормилось 10 тысяч человек, а также несколько столовых для детей, осуществлялась раздача дров, выдача семян и картофеля для посева, покупались и раздавались земледельцам лошади (почти все хозяйства обезлошадели в голодный год). 3 ноября 1891 года Софья Андреевна опубликовала в «Русских ведомостях» открытое письмо с просьбой о помощи голодающим. Всего за время голода в виде пожертвований Толстыми было собрано более 200 000 рублей.
Трактат «Царство Божие внутри вас…» писался Толстым с небольшими перерывами почти 3 года: с июля 1890 г. по май 1893 г. Трактат, вызвавший восхищение критика В. В. Стасова («первая книга XIX века») и И. Е. Репина («эта вещь ужасающей силы»), невозможно было издать в России из-за цензуры, и он был издан за рубежом. Книга стала нелегально распространяться в огромном количестве экземпляров в России. В самой же России первое легальное издание появилось в июле 1906 г., но и после этого оно изымалось из продажи. Трактат был включён в собрание сочинений Толстого, изданное в 1911 г., уже после его смерти.
В последнем крупном произведении, романе «Воскресение», опубликованном в 1899 г., Толстой осуждал судебную практику и великосветский быт, духовенство и богослужение изображал обмирщённым и соединившимся со светской властью.
6 декабря 1908 года Толстой записал в дневнике: «Люди любят меня за те пустяки — „Война и мир“ и т. п., которые им кажутся очень важными».

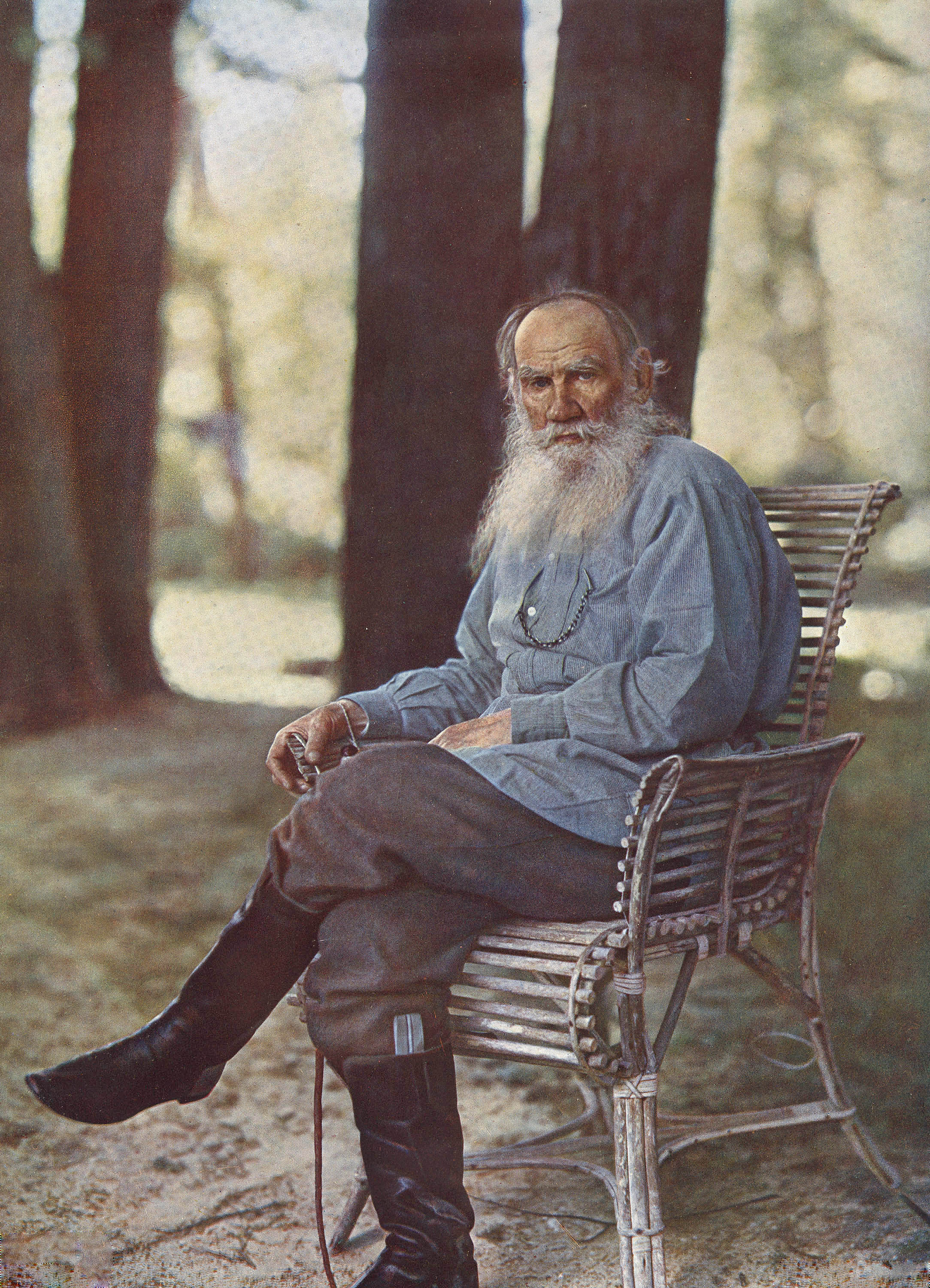
Цветной фотографический портрет Л. Н. Толстого в Ясной Поляне, созданный С. М. Прокудиным-Горским в мае 1908 года

Летом 1909 года один из посетителей Ясной Поляны выражал свой восторг и благодарность за создание «Войны и мира» и «Анны Карениной». Толстой ответил: «Это всё равно, что к Эдисону кто-нибудь пришёл и сказал бы: „Я очень уважаю вас за то, что вы хорошо танцуете мазурку“. Я приписываю значение совсем другим своим книгам (религиозным!)». В том же году Толстой так охарактеризовал роль своих художественных произведений: «Они привлекают внимание к моим серьёзным вещам».
Некоторые критики последнего этапа литературной деятельности Толстого заявили, что художественная сила его пострадала от преобладания теоретических интересов и что творчество теперь для того только и нужно Толстому, чтобы в общедоступной форме вести пропаганду его общественно-религиозных взглядов. С другой стороны, Владимир Набоков, например, отрицает наличие у Толстого проповеднической конкретики и отмечает, что сила и общечеловеческий смысл его творчества не имеют ничего общего с политикой и попросту вытесняют его учение: «В сущности, Толстого-мыслителя всегда занимали лишь две темы: Жизнь и Смерть. А этих тем не избежит ни один художник». Высказывалось мнение, что в его произведении «Что такое искусство?» Толстой частью совершенно отрицает и отчасти значительно умаляет художественное значение Данте, Рафаэля, Гёте, Шекспира, Бетховена и др., он прямо приходит к тому выводу, что «чем больше мы отдаёмся красоте, тем больше мы отдаляемся от добра», утверждая приоритет нравственной составляющей творчества над эстетикой.
3 февраля 1910 года избран иностранным членом Сербской академии наук и искусств.

### Отлучение от церкви

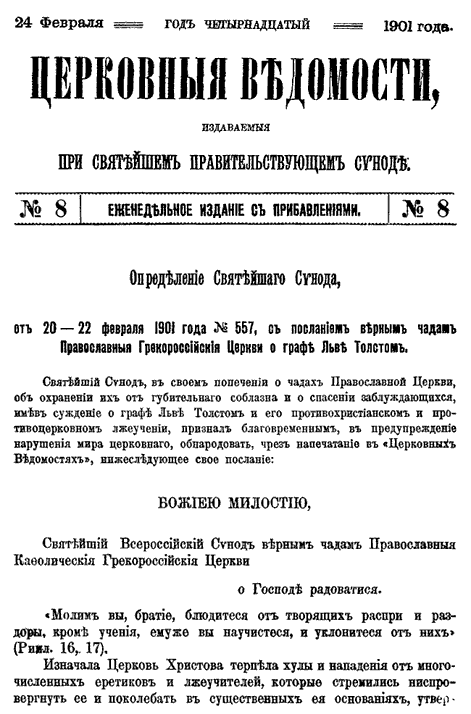
Определение Синода было провозглашено 24 февраля 1901 года и опубликовано в «Церковных ведомостях»

После рождения Лев Толстой был крещён в православие. Как и большинство представителей образованного общества своего времени, в юности и молодости он был равнодушен к религиозным вопросам. Но когда ему было 27 лет, в его дневнике появляется следующая запись:

Разговор о божестве и вере навел меня на великую, громадную мысль, осуществлению которой я чувствую себя способным посвятить жизнь. Мысль эта — основание новой религии, соответствующей развитию человечества, религии Христа, но очищенной от веры и таинственности, религии практической, не обещающей будущее блаженство, но дающей блаженство на земле.

В 40 лет, достигнув великих успехов в литературной деятельности, писательской славы, благополучия в семейной жизни и выдающегося положения в обществе, он начинает испытывать чувство бессмысленности жизни. Его преследуют мысли о самоубийстве, которое представлялось ему «выходом силы и энергии». Выход, предлагаемый верой, он не принимал, это представлялось ему «отрицанием разума». Позже Толстой увидел проявления истины в народной жизни и испытывал стремление соединиться с верой простого народа. С этой целью в течение года он соблюдает посты, участвует в богослужениях и исполняет обряды православной церкви. Но главным в этой вере было воспоминание о событии воскресения, действительность которого Толстой, по собственному признанию, и в этот период своей жизни «не мог себе представить». И о многом другом он «старался тогда не думать, чтобы не отрицать». Первое после многих лет причастие принесло ему незабываемо мучительное чувство. Последний раз Толстой причастился в апреле 1878 года, после этого он прекращает участвовать в церковной жизни из-за полного разочарования в церковной вере. Поворотным в сторону от учения Православной церкви временем для него стала вторая половина 1879 года. В 1880—1881 годах Толстой пишет «Четвероевангелие: Соединение и перевод четырёх Евангелий», исполняя своё давнее желание дать миру веру без суеверий и наивных мечтаний, удалить из священных текстов христианства то, что он считал ложью. Таким образом, в 1880-е он стал на позиции однозначного отрицания церковного вероучения. Публикация некоторых[каких?] произведений Толстого была запрещена как духовной, так и светской цензурой. В 1899 году вышел роман Толстого «Воскресение», в котором автор показывал жизнь различных социальных слоёв современной ему России; духовенство было изображено механически и наскоро исполняющим обряды, а холодного и циничного Топорова некоторые приняли[кто?] за карикатуру на К. П. Победоносцева, обер-прокурора Святейшего синода.
Существуют различные оценки образа жизни Льва Толстого. Распространено мнение, согласно которому практика опрощения, вегетарианство, занятия физическим трудом и широкая благотворительность являются искренним выражением его учения применительно к собственной жизни. Наряду с этим есть и критики писателя, подвергающие сомнению серьёзность его нравственной позиции. Отрицая государство, он продолжал пользоваться многими сословными привилегиями высшего слоя аристократии. Передача жене управления имением, по мнению критиков, тоже далеко не «отказ от собственности». Иоанн Кронштадтский видел в «невоспитанности и рассеянной, праздной с похождениями жизни в лета юности» источник «радикального безбожия» графа Толстого. Он отрицал церковные трактовки бессмертия и отвергал церковный авторитет; он не признавал в правах государство, так как оно строится (по его мнению) на насилии и принуждении. Он критиковал церковное учение, которое, в его понимании, состоит в том, что «жизнь, какая есть здесь, на земле, со всеми её радостями, красотами, со всею борьбой разума против тьмы, — жизнь всех людей, живших до меня, вся моя жизнь с моей внутренней борьбой и победами разума есть жизнь не истинная, а жизнь павшая, безнадежно испорченная; жизнь же истинная, безгрешная — в вере, то есть в воображении, то есть в сумасшествии». Лев Толстой был не согласен с учением церкви о том, что человек от своего рождения, по своей сущности является порочным и грешным, так как, по его мнению, такое учение «под корень подсекает все, что есть лучшего в природе человека». Видя, как церковь быстро утрачивала своё влияние на народ, писатель, по мнению К. Н. Ломунова, пришёл к выводу: «Всё живое — независимо от церкви».
В феврале 1901 года Синод окончательно склонился к мысли о публичном осуждении Толстого и об объявлении его находящимся вне церкви. Активную роль в этом сыграл митрополит Антоний (Вадковский). Как значится в камер-фурьерских журналах, 22 февраля Победоносцев был у Николая II в Зимнем дворце и беседовал с ним около часа. Некоторые историки считают, что Победоносцев прибыл к царю прямо из Синода с готовым определением.
24 февраля (ст. ст.) 1901 года в официальном органе синода «Церковные ведомости, издаваемыя при святейшем правительствующем синоде» было опубликовано «Определение святейшего синода от 20—22 февраля 1901 г. № 557, с посланием верным чадам православныя грекороссийския Церкви о графе Льве Толстом».

<…> Известный миру писатель, русский по рождению, православный по крещению и воспитанию своему, граф Толстой, в прельщении гордого ума своего, дерзко восстал на Господа и на Христа Его и на святое Его достояние, явно пред всеми отрёкся от вскормившей и воспитавшей его Матери, Церкви православной, и посвятил свою литературную деятельность и данный ему от Бога талант на распространение в народе учений, противных Христу и Церкви, и на истребление в умах и сердцах людей веры отеческой, веры православной, которая утвердила вселенную, которою жили и спасались наши предки и которою доселе держалась и крепка была Русь святая.
В своих сочинениях и письмах, в множестве рассеиваемых им и его учениками по всему свету, в особенности же в пределах дорогого Отечества нашего, он проповедует, с ревностью фанатика, ниспровержение всех догматов православной Церкви и самой сущности веры христианской; отвергает личного живаго Бога, во Святой Троице славимого, Создателя и Промыслителя вселенной, отрицает Господа Иисуса Христа — Богочеловека, Искупителя и Спасителя мира, пострадавшего нас ради человеков и нашего ради спасения и воскресшего из мёртвых, отрицает бессеменное зачатие по человечеству Христа Господа и девство до рождества и по рождестве Пречистой Богородицы Приснодевы Марии, не признаёт загробной жизни и мздовоздаяния, отвергает все таинства Церкви и благодатное в них действие Святаго Духа и, ругаясь над самыми священными предметами веры православного народа, не содрогнулся подвергнуть глумлению величайшее из таинств, святую Евхаристию. Всё сие проповедует граф Толстой непрерывно, словом и писанием, к соблазну и ужасу всего православного мира, и тем неприкровенно, но явно пред всеми, сознательно и намеренно отторг себя сам от всякого общения с Церковию православною.
Бывшие же к его вразумлению попытки не увенчались успехом. Посему Церковь не считает его своим членом и не может считать, доколе он не раскается и не восстановит своего общения с нею. <…> Посему, свидетельствуя об отпадении его от Церкви, вместе и молимся, да подаст ему Господь покаяние в разум истины (2Тим. 2:25). Молимтися, милосердый Господи, не хотяй смерти грешных, услыши и помилуй и обрати его ко святой Твоей Церкви. Аминь.

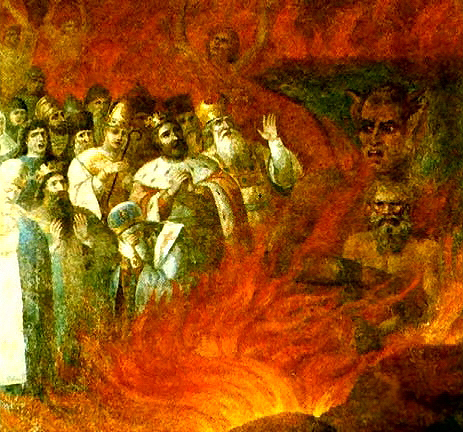
«Лев Толстой в аду». Собрание Музея истории религии и атеизма. 1883 г. На фрагменте стенной росписи из церкви с. Тазова Курской губернии Толстой в объятиях Сатаны

С точки зрения богословов, решение Синода относительно Толстого — это не проклятие писателя, а констатация того факта, что он по собственному желанию больше не является членом Церкви. Ана́фема, означающая для верующих полный запрет какого-либо общения, в отношении Толстого не совершалась. В синодальном акте 20—22 февраля говорилось, что Толстой может вернуться в Церковь, если он принесёт покаяние. Митрополит Антоний (Вадковский), который был в то время первенствующим членом Святейшего синода, писал Софье Андреевне Толстой: «Вся Россия скорбит о Вашем муже, мы о нём скорбим. Не верьте тем, кто говорит, что мы добиваемся его покаяния с политическими целями». Тем не менее, окружение писателя и симпатизирующая ему часть общественности посчитали, что это определение — неоправданно жестокий акт. Сам писатель был явно раздражён происшедшим. Когда Толстой приехал в Оптину пустынь, на вопрос о том, почему он не пошёл к старцам, он ответил, что не мог пойти, так как отлучён.
В «Ответе синоду» Лев Толстой подтвердил свой разрыв с церковью: «То, что я отрёкся от церкви, называющей себя православной, это совершенно справедливо. Но отрёкся я от неё не потому, что я восстал на Господа, а напротив, только потому, что всеми силами души желал служить ему». Толстой возражал против предъявленных ему в определении синода обвинений: «Постановление Синода вообще имеет много недостатков. Оно незаконно или умышленно двусмысленно; оно произвольно, неосновательно, неправдиво и, кроме того, содержит в себе клевету и подстрекательство к дурным чувствам и поступкам». В тексте «Ответа синоду» Толстой подробно раскрывает эти тезисы, признавая ряд существенных расхождений между догматами Православной церкви и его собственным пониманием учения Христа.

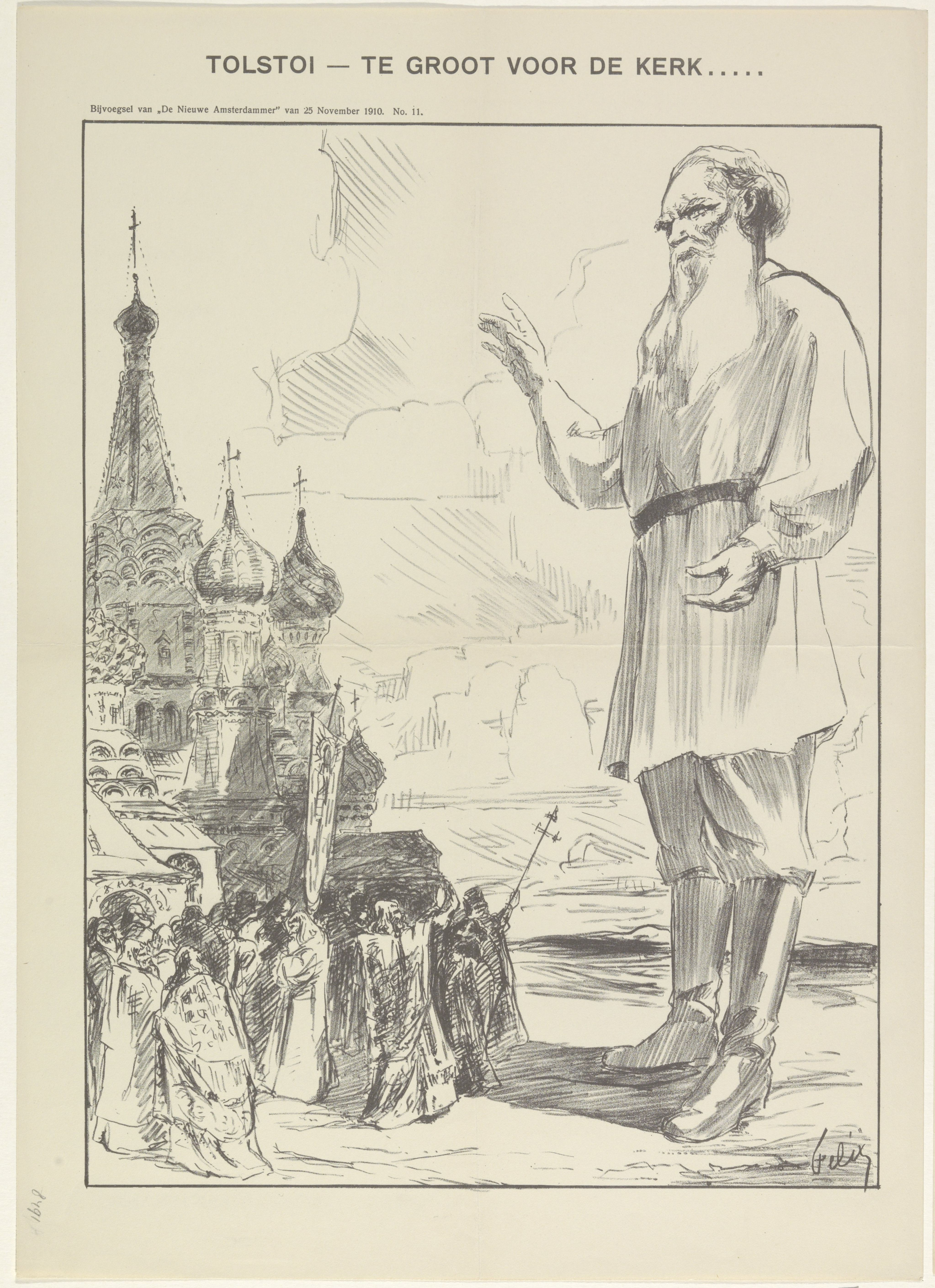
«Толстой слишком велик для Церкви», 1910

Синодальное определение вызвало возмущение определённой части общества; в адрес Толстого шли многочисленные письма и телеграммы с выражением сочувствия и поддержки. В то же время это определение спровоцировало поток писем и от другой части общества — с угрозами и бранью. Религиозно-проповедническая деятельность Толстого подвергалась критике с православных позиций задолго до его отлучения. Весьма резко её оценивал, например, святитель Феофан Затворник:

В его писаниях — хула на Бога, на Христа Господа, на Св. Церковь и её таинства. Он разрушитель царства истины, враг Божий, слуга сатанин… Этот бесов сын дерзнул написать новое евангелие, которое есть искажение евангелия истинного.

В ноябре 1909 года Толстой записал мысль, которая указывала на его широкое понимание религии:

Я не хочу быть христианином, как не советовал и не хотел бы, чтобы были браманисты, буддисты, конфуционисты, таосисты, магометане и другие. Мы все должны найти, каждый в своей вере, то, что общее всем, и, отказавшись от исключительного, своего, держаться того, что обще.

В конце февраля 2001 года правнук графа Владимир Толстой, управляющий музеем-усадьбой писателя в Ясной Поляне, направил письмо к Патриарху Московскому и всея Руси Алексию II с просьбой пересмотреть синодальное определение. В ответ на письмо в Московском Патриархате заявили, что решение об отлучении Льва Толстого от Церкви, вынесенное ровно 105 лет назад, пересмотреть невозможно, так как (по словам секретаря по взаимоотношениям Церкви Михаила Дудко), это было бы неправильным в отсутствие человека, на которого распространяется действие церковного суда.

### Отъезд из Ясной Поляны
1910 г. Октября 28. Ясная Поляна.

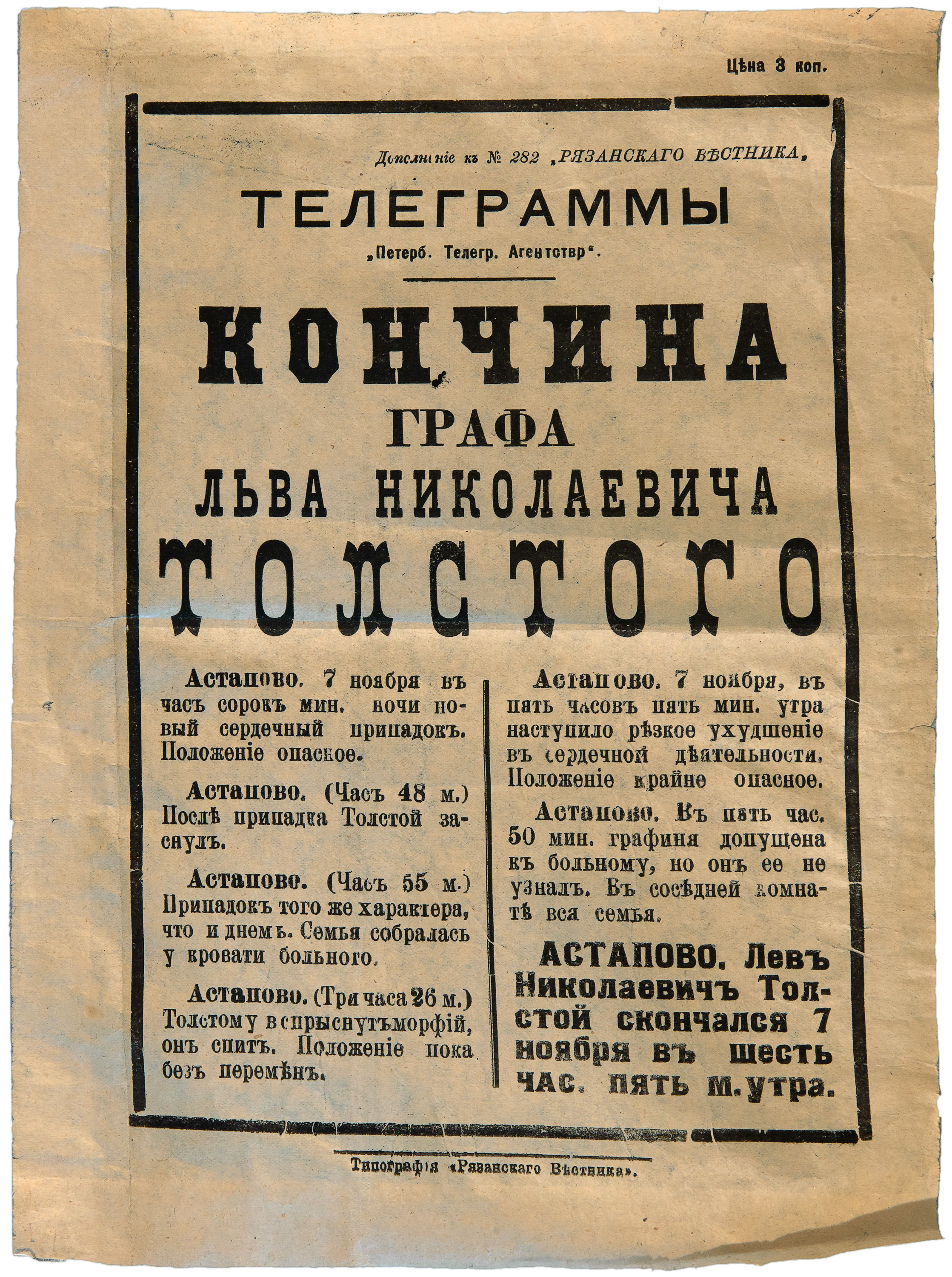
Телеграммы о состоянии Л. Толстого в его последние часы

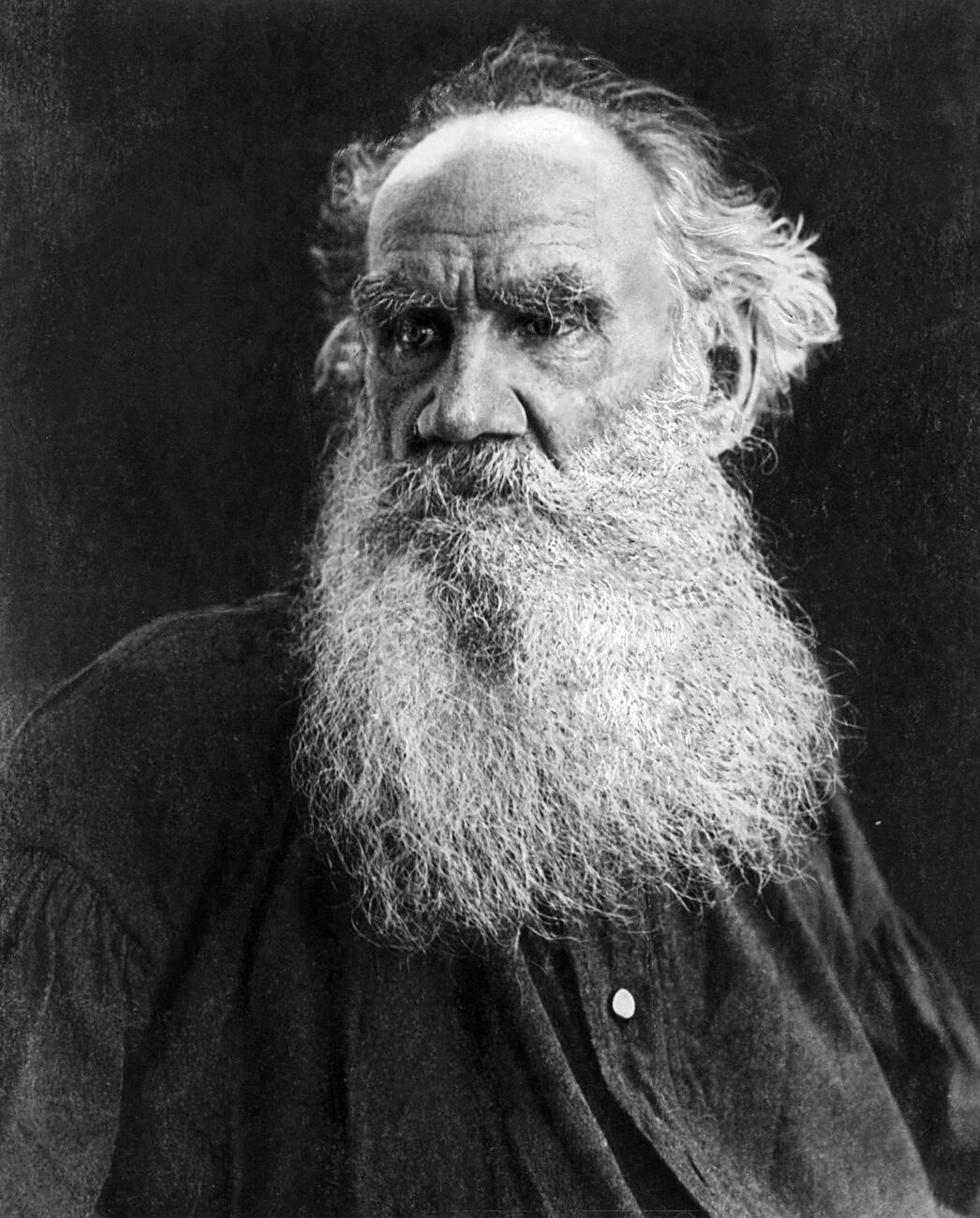
Лев Толстой в преклонных годах. Начало XX века

Отъезд мой огорчит тебя. Сожалею об этом, но пойми и поверь, что я не мог поступить иначе. Положение моё в доме становится, стало невыносимым. Кроме всего другого, я не могу более жить в тех условиях роскоши, в которых жил, и делаю то, что обыкновенно делают старики моего возраста: уходят из мирской жизни, чтобы жить в уединении и тиши последние дни своей жизни.
Пожалуйста, пойми это и не езди за мной, если и узнаешь, где я. Такой твой приезд только ухудшит твоё и моё положение, но не изменит моего решения. Благодарю тебя за твою честную 48-летнюю жизнь со мной и прошу простить меня во всём, чем я был виноват перед тобой, так же, как и я от всей души прощаю тебя во всём том, чем ты могла быть виновата передо мной. Советую тебе помириться с тем новым положением, в которое ставит тебя мой отъезд, и не иметь против меня недоброго чувства. Если захочешь что сообщить мне, передай Саше, она будет знать, где я, и перешлёт мне, что нужно; сказать же о том, где я, она не может, потому что я взял с неё обещание не говорить этого никому.
Лев Толстой.
28 октября.
Собрать вещи и рукописи мои и переслать мне я поручил Саше.
Л. Т.

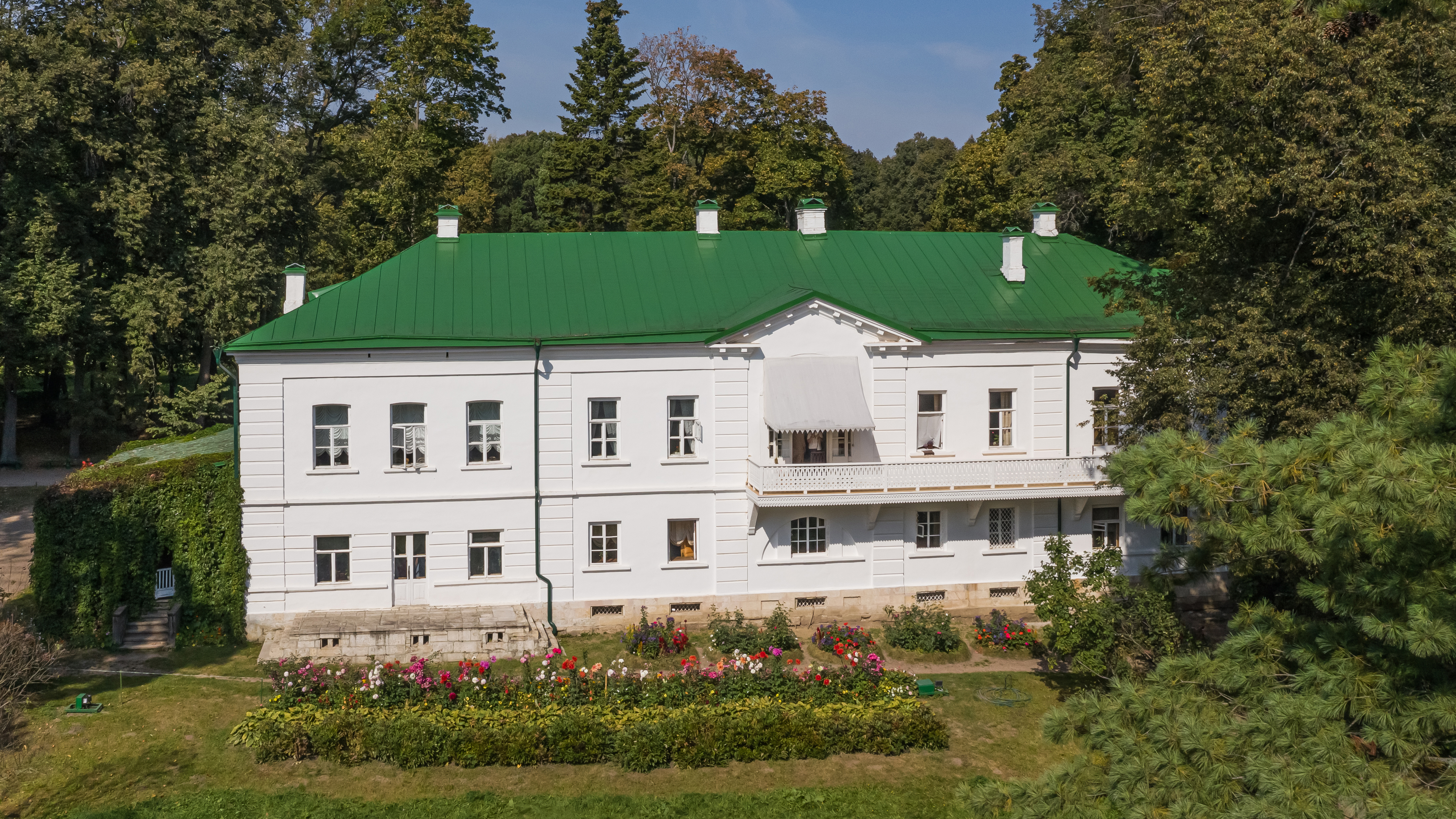
Ясная Поляна, где писатель прожил бо́льшую часть своей жизни

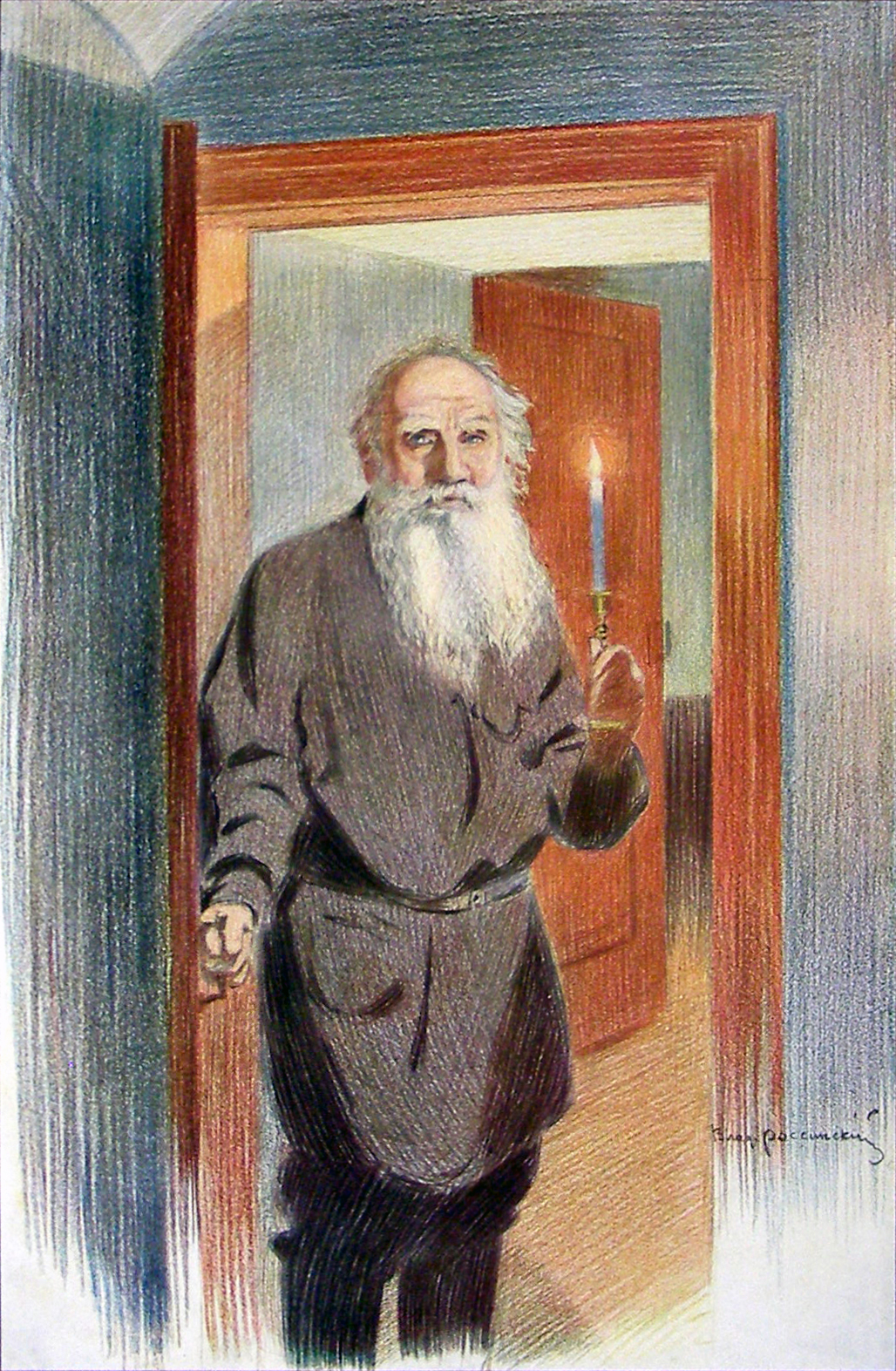
В. И. Россинский. Толстой прощается с дочерью Александрой. Бумага, карандаш. 1911

В ночь на 28 октября (10 ноября) 1910 года Л. Н. Толстой, выполняя своё решение прожить последние годы соответственно своим взглядам, тайно покинул навсегда Ясную Поляну в сопровождении лишь своего врача Д. П. Маковицкого. При этом у Толстого не было даже определённого плана действий. Своё последнее путешествие он начал на станции Щёкино. В тот же день, пересев на станции Горбачёво в другой поезд, доехал до города Белёва Тульской губернии, после — так же, но уже на другом поезде — до станции Козельск, нанял ямщика и направился в Оптину пустынь, а оттуда на следующий день — в Шамординский монастырь, где встретился со своей сестрой, Марией Николаевной Толстой. Позднее в Шамордино тайно приехала дочь Толстого Александра Львовна.

### Болезнь и смерть
Утром 31 октября (13 ноября) Л. Н. Толстой и сопровождающие отправились из Шамордина в Козельск, где сели в уже подошедший к вокзалу поезд № 12 сообщением «Смоленск — Раненбург», следующий в восточном направлении. Билетов при посадке купить не успели; доехав до Белёва, приобрели билеты до станции Волово, где намеревались пересесть на какой-нибудь поезд, следующий в южном направлении. Сопровождавшие Толстого позже также свидетельствовали, что определённой цели у путешествия не было. После совещания решили ехать к его племяннице Елене Сергеевне Денисенко, в Новочеркасск, где хотели попытаться получить заграничные паспорта и затем ехать в Болгарию; если же это не удастся — ехать на Кавказ. По свидетельству В. Гиляровского, в вещах Л. Н. Толстого был найден билет до Владикавказа: «Вечное его стремление опроститься зародилось там же, в этих станицах… Он стремился в казачьи станицы! Там, на воле, в … простоте, …, он искал, видимо, последнего покоя…». Однако по дороге Л. Н. Толстой почувствовал себя плохо, простуда обернулась крупозным воспалением лёгких, и сопровождающие вынуждены были в тот же день прервать поездку и вынести больного Льва Николаевича из поезда на первой большой станции рядом с населённым пунктом. Этой станцией была Астапово (ныне Лев Толстой, Липецкая область).
Известие о болезни Льва Толстого вызвало сильный переполох как в высших кругах, так и среди членов святейшего Синода. О состоянии его здоровья и положении дел систематически направлялись шифрованные телеграммы министерству внутренних дел и Московскому жандармскому управлению железных дорог. Было созвано экстренное тайное заседание Синода, на котором, по инициативе обер-прокурора Лукьянова, был поставлен вопрос об отношении церкви на случай печального исхода болезни Льва Николаевича. Но вопрос положительно так и не был решён.
Льва Николаевича пытались спасти шестеро врачей, но на их предложения помочь он лишь ответил: «Бог всё устроит». Когда же его спросили, чего ему самому хочется, он сказал: «Мне хочется, чтобы мне никто не надоедал». Последними осмысленными его словами, которые он произнёс за несколько часов до своей смерти старшему сыну, которые тому от волнения не удалось разобрать, но которые слышал врач Маковицкий, были: «Серёжа… истину… я люблю много, я люблю всех…»
7 (20) ноября 1910 года, после тяжёлой и мучительной болезни (задыхался), на 83-м году жизни, Лев Николаевич Толстой умер в доме начальника станции Ивана Озолина.
Когда Л. Н. Толстой приезжал в Оптину пустынь перед смертью, игуменом монастыря и скитоначальником был старец Варсонофий. Толстой не решился зайти в скит, и старец поехал за ним на станцию Астапово, чтоб дать ему возможность примириться с Церковью. У него были запасные Святые Дары, и он получил инструкцию: если Толстой шёпотом ему на ухо скажет всего одно слово «каюсь», он имеет право его причастить. Но старца не пустили к писателю, как не пустили к нему жену и некоторых из его ближайших родственников из числа православных верующих.
9 ноября 1910 года в Ясной Поляне собралось несколько тысяч человек на похороны Льва Толстого. Среди собравшихся были друзья писателя и поклонники его творчества, местные крестьяне и московские студенты, а также представители государственных органов и местные полицейские, направленные в Ясную Поляну властями, которые опасались, что церемония прощания с Толстым может сопровождаться противоправительственными заявлениями, а, возможно, что даже выльется в демонстрацию. Кроме того — в России это были первые публичные похороны знаменитого человека, которые должны были пройти не по православному обряду (без священников и молитв, без свечей и икон), как пожелал сам Толстой. Церемония прошла мирно, что было отмечено в полицейских рапортах. Провожающие, соблюдая полный порядок, с тихим пением проводили от станции до усадьбы гроб Толстого. Люди выстроились в очередь, молча входили в комнату для прощания с телом.
В этот же день в газетах была опубликована резолюция Николая II на докладе министра внутренних дел о кончине Льва Николаевича Толстого: «Душевно сожалею о кончине великого писателя, воплотившего во время расцвета своего дарования в творениях своих образы одной из славных годин русской жизни. Господь Бог да будет ему милосердный судья».

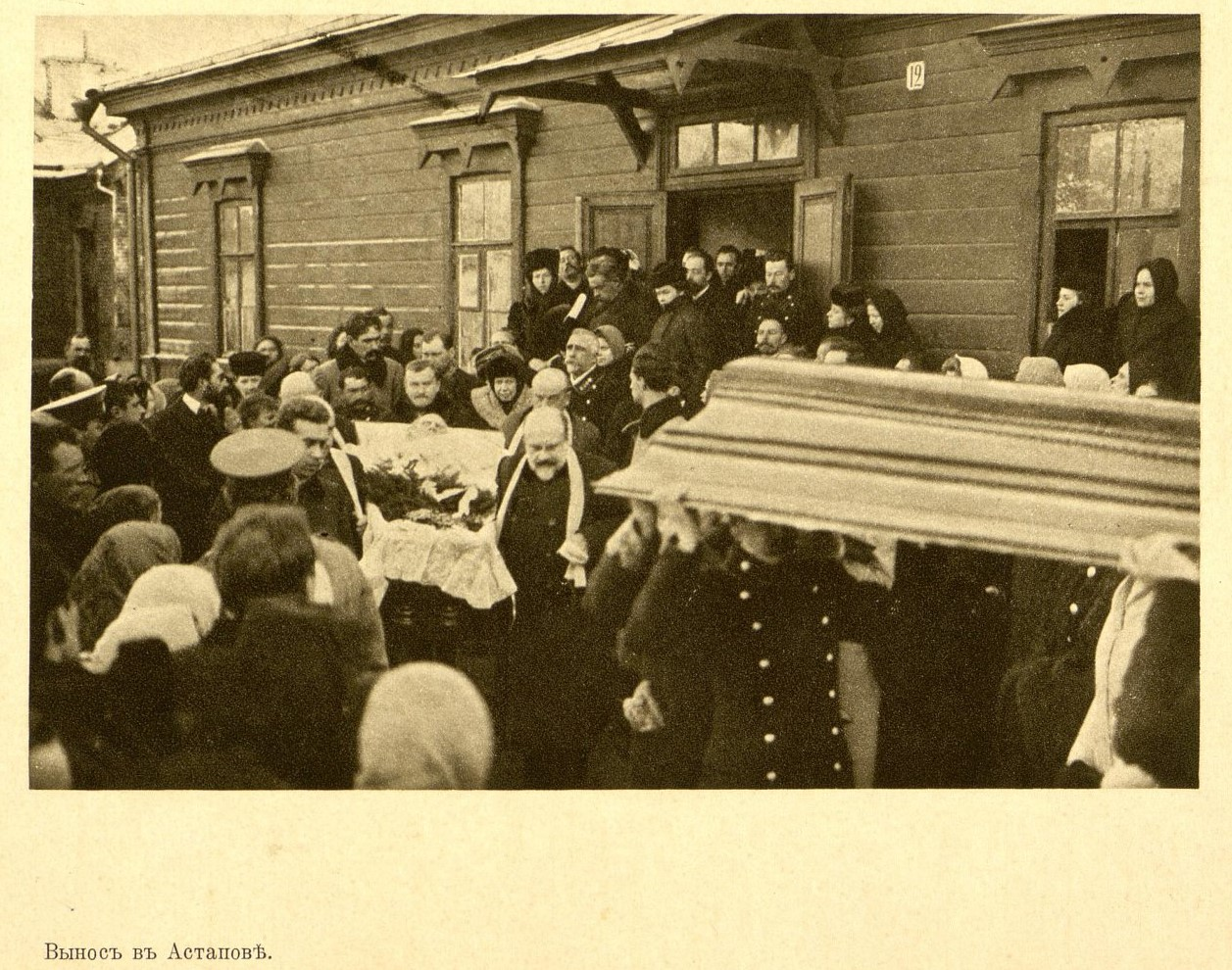
Вынос тела Л. Н. Толстого в Астапове, 1910 г.

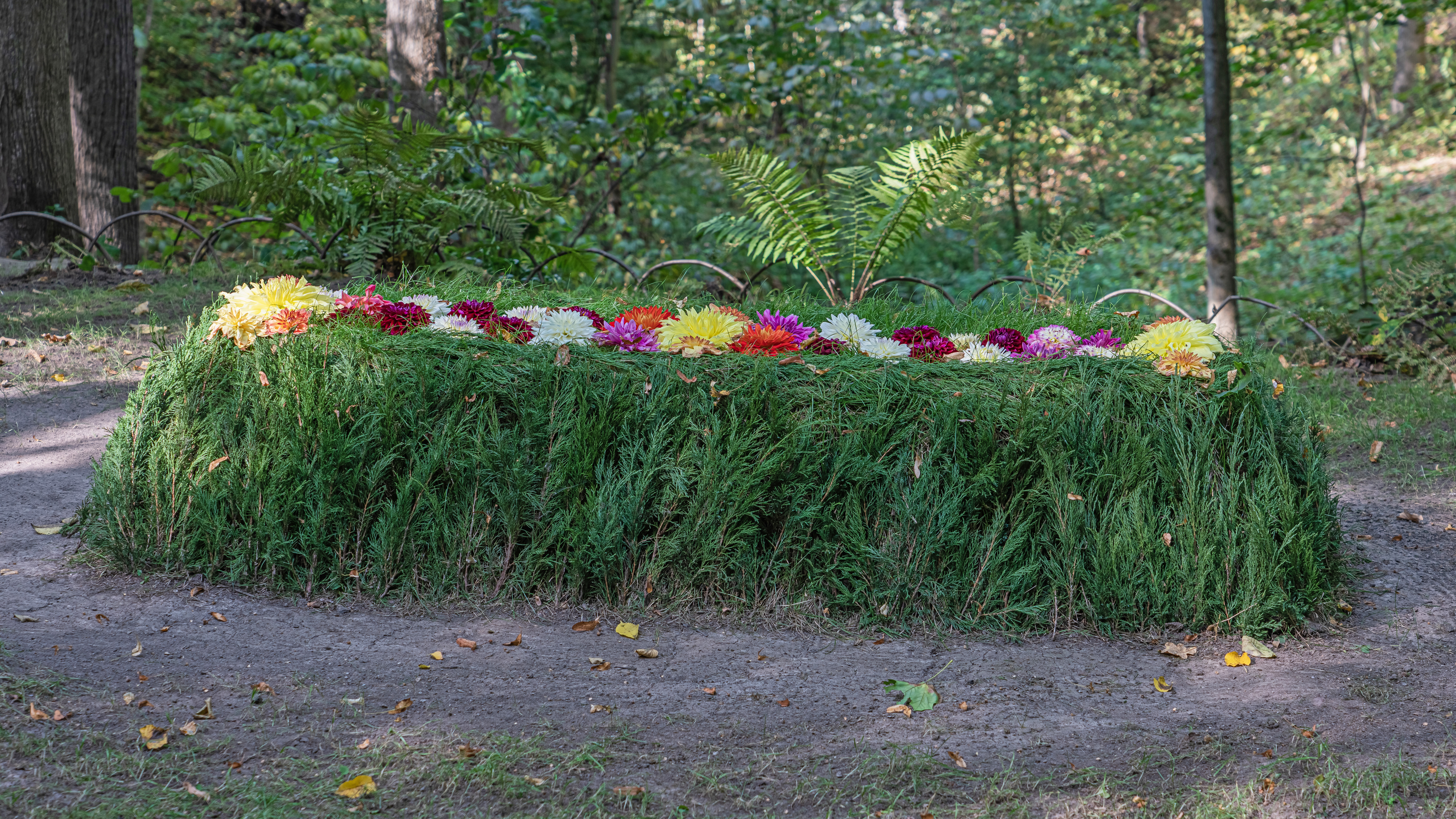
Могила Льва Толстого

10 (23) ноября 1910 года Л. Н. Толстой был похоронен в Ясной Поляне, на краю оврага в лесу, где в детстве он вместе с братом искал «зелёную палочку», хранившую «секрет», как сделать всех людей счастливыми. Когда гроб с покойным опускали в могилу, все присутствующие благоговейно преклонили колени.
Некий офицер московской полиции, которому было поручено исполнять на похоронах обязанности цензора, в течение всей церемонии дежурил при гробе. Когда же вся толпа разом опустилась на колени, остался стоять только один человек — этот полицейский. При виде такой непочтительности собравшиеся немедленно приструнили полицейского: ему закричали: «Полиция, на колени!», и он покорно опустился на колени.
В январе 1913 года было опубликовано письмо графини С. А. Толстой от 22 декабря 1912 года, в котором она подтверждала известия в печати о том, что на могиле её супруга было совершено его отпевание неким священником в её присутствии, при этом она опровергала слухи о том, что священник был ненастоящим. В частности, графиня писала: «Заявляю ещё, что Лев Николаевич ни разу перед смертью не выразил желания не быть отпетым, а раньше писал в своём дневнике 1895 г., как бы завещание: „Если можно, то (хоронить) без священников и отпевания. Но если это будет неприятно тем, кто будет хоронить, то пускай хоронят, как обыкновенно, но как можно подешевле и попроще“». Священником, добровольно пожелавшим нарушить волю Святейшего синода и тайно отпеть отлучённого графа, оказался Григорий Леонтьевич Калиновский, — священник села Иванькова Переяславского уезда Полтавской губернии. Вскоре он был отрешён от должности, но не за противозаконное отпевание Толстого, а «ввиду того, что он находится под следствием за убийство в нетрезвом виде крестьянина <…>, причём означенный священник Калиновский поведения и нравственных качеств довольно неодобрительных, то есть горький пьяница и способный на всякие грязные дела», — как сообщалось в агентурных жандармских сводках.
Доклад начальника Петербургского охранного отделения полковника фон Коттена министру внутренних дел Российской империи:

В дополнение к донесениям от 8 сего ноября докладываю Вашему Высокопревосходительству сведения о происходивших 9 сего ноября волнениях учащейся молодёжи… по случаю дня погребения умершего Л. Н. Толстого. В 12 часов дня была отслужена в Армянской церкви панихида по покойном Л. Н. Толстом, на которой присутствовало около 200 человек молящихся, преимущественно армян, и незначительная часть учащейся молодёжи. По окончании панихиды молящиеся разошлись, но чрез несколько минут в церковь начали прибывать студенты и курсистки. Оказалось, что на входных дверях университета и Высших женских курсов были вывешены объявления, что панихида по Л. Н. Толстом состоится 9 ноября в час пополудни в вышеозначенной церкви.
Армянское духовенство вторично совершило панихиду, к концу которой церковь уже не могла вместить всех молящихся, значительная часть которых стояла на паперти и во дворе при Армянской церкви. По окончании панихиды все находившиеся на паперти и на церковном дворе пропели «Вечная память»…

Толстой за два года до смерти, 22 января 1909, записал в своём дневнике:

Вчера был архиерей <…> Особенно неприятно, что он просил дать ему знать, когда я буду умирать. Как бы не придумали они чего-нибудь такого, чтобы уверить людей, что я «покаялся» перед смертью. И потому заявляю, кажется, повторяю, что возвратиться к церкви, причаститься перед смертью, я так же не могу, как не могу перед смертью говорить похабные слова или смотреть похабные картинки, и потому всё, что будут говорить о моем предсмертном покаянии и причащении, — ложь.
— 
На смерть Льва Толстого отреагировали не только в России, но и во всём мире. В России прошли студенческие и рабочие демонстрации с портретами умершего, ставшие откликом на кончину великого писателя. Чтобы почтить память Толстого, рабочие Москвы и Санкт-Петербурга остановили работу нескольких заводов и фабрик. Происходили легальные и нелегальные сходки, собрания, выпускались листовки, отменялись концерты и вечера, на момент траура были закрыты театры и кинематографы, приостановили торговлю книжные лавки и магазины. Многие люди хотели принять участие в похоронах писателя, однако правительство, опасавшееся стихийных волнений, всячески препятствовало этому. Люди не могли осуществить своего намерения, поэтому Ясная Поляна была буквально засыпана соболезнующими телеграммами. Демократическая часть российского общества была возмущена поведением правительства, долгие годы третировавшего Толстого, запрещавшего его произведения, и, наконец, препятствовавшего чествованию его памяти.

## Семья

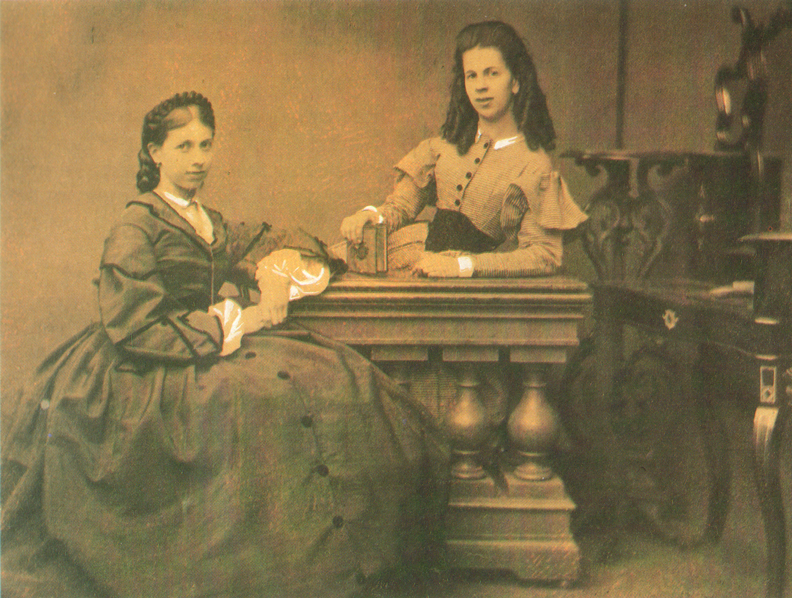
Сёстры С. А. Толстая (слева) и Т. А. Берс (справа), 1860-е годы

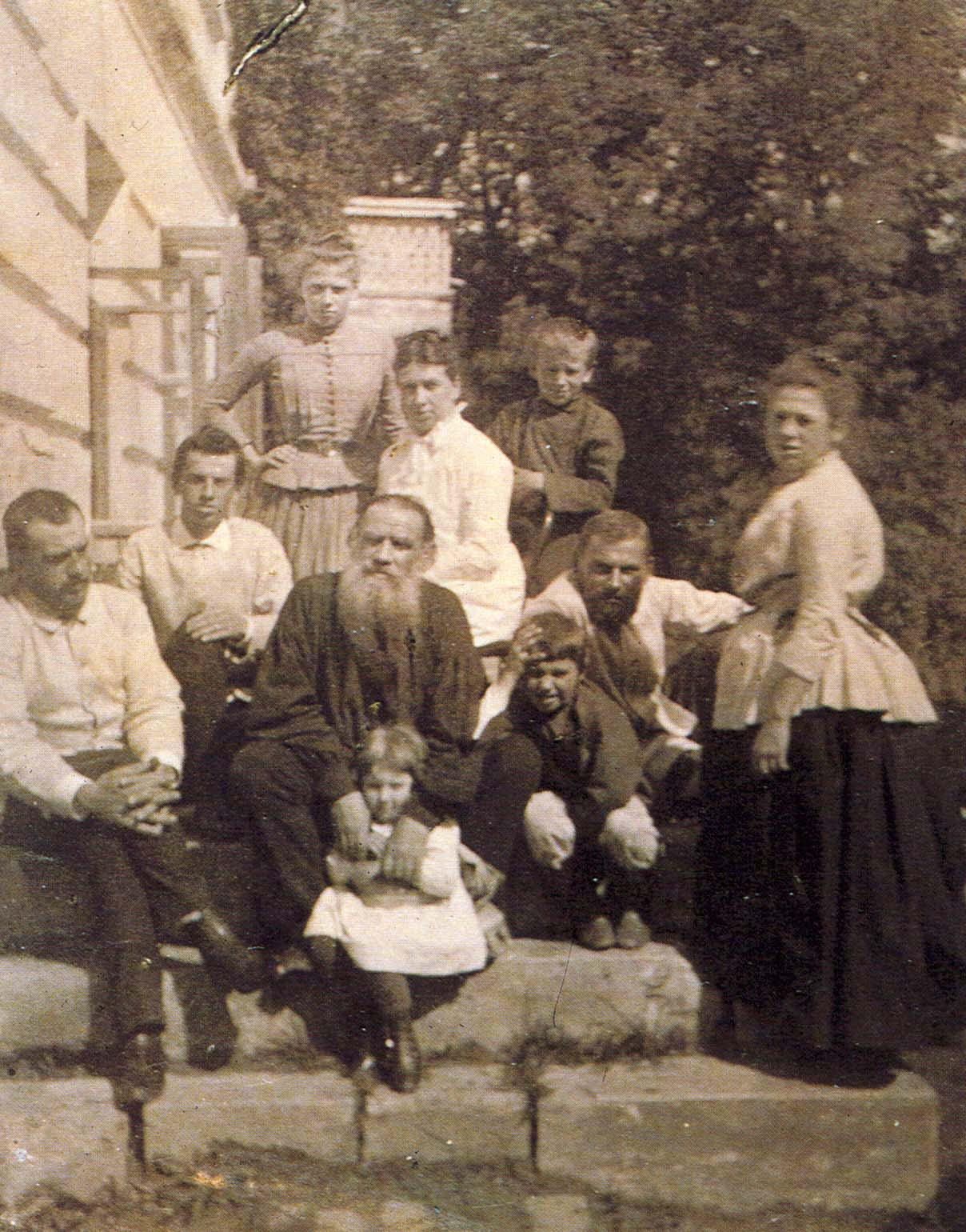
Л. Н. Толстой с женой и детьми. 1887 год

Лев Николаевич с юношеских лет был знаком с Любовью Александровной Иславиной, в замужестве Берс (1826—1886), любил играть с её детьми Лизой, Соней и Таней. Когда дочери Берсов подросли, Лев Николаевич задумался над женитьбой на старшей дочери Лизе, долго колебался, пока не сделал выбор в пользу средней дочери Софьи. Софья Андреевна ответила согласием, когда ей было 18 лет, а графу 34 года, и 23 сентября 1862 года Лев Николаевич женился на ней, предварительно признавшись в своих добрачных связях.
На некоторое время в его жизни наступает самый светлый период — он по-настоящему счастлив, во многом благодаря практичности жены, материальному благосостоянию, выдающемуся литературному творчеству и в связи с ним всероссийской и всемирной славе. В лице своей жены он нашёл помощницу во всех делах, практических и литературных — в отсутствие секретаря она по нескольку раз переписывала набело его черновики. Однако очень скоро счастье омрачается неизбежными мелкими размолвками, мимолётными ссорами, взаимным непониманием, которое с годами лишь усугублялось. В конце 1890-х годов причиной очередного разлада между супругами стала ревность Толстого к Софье Андреевне в отношении композитора С. И. Танеева. В 1897 году из-за её желания поехать на репетицию к Танееву Толстой в письме предложил супруге пять вариантов разрешения ситуации, одним из которых был развод.
Отношения осложнялись холодностью Толстого к семье. Так, 26 января 1895 года в дневнике Софьи Андреевны в словах о болезни сына записано:

 А завтра в 8-м часу я стану температуру мерить Ванечке и хинин давать, а он будет спать. И потом пойдет воду возить, не зная даже, лучше ли ребенку и не утомлена ли слишком мать. Ах, как он мало добр к нам, к семье! Только строг и равнодушен. А в биографии будут писать, что он за дворника воду возил, и никто никогда не узнает, что он за жену, чтоб хоть когда-нибудь ей дать отдых, ребенку своему воды не дал напиться и 5-ти минут в 32 года не посидел с больным, чтоб дать мне вздохнуть, выспаться, погулять или просто опомниться от трудов.

Для своей семьи Лев Толстой предложил некоторый «план жизни», согласно которому он предполагал часть дохода отдавать на бедных и школы, а образ жизни своей семьи (жизнь, пища, одежда) значительно упростить, при этом также продать и раздать «всё лишнее»: фортепиано, мебель, экипажи. Его супругу, Софью Андреевну, такой план явно не устраивал, на почве чего у них вспыхнул первый серьёзный конфликт и начало её «необъявленной войны» за обеспеченное будущее своих детей. А в 1892 году Толстой подписал раздельный акт и передал своей жене и детям всю недвижимость, не желая быть собственником. Тем не менее, вместе они прожили почти пятьдесят лет.

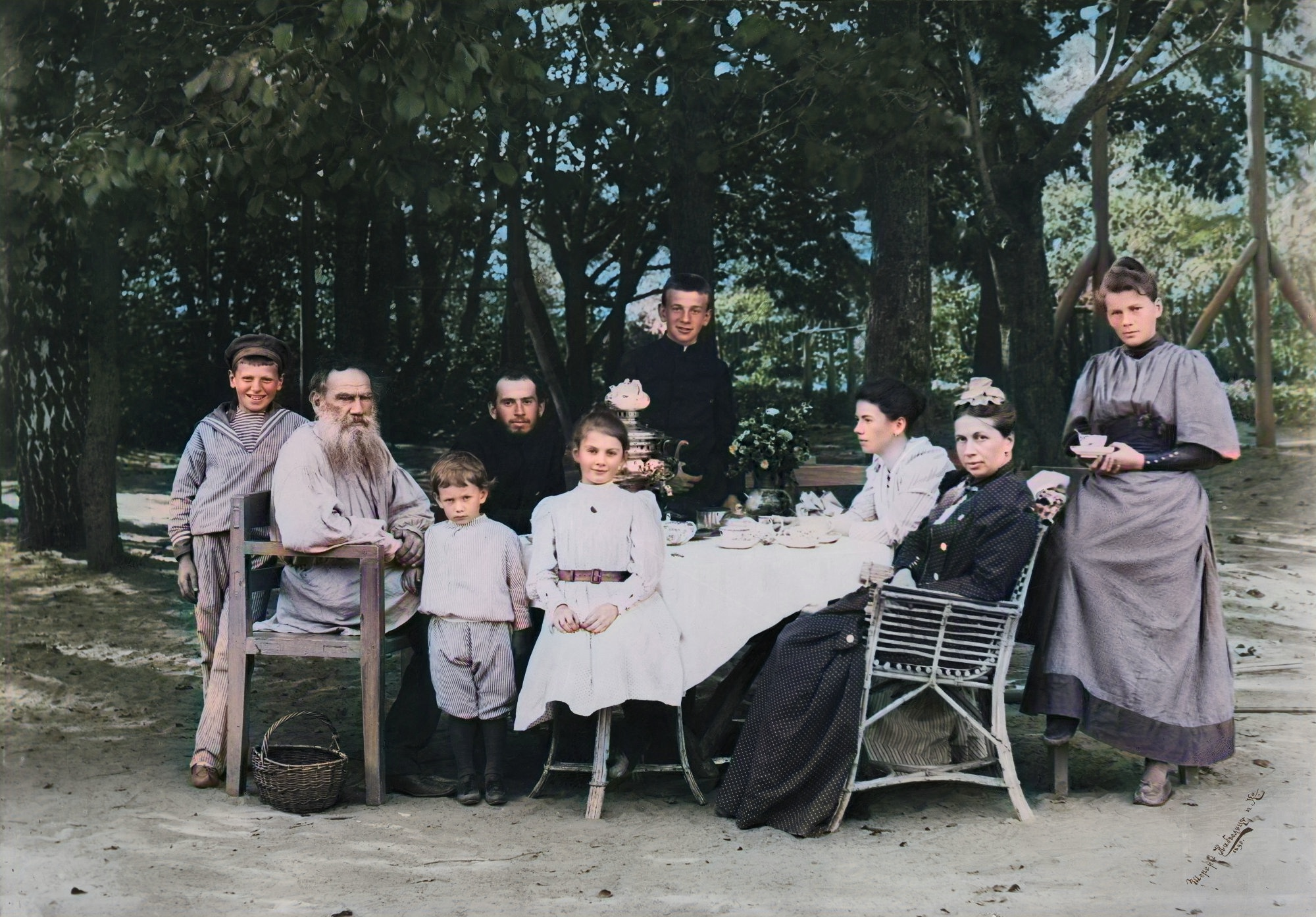
Семья Толстого в 1892 г. (слева направо: Михаил, Л. Н. Толстой, Иван, Лев, Александра, Андрей, Татьяна, жена Софья, Мария)

Кроме того, его старший брат Сергей Николаевич Толстой собирался обвенчаться с младшей сестрой Софьи Андреевны — Татьяной Берс. Но неофициальный брак Сергея с цыганской певицей Марией Михайловной Шишкиной (у которой от него было четверо детей) сделал невозможным супружество Сергея и Татьяны.
Помимо этого, отец Софьи Андреевны лейб-медик Андрей Густав (Евстафиевич) Берс ещё до брака с Иславиной имел дочь Варвару от Варвары Петровны Тургеневой — матери Ивана Сергеевича Тургенева. По матери Варя была родной сестрой Ивана Тургенева, а по отцу — родной сестрой Софье Андреевне Толстой, жене Л. Н. Толстого; таким образом, вместе с браком Лев Николаевич Толстой приобрёл родство с известным писателем Иваном Сергеевичем Тургеневым.
От брака Льва Николаевича с Софьей Андреевной родилось 9 сыновей и 4 дочери, пять детей умерли в детстве.
Дети от брака с Софьей Андреевной:
1. Сергей (1863—1947), композитор, музыковед. Единственный из всех переживших Октябрьскую революцию детей писателя, кто не эмигрировал. Кавалер ордена Трудового Красного Знамени.
2. Татьяна (1864—1950). С 1899 года замужем за Михаилом Сухотиным. В 1917—1923 годах была хранителем музея-усадьбы Ясная Поляна. В 1925 году с дочерью эмигрировала. Дочь Татьяна Сухотина-Альбертини (1905—1996).
3. Илья (1866—1933), писатель, мемуарист. В 1916 году покинул Россию и уехал в США.
4. Лев (1869—1945), писатель, скульптор. С 1918 года в эмиграции — во Франции, Италии, затем в Швеции.
5. Мария (1871—1906). С 1897 года замужем за Николаем Леонидовичем Оболенским (1872—1934). Умерла от воспаления лёгких. Похоронена в с. Кочаки Крапивенского уезда (современная Тульская область, Щёкинский район, дер. Кочаки).
6. Пётр (1872—1873).
7. Николай (1874—1875).
8. Варвара (1875—1875).
9. Андрей (1877—1916), чиновник особых поручений при тульском губернаторе. Участник русско-японской войны. Скончался в Петрограде от общего заражения крови. Дочь Софья Толстая-Есенина, последняя жена поэта Сергея Есенина.
10. Михаил (1879—1944). В 1920 году эмигрировал, жил в Турции, Югославии, Франции и Марокко. Скончался 19 октября 1944 года в Марокко[141][142].
11. Алексей (1881—1886).
12. Александра (1884—1979). С 16 лет стала помощницей отца. Начальник военно-медицинского отряда во время Первой мировой войны. В 1920 году была арестована ВЧК по делу «Тактического центра», приговорена к трём годам, после освобождения работала в Ясной Поляне. В 1929 году эмигрировала из СССР, в 1941 году получила гражданство США. Скончалась 26 сентября 1979 года в штате Нью-Йорк в возрасте 95 лет, последней из всех детей Льва Толстого.
13. Иван (1888—1895).

До женитьбы Толстой состоял в отношениях с замужней крестьянкой Ясной Поляны Аксиньей Базыкиной, которая родила от него внебрачного сына в 1860 году. Мальчика назвали Тимофеем. В дальнейшем он работал кучером у законных детей Толстого и Софьи Андреевны.
По состоянию на 2018 год в общей сложности насчитывается более 350 прямых потомков Л. Н. Толстого, живущих в 25 странах мира. Большинство из них — потомки имевшего 10 детей Льва Львовича Толстого. Начиная с 2000 года, раз в два года в Ясной Поляне проходят встречи потомков писателя.

### Взгляды на семью. Семья в творчестве Толстого

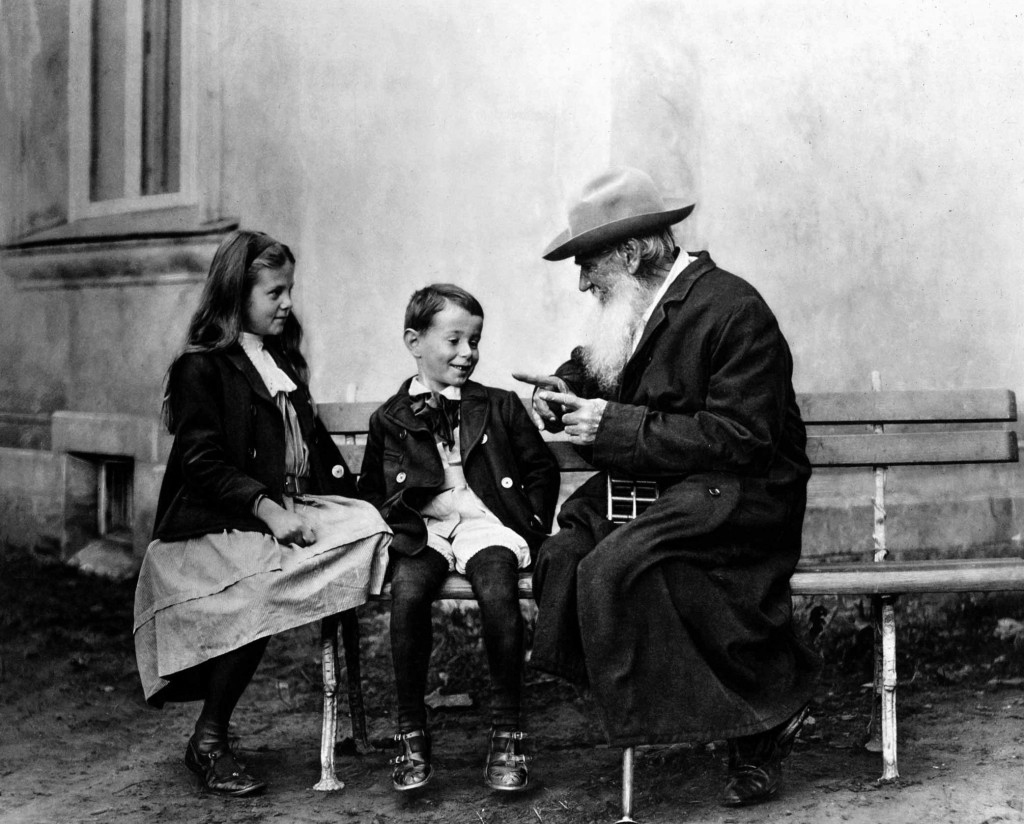
Л. Н. Толстой рассказывает сказку об огурце внукам Ильюше и Соне, 1909 год, Крёкшино, фото В. Г. Черткова. Софья Андреевна Толстая в будущем — последняя жена Сергея Есенина

Лев Толстой как в своей личной жизни, так и в творчестве, центральную роль отводил семье. По мнению писателя, главным институтом человеческой жизни является не государство или церковь, а именно семья. Толстой с самого начала творческой деятельности был поглощён мыслями о семье и этому посвятил своё первое произведение — «Детство». Тремя годами позднее, в 1855 году, он пишет рассказ «Записки маркёра», где уже прослеживается тяга литератора к азартным играм и женщинам. Это же отражается и в его романе «Семейное счастие», в котором взаимоотношения мужчины и женщины поразительно похожи на супружеские отношения самого Толстого и Софьи Андреевны. В период счастливой семейной жизни (1860-е годы), создавшей стабильную атмосферу, духовно-физический баланс и ставшей источником поэтического вдохновения, были написаны два величайших произведения писателя: «Война и мир» и «Анна Каренина». Но если в «Войне и мире» Толстой твёрдо отстаивает ценность семейной жизни, будучи убеждённым в верности идеала, то в «Анне Карениной» он уже выражает сомнения по поводу его достижимости. Когда отношения в его личной семейной жизни стали более тяжёлыми, эти обострения выразились и в таких произведениях, как «Смерть Ивана Ильича», «Крейцерова соната», «Дьявол» и «Отец Сергий».
Лев Николаевич Толстой уделял семье большое внимание. Его размышления не ограничиваются деталями супружеских отношений. В трилогии «Детство», «Отрочество» и «Юность» автор дал яркое художественное описание мира ребёнка, в жизни которого важную роль играют любовь ребёнка к своим родителям, и наоборот — любовь, которую он получает от них. В «Войне и мире» Толстой уже наиболее полно раскрыл разные типы семейных отношений и любви. А в «Семейном счастии» и «Анне Карениной» различные аспекты любви в семье просто теряются за силой «eros». Критик и философ Н. Н. Страхов после выхода романа «Война и мир» отмечал, что все предыдущие произведения Толстого можно отнести к категории предварительных исследований, завершившихся созданием «семейной хроники».

## Философия

Портрет Льва Толстого кисти Ивана Крамского, 1873 год

Религиозные и нравственные императивы Льва Толстого явились источником движения толстовства, построенном на двух основополагающих тезисах: «опрощения» и «непротивления злу насилием». Последний, согласно Толстому, зафиксирован в ряде мест Евангелия и есть стержень учения Христа, как, впрочем, и буддизма. Сущность христианства, согласно Толстому, можно выразить в простом правиле: «Будь добрым и не противодействуй злу насилием» — «Закон насилия и закон любви» (1908).
Важнейшей основой учения Толстого стали слова Евангелия «Возлюбите врагов ваших» и Нагорная проповедь. Последователи его учения — толстовцы — чтили провозглашённые Львом Николаевичем пять заповедей: не гневайся, не прелюбодействуй, не клянись, не противься злу насилием, возлюби врагов своих, как ближнего своего.
Среди приверженцев учения, и не только, пользовались большой популярностью книги Толстого «В чём моя вера», «Исповедь» и др. На жизнеучение Толстого оказали влияние разнообразные идейные течения: брахманизм, буддизм, даосизм, конфуцианство, ислам, также учения философов-моралистов (Сократа, поздних стоиков, Канта, Шопенгауэра).
Толстой разработал особую идеологию ненасильственного анархизма (её можно охарактеризовать как христианский анархизм), которая основывалась на рационалистическом осмыслении христианства. Считая принуждение злом, он делал вывод о необходимости упразднения государства, но не путём революции, основанной на насилии, а путём добровольного отказа каждого члена общества от исполнения любых государственных обязанностей, будь то воинская повинность, уплата налогов и т. п. Л. Н. Толстой полагал: «Анархисты правы во всём: и в отрицании существующего, и в утверждении того, что при существующих нравах ничего не может быть хуже насилия власти; но они грубо ошибаются, думая, что анархию можно установить революцией. Анархия может быть установлена только тем, что будет больше и больше людей, которым не нужна защита правительственной власти и всё больше и больше людей, которые будут стыдиться прилагать эту власть».
Идеи ненасильственного сопротивления, изложенные Л. Н. Толстым в работе «Царство Божие внутри вас», оказали влияние на Махатму Ганди, состоявшего с русским писателем в переписке.

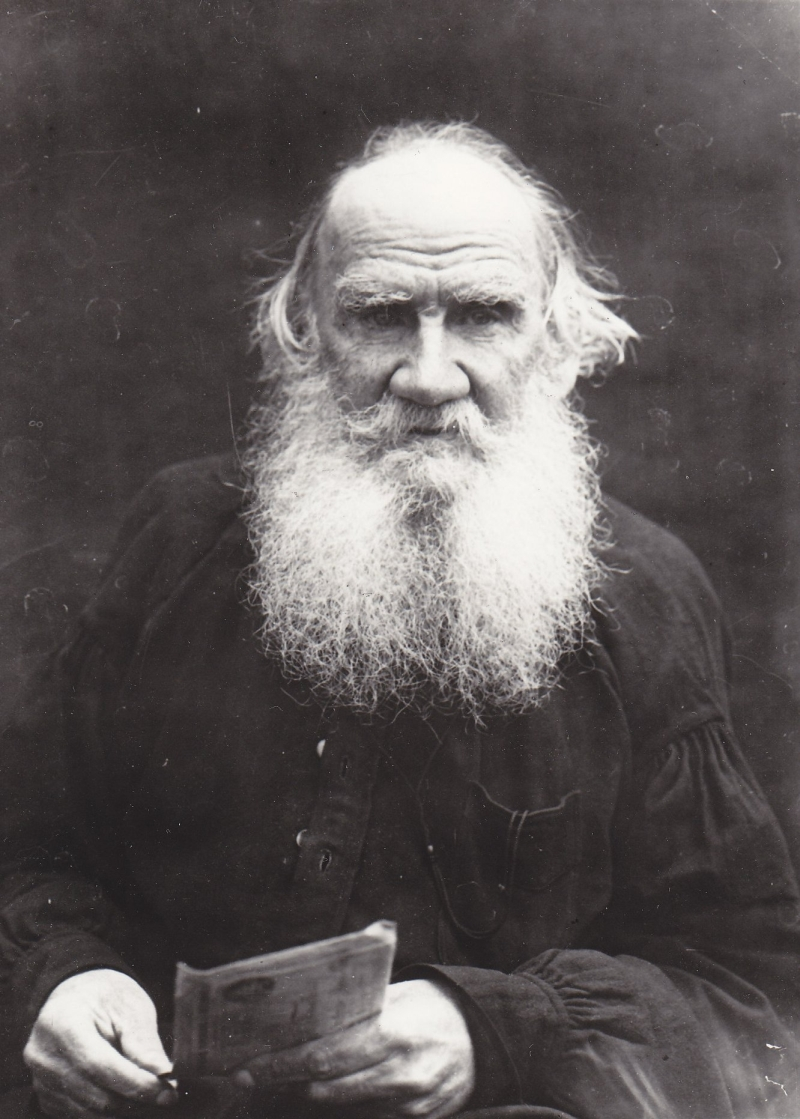
Л. Н. Толстой, 19 мая 1910 года

По мнению историка русской философии В. В. Зеньковского, огромное философское значение Льва Толстого, и не только для России, в его стремлении построения культуры на религиозной основе и в его личном примере освобождения от секуляризма. В философии Толстого он отмечает сосуществование разнополярных сил, «острый и ненавязчивый рационализм» его религиозно-философских построений и иррационалистическую непреодолимость его «панморализма»: «Хотя Толстой не верит в Божество Христа, но Его словам Толстой поверил так, как могут верить только те, кто видит во Христе Бога», «следует Ему, как Богу». Одна из ключевых особенностей мировоззрения Толстого заключается в искании и выражении «мистической этики», которой он считает необходимым подчинить все секуляризованные элементы общества, включая науку, философию, искусство, считает «кощунством» ставить их на один уровень с добром. Этический императив писателя объясняет отсутствие противоречия между названиями глав книги «Путь жизни»: «Разумному человеку нельзя не признавать Бога» и «Бога нельзя познать разумом». В противовес святоотеческому, а впоследствии и православному отождествлению красоты и добра, Толстой решительно заявляет, что «добро не имеет ничего общего с красотой». В книге «Круг чтения» Толстой приводит цитату Джона Рёскина: «Искусство только тогда на надлежащем своём месте, когда цель его — нравственное совершенствование. <…> Если же искусство не помогает людям открывать истину, а только доставляет приятное времяпрепровождение, то оно является постыдным, а не возвышенным делом». С одной стороны, расхождение Толстого с церковью Зеньковский характеризует не столько как разумно обоснованный итог, а как «роковое недоразумение», поскольку «Толстой был горячим и искренним последователем Христа». Отрицание церковного взгляда на догматику, Божество Христа и Его Воскресение у Толстого он объясняет противоречием между «рационализмом, внутренне совершенно несогласуемым с его мистическим опытом». С другой стороны, сам Зеньковский отмечает, что «уже у Гоголя впервые ставится тема о внутренней разнородности эстетической и моральной сферы; <…> ибо действительность чужда эстетическому началу».
В сфере представлений о должном экономическом устройстве общества Толстой придерживался идей американского экономиста Генри Джорджа, выступал за провозглашение земли общим достоянием всех людей и введение единого налога на землю.

### Отношение к масонству
В письме одному из своих немецких корреспондентов Л. Н. Толстой так отзывался о масонстве:

Я весьма уважаю эту организацию, и считаю, что франк-масонство сделало много хорошего для человечества.

### Прижизненные и посмертные издания собраний сочинений

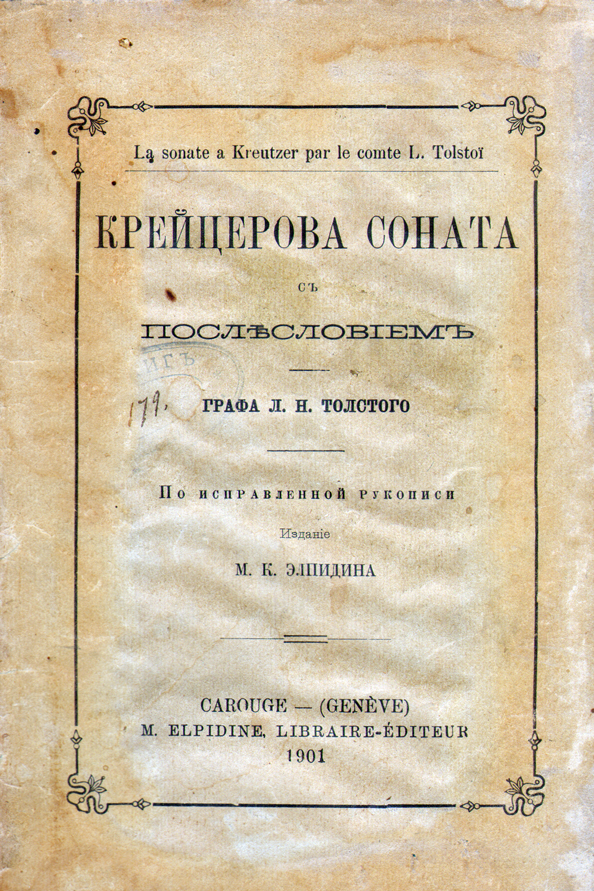
«Крейцерова соната». Женевское издание Михаила Элпидина без цензурных купюр. 1901

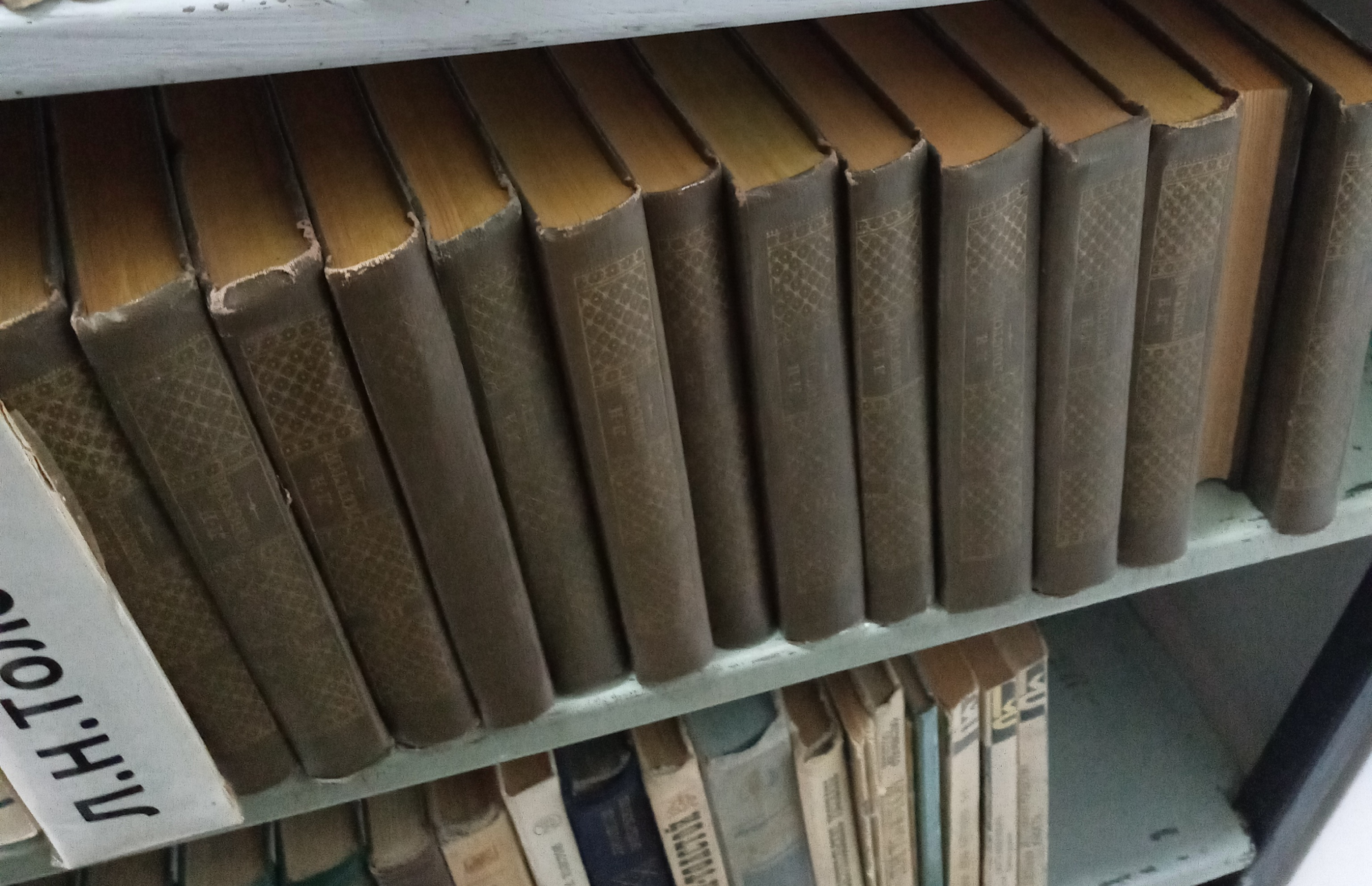
Некоторые тома из собрания сочинения в 22 томах Льва Толстого

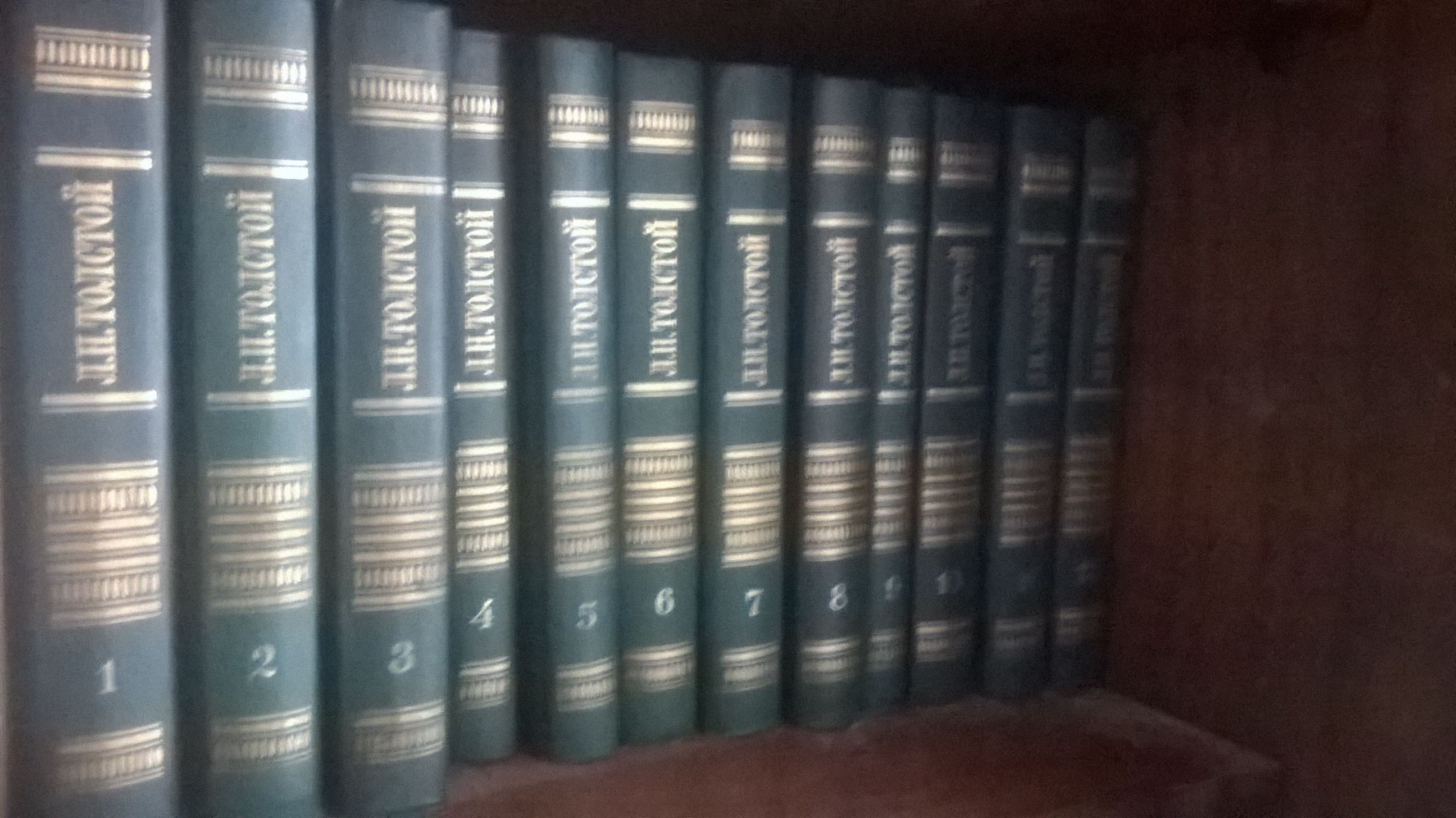
Корешки собрания сочинений Льва Толстого 1987 года

В 1886 году супруга Льва Николаевича впервые осуществила издание собрания сочинений писателя. Для литературной науки этапным стало издание Полного (юбилейного) собрания сочинений Толстого в 90 томах (1928—58), которое включило в себя много новых художественных текстов, писем и дневников писателя.
В настоящее время ИМЛИ им. А. М. Горького РАН готовит к изданию 100-томное собрание сочинений (в 120 книгах).
Кроме этого и позже собрания его сочинений неоднократно издавались:
- в 1951—1953 годах «Собрание сочинений в 14 томах» (М.: Гослитиздат),
- в 1958—1959 годах «Собрание сочинений в 12 томах» (М.: Гослитиздат),
- в 1960—1965 годах «Собрание сочинений в 20 томах» (М.: Худ. литература),
- в 1972 году «Собрание сочинений в 12 томах» (М.: Худ. литература),
- в 1978—1985 годах «Собрание сочинений в 22 томах (в 20-ти книгах)» (М.: Худ. литература),
- в 1980 году «Собрание сочинений в 12 томах» (М.: Современник),
- в 1984 году «Собрание сочинений в 12 томах»(Москва, изд. Правда, коричневый цвет), тираж — 700 000 экз.
- в 1987 году «Собрание сочинений в 12 томах» (М.: Правда, зелёный цвет), тираж — 1 500 000 экземпляров[К 9].

### Переводы произведений
Во времена Российской империи на протяжении 30 лет до Октябрьской революции было издано в России 10 миллионов экземпляров книг Толстого на 10 языках. В 1918—1986 годах в СССР произведения Льва Толстого были выпущены в количестве 3199 изданий общим тиражом 436,261 млн экземпляров на 114 языках, что сделало его самым издаваемым в СССР писателем.
Перевод полного собрания сочинений Толстого на китайский язык был осуществлён Цао Ином, работа заняла 20 лет.

## Мировое признание. Память
На территории России создано пять музеев, посвящённых жизни и творчеству Л. Н. Толстого. Усадьба Толстого Ясная Поляна вместе со всеми окружающими её лесами, полями, садами и угодьями превращена в музей-заповедник, её филиал музей-усадьба Л. Н. Толстого Никольское-Вяземское. Под охраной государства находится дом-усадьба Толстого в Москве (Ул. Льва Толстого, 21), превращённый в мемориальный музей. Также превращён в дом-музей на станции Астапово, Московско-Курско-Донбасской ж. д. (ныне станция Лев Толстой, Юго-Восточной ж. д.), где скончался писатель. Крупнейшим из музеев Толстого, а также центром научно-исследовательской работы по изучению жизни и творчества писателя является Государственный музей Л. Н. Толстого в Москве (ул. Пречистенка, дом № 11/8). В 2015 году в Казани, в доме Юшковых, был открыт музей Л. Н. Толстого.
Именем писателя в России названы многие школы, клубы, библиотеки и другие культурные учреждения. Его имя носят районный центр и железнодорожная станция (бывшая Астапово) Липецкой области; посёлок (бывший Старый Юрт) Грозненской области, где Толстой бывал в юности. Во многих городах России есть площади и улицы, носящие имя Льва Толстого. В разных городах России и мира установлены памятники писателю. В России памятники Льву Николаевичу Толстому установлены в ряде городов: в Москве, в Туле (как уроженцу Тульской губернии), Пушкино, Пятигорске, Оренбурге.
С 2024 года ежегодно в день рождения писателя (9 сентября) в Москве вручается Международная премия мира имени Льва Толстого «за выдающиеся заслуги в предотвращении войны, строительстве многополярного и ненасильственного мира и активную миротворческую деятельность», первым лауреатом стал Африканский союз.

## В кино
- В 1912 году молодой режиссёр Яков Протазанов снял 30-минутный немой фильм «Уход великого старца» по мотивам свидетельств о последнем периоде жизни Льва Толстого с использованием документальных кадров. В роли Льва Толстого — Владимир Шатерников, в роли Софьи Толстой — британско-американская актриса Мюриель Хардинг, использовавшая псевдоним Ольга Петрова. Фильм был очень негативно встречен родными писателя и его окружением и не вышел в прокат в России, однако показывался за рубежом.
- Льву Толстому и его семье посвящён советский полнометражный художественный фильм режиссёра Сергея Герасимова «Лев Толстой» (1984). Фильм повествует о последних двух годах жизни писателя и его смерти. Главную роль фильма исполнил сам режиссёр, в роли Софьи Андреевны — Тамара Макарова.
- В советской семейной кинокомедии «Карантин» (1983) роль Толстого исполнил Сергей Плотников.
- В телевизионном фильме «Молодой Индиана Джонс: Путешествие с отцом» (США, 1996) в роли Толстого — Майкл Гоф.
- В российском сериале «Прощайте, доктор Чехов!» (2007) роль Толстого исполнил Александр Пашутин.
- В неоконченном фильме Марлена Хуциева «Невечерняя» в роли Л.Толстого снялся Михаил Пахоменко.
- В фильме Сергея Соловьёва «2-Асса-2» 2009 года, который является продолжением культового фильма «Асса» и одновременно частью дилогии с картиной «Анна Каренина», роль графа Л. Н. Т., летающего на пепелаце-ротонде в поисках спокойного пристанища, исполнил Валерий Баринов.
- В фильме 2009 года американского режиссёра Майкла Хоффмана «Последнее воскресение» роль Льва Толстого исполнил канадец Кристофер Пламмер, за эту работу он был номинирован на премию «Оскар» в категории «Лучшая мужская роль второго плана». Британская актриса Хелен Миррен, чьи русские предки упоминались Толстым в романе «Война и мир», сыграла роль Софьи Толстой и была также номинирована на «Оскар» за лучшую женскую роль.
- В фильме «О чём ещё говорят мужчины» (2011) эпизодическую роль Льва Толстого иронично сыграл Владимир Меньшов.
- В фильме «Поклонница» (2012) в роли писателя снялся Иван Краско[169].
- В комедийном фильме 2012 года «Ржевский против Наполеона» роль Толстого сыграл Михаил Ефремов.
- В фильме в жанре исторической фантазии «Дуэль. Пушкинъ — Лермонтовъ» (2014) в роли молодого Толстого — Владимир Балашов.
- В комедийном фильме 2015 года режиссёра Рене Фере «Антон Чехов — 1890» Льва Толстого сыграл Фредерик Пьерро[фр.].
- В драматическом фильме «История одного назначения» Льва Толстого — одну из главных ролей — сыграл актёр Евгений Харитонов.
- В сериале Карамора (2022) в роли Толстого — Александр Ильин-старший.

## Значение и влияние творчества

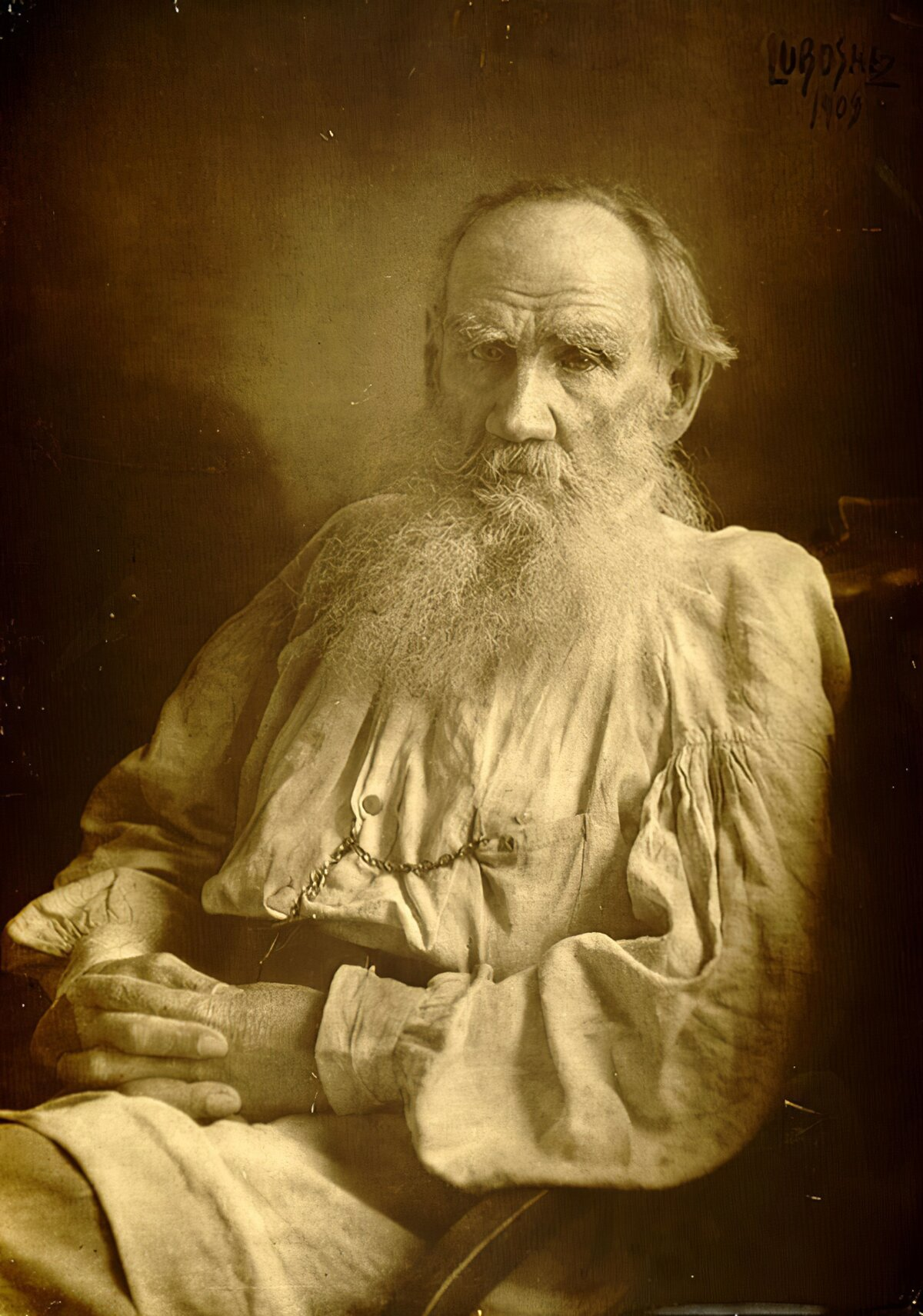
Ясная Поляна. Лев Толстой. 1905 г.

Характер восприятия и истолкования творчества Льва Толстого, как и характер его воздействия на отдельных художников и на литературный процесс, во многом определялся особенностями каждой страны, её исторического и художественного развития. Так, французские литераторы восприняли его, прежде всего, как художника, который противостоял натурализму и умел совмещать правдивое изображение жизни с одухотворённостью и высокой нравственной чистотой. Английские писатели опирались на его творчество в борьбе против традиционного «викторианского» ханжества, они видели в нём пример высокой художнической смелости. В США Лев Толстой стал опорой для писателей, которые утверждали острую социальную тематику в искусстве. В Германии наибольшее значение приобрели его антимилитаристские выступления, немецкие литераторы изучали его опыт реалистического изображения войны. Писателям славянских народов импонировало его сочувствие «малым» угнетённым нациям, а также национально-героическая тематика его произведений.
Под влиянием личности Льва Толстого и его взглядов находился Николай Ге с марта 1882 года (когда состоялось их знакомство) и вплоть до конца своей жизни. В частности, писатель выступал как вдохновитель, консультант и критик на протяжении всех десяти лет создания художником его последней и, по общему убеждению современников, ключевой картины всего его творчества «Распятие». Один из вариантов полотна, относившийся к 1884 году, Николай Ге даже уничтожил после того, как его негативно оценил Лев Толстой. Писатель был восхищён окончательным вариантом «Распятия». «Так оно и было. Так оно всё и было…», — повторял он, увидев картину. После запрещения публичной демонстрации картины Александром III Лев Толстой разместил её в Ясной Поляне в мастерской своей дочери Татьяны.
Огромное влияние Лев Толстой оказал на эволюцию европейского гуманизма, на развитие реалистических традиций в мировой литературе. Его влияние сказалось на творчестве Ромена Роллана, Франсуа Мориака и Роже Мартен дю Гара во Франции, Эрнеста Хемингуэя и Томаса Вулфа в США, Джона Голсуорси и Бернарда Шоу в Англии, Томаса Манна и Анны Зегерс в Германии, Августа Стриндберга и Артура Лундквиста в Швеции, Райнера Рильке в Австрии, Элизы Ожешко, Болеслава Пруса, Ярослава Ивашкевича в Польше, Марии Пуймановой в Чехословакии, Лао Шэ в Китае, Токутоми Рока в Японии, причём каждый из них испытал на себе это влияние по-своему.
Я каждый раз восхищаюсь, когда перечитываю короткие рассказы Толстого, например, «Смерть Ивана Ильича»... Какая восхитительная работа!
Западные писатели-гуманисты, такие, как Ромен Роллан, Анатоль Франс, Бернард Шоу, братья Генрих и Томас Манны считали Толстого своим учителем и внимательно прислушивались к обличающему голосу автора в его произведениях «Воскресение», «Плоды просвещения», «Крейцерова соната», «Смерть Ивана Ильича». Критическое мировоззрение Толстого проникало в их сознание не только через его публицистику и философские труды, но и через его художественные произведения. Генрих Манн говорил, что произведения Толстого были для немецкой интеллигенции противоядием против ницшеанства. Для Генриха Манна, Жан-Ришара Блока, Хэмлина Гарленда Лев Толстой являлся образцом большой моральной чистоты и непримиримости к общественному злу и привлекал их как враг угнетателей и защитник угнетённых. Эстетические идеи мировоззрения Толстого так или иначе отразились в книге Ромена Роллана «Народный театр», в статьях Бернарда Шоу и Болеслава Пруса (трактат «Что такое искусство?») и в книге Фрэнка Норриса «Ответственность романиста», в которой автор неоднократно ссылается на Толстого.
Для западноевропейских писателей поколения Ромена Роллана Лев Толстой являлся старшим собратом, учителем. Он был центром притяжения демократических и реалистических сил в идейно-литературной борьбе начала столетия, но также и предметом повседневных острых споров. В то же время для более поздних писателей, поколения Луи Арагона или Эрнеста Хемингуэя, творчество Толстого стало частью культурных богатств, которые усваивались ими ещё в юные годы. В наши дни многие зарубежные прозаики, даже не считающие себя учениками Толстого и не определяющие своего отношения к нему, в то же время усваивают элементы его творческого опыта, который стал всеобщим достоянием мировой литературы.
Лев Николаевич Толстой был номинирован несколько раз на Нобелевскую премию по литературе в 1902—1906 годах и на Нобелевскую премию мира в 1901, 1902 и 1909 годах.

## Писатели, мыслители и религиозные деятели о Толстом
Когда я сидел в тюрьме, я был завален всеми этими пухлыми книжками. Толстой — крутой чувак. Этого чувака должен читать каждый.
- Французский писатель и член Французской академии Андре Моруа утверждал, что Лев Толстой — один из трёх величайших писателей за всю историю культуры (наряду с Шекспиром и Бальзаком)[29].
- Немецкий писатель, лауреат Нобелевской премии по литературе Томас Манн говорил, что мир не знал другого художника, в котором эпическое, гомеровское начало было бы так же сильно, как у Толстого, и что в его творениях живёт стихия эпоса и несокрушимый реализм[177].
- Индийский философ и политический деятель Махатма Ганди говорил о Толстом как о самом честном человеке своего времени, который никогда не пытался скрыть правду, приукрасить её, не страшась ни духовной, ни светской власти, подкрепляя свою проповедь делами и идя на любые жертвы ради истины[178].
- Русский писатель Иван Тургенев, антипод Толстого в жизни, оценивал писателя как «самого даровитого писателя во всей современной европейской литературе»[179]; после выхода романа «Война и мир», выражая двойственное к нему отношение, Тургенев писал: «…Но со всем тем — в этом романе столько красот первоклассных, такая жизненность, и правда, и свежесть — что нельзя не сознаться, что с появления „Войны и мира“ — Толстой стал на первое место между всеми нашими современными писателями»[180].
- Ирландский писатель Джеймс Джойс по мастерству ставил Толстого выше Киплинга: «Я считаю, что три писателя XIX века, которые обладали подлинным талантом — это Д’Аннунцио, Киплинг и Толстой, и, как ни странно, все они имели фанатичные идеи религиозного или патриотического толка»[181].
- Русский писатель и мыслитель Фёдор Достоевский говорил в 1876 году, что только Толстой блистает тем, что, кроме поэмы, «знает до мельчайшей точности (исторической и текущей) изображаемую действительность»[182].
- Русский писатель и критик Дмитрий Мережковский писал о Толстом: «Лицо его — лицо человечества. Если бы обитатели иных миров спросили наш мир: кто ты? — человечество могло бы ответить, указав на Толстого: вот я»[177].
- Русский поэт Александр Блок отзывался о Толстом: «Толстой — величайший и единственный гений современной Европы, высочайшая гордость России, человек, одно имя которого — благоухание, писатель великой чистоты и святыни»[177].
- Русский писатель Владимир Набоков в английских «Лекциях по русской литературе» писал: «Толстой — непревзойденный русский прозаик. Оставляя в стороне его предшественников Пушкина и Лермонтова, всех великих русских писателей можно выстроить в такой последовательности: первый — Толстой, второй — Гоголь, третий — Чехов, четвёртый — Тургенев»[183].
- Русский религиозный философ и писатель Василий Розанов о Толстом: «Толстой — только литератор, но не пророк, не святой и потому его учение никого не окрыляет»[177].
- Известный богослов Александр Мень говорил, что Толстой до сих пор является голосом совести и живым упрёком для людей, уверенных, что они живут в соответствии с моральными принципами[177].

## Критика

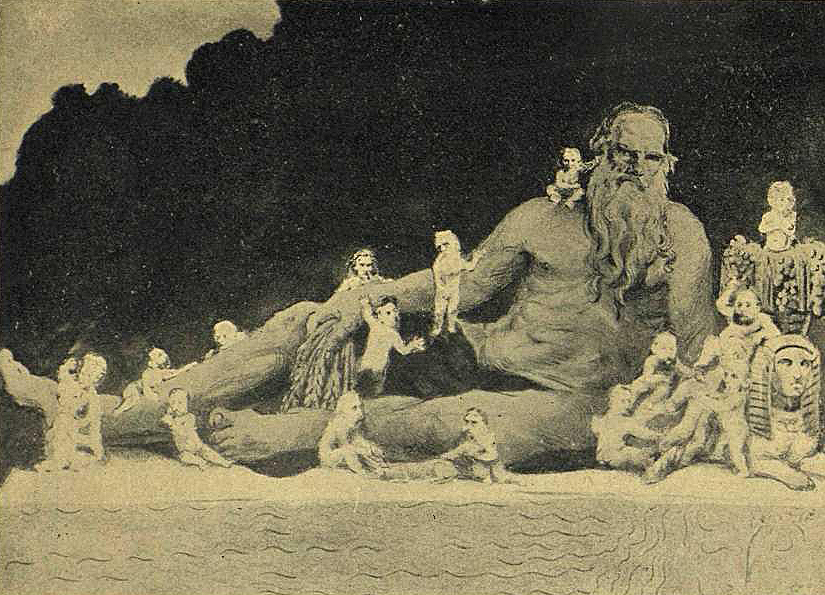
«Великан и пигмеи. Лев Толстой и современные писатели». Карикатура

О Толстом ещё при жизни писали многие газеты и журналы всех политических направлений. О нём написаны тысячи критических статей и рецензий. Его ранние произведения нашли оценку в революционно-демократической критике. Однако «Война и мир», «Анна Каренина» и «Воскресение» не получили в современной им критике настоящего раскрытия и освещения:4. Его роман «Анна Каренина» не получил достойной оценки в критике 1870-х годов; идейно-образная система романа осталась не раскрытой, так же, как и его удивительная художественная сила. В то же время сам Толстой не без иронии писал: «Если близорукие критики думают, что я хотел описывать только то, что мне нравится, как обедает Облонский и какие плечи у Карениной, то они ошибаются».

### Литературная критика
Первым в печати благосклонно отозвался на литературный дебют Толстого критик «Отечественных записок» С. С. Дудышкин:140 в 1854 году в статье, посвящённой повестям «Детство» и «Отрочество». Однако два года спустя, в 1856 году, тот же критик написал отрицательную рецензию на книжное издание «Детства» и «Отрочества», «Военных рассказов». В том же году появляется рецензия Н. Г. Чернышевского на эти книги Толстого, в которой критик обращает внимание на способность писателя изображать психологию человека в её противоречивом развитии:149. Там же Чернышевский пишет о нелепости упрёков Толстому со стороны С. С. Дудышкина. В частности, возражая на замечание критика, что Толстой в своих произведениях не изображает женских характеров, Чернышевский обращает внимание на образ Лизы из «Двух гусаров». Высокую оценку творчеству Толстого дал в 1855—1856 годах и один из теоретиков «чистого искусства» П. В. Анненков, отметив глубину мысли в произведениях Толстого и Тургенева:160 и то, что мысль и её выражение средствами искусства у Толстого слиты воедино. В это же время другой представитель «эстетической» критики, А. В. Дружинин, в рецензиях на «Метель», «Двух гусаров» и «Военные рассказы» охарактеризовал Толстого как глубокого знатока общественной жизни и тонкого исследователя человеческой души:163. Между тем, славянофил К. С. Аксаков в 1857 году в статье «Обозрение современной литературы» нашёл в творчестве Толстого и Тургенева наряду с «истинно прекрасными» произведениями наличие лишних подробностей, из-за которых «теряется общая линия, связующая их в одно целое»:165.
В 1870-е годы П. Н. Ткачёв, считавший, что задача писателя состоит в том, чтобы в своём творчестве выражать освободительные устремления «прогрессивной» части общества, в статье «Салонное художество», посвящённой роману «Анна Каренина», резко отрицательно отзывался о творчестве Толстого:178—179.
Н. Н. Страхов сопоставил роман «Война и мир» по своему масштабу с творчеством Пушкина. Гениальность и новаторство Толстого, по мнению критика, проявились в способности «простыми» средствами создать гармоничную и всеобъемлющую картину русской жизни. Свойственная писателю объективность позволила ему «глубоко и правдиво» изобразить динамику внутренней жизни героев, которая не подчинена у Толстого каким-либо изначально заданным схемам и стереотипам. Критик отметил также стремление автора найти в человеке его лучшие черты. Особенно ценит Страхов в романе то, что писателя интересуют не только душевные качества личности, но и проблема надындивидуального — семейного и общинного — сознания:182—183.
Философ К. Н. Леонтьев в изданной в 1882 году брошюре «Наши новые христиане» выразил сомнение в общественно-религиозной состоятельности учений Достоевского и Толстого. По мнению Леонтьева, пушкинская речь Достоевского и рассказ Толстого «Чем люди живы» показывают незрелость их религиозного мышления и недостаточное знакомство этих писателей с содержанием трудов отцов церкви. Леонтьев считал, что толстовская «религия любви», принятая большинством «неославянофилов», искажает истинную сущность христианства. Иным было отношение Леонтьева к художественным произведениям Толстого. Романы «Война и мир» и «Анна Каренина» критик объявил величайшими произведениями мировой литературы «за последние 40—50 лет». Считая главным недостатком русской литературы восходящее к Гоголю «унижение» русской действительности, критик полагал, что лишь Толстой сумел преодолеть эту традицию, изобразив «высшее русское общество… наконец-то по-человечески, то есть беспристрастно, а местами и с явной любовью»:184. Н. С. Лесков в 1883 году в статье «Граф Л. Н. Толстой и Ф. М. Достоевский как ересиархи (Религия страха и религия любви)» подверг критике брошюру Леонтьева, уличив его в «удобопревратности», незнании святоотеческих источников и непонимании единственного выбранного из них аргумента (в чём Леонтьев и сам признавался).
Н. С. Лесков разделял восторженное отношение Н. Н. Страхова к произведениям Толстого. Противопоставляя «религию любви» Толстого «религии страха» К. Н. Леонтьева, Лесков считал, что именно первая ближе к сущности христианской морали:189.
По́зднее творчество Толстого высоко оценивал, в отличие от большинства критиков-демократов, Андреевич (Е. А. Соловьёв):202—203, публиковавший свои статьи в журнале «легальных марксистов» «Жизнь». У позднего Толстого он особенно ценил «недосягаемую правду изображения», реализм писателя, срывающего покровы «с условностей нашей культурной, общественной жизни», выявляя «её ложь, прикрытую высокими словами» («Жизнь», 1899, № 12).
Критик И. И. Иванов в литературе конца XIX века находил «натурализм», восходящий к Мопассану, Золя и Толстому и являющийся выражением общего морального упадка:204.
По выражению К. И. Чуковского, «чтобы написать „Войну и мир“ — подумайте только, с какою страшной жадностью нужно было набрасываться на жизнь, хватать всё окружающее глазами и ушами, и накоплять все это безмерное богатство…» (статья «Толстой как художественный гений», 1908):212.
Представитель получившей развитие на рубеже XIX—XX веков марксистской литературной критики В. И. Ленин полагал, что Толстой в своих произведениях явился выразителем интересов русского крестьянства:216.
Русский поэт и писатель, лауреат Нобелевской премии по литературе Иван Бунин в исследовании «Освобождение Толстого» (Париж, 1937) характеризовал художническую натуру Толстого напряжённым взаимодействием «звериной первобытности» и утончённого вкуса к сложнейшим интеллектуально-эстетическим исканиям.

### Религиозная критика
Противниками и критиками религиозных взглядов Толстого были историк Церкви Константин Победоносцев, Владимир Соловьёв, христианский философ Николай Бердяев, историк-богослов Георгий Флоровский, кандидат богословия Иоанн Кронштадтский.
Современник писателя религиозный философ Владимир Соловьёв решительно расходился с Львом Толстым и осуждал его вероучительную деятельность. Он отмечал грубость нападок Толстого на церковь. Например, в письме к Н. Н. Страхову в 1884 году он пишет: «На днях прочёл Толстого „В чём моя вера“. Ревёт ли зверь в лесу глухом?»
Соловьёв указывает на основной пункт своих расхождений с Львом Толстым в большом письме к нему от 28 июля — 2 августа 1894 года:

Все наше разногласие может быть сосредоточено в одном конкретном пункте — воскресении Христа.

После длительных бесплодных усилий, потраченных на дело примирения с Львом Толстым, Владимир Соловьёв пишет «Три разговора», в которых подвергает толстовство резкой критике.
В предисловии он сравнивает христианство Толстого с сектой «дыромоляев», вся вера которых сводится к молитве: «Изба моя, дыра моя, спаси меня».
Соловьёв называет обманом слова «христианство» и «евангелие», под прикрытием которых сторонники учения Толстого проповедуют взгляды, прямо враждебные христианской вере. С точки зрения Соловьёва, толстовцы могли бы избегать явной лжи, просто игнорируя чуждого им Христа, тем более что их вера не нуждается во внешних авторитетах, «держится сама на себе». Если всё же они хотят ссылаться на какую-либо фигуру из религиозной истории, то честным выбором для них был бы не Христос, а Будда.
Толстовская идея непротивления злу насилием, по мнению Соловьёва, на практике означает неоказание действенной помощи жертвам зла. Она основана на ложном представлении об иллюзорности зла, или о зле просто как о недостатке добра. На самом деле зло реально, его крайним физическим выражением является смерть, перед лицом которой успехи добра в лично-нравственной и общественной областях (которыми и ограничивают свои усилия толстовцы) нельзя считать серьёзными. Подлинная победа над злом с необходимостью должна быть и победой над смертью, это событие воскресения Христа, засвидетельствованное исторически.
Соловьёв критикует также толстовскую идею о следовании голосу совести как достаточном средстве для воплощения евангельского идеала в человеческой жизни. Совесть лишь предостерегает от недолжных поступков, но не предписывает, как и что делать. Кроме совести, человеку нужно содействие свыше, прямое действие доброго начала внутри него. Этого вдохновения добра лишают себя последователи толстовского учения. Они надеются только на нравственные правила, не замечая, что служат ложному «богу века сего».
Помимо вероучительной деятельности Толстого, его личный путь отношения к Богу привлекал внимание его православных критиков спустя многие годы после смерти писателя. Например, святитель Иоанн Шанхайский так высказывался об этом:

[Лев] Толстой небрежно, самоуверенно, а не в страхе Божием приблизился к Богу, недостойно причастился и сделался богоотступником.

Современный православный богослов Георгий Ореханов считает, что Толстой следовал ложному принципу, представляющему опасность и в наши дни. Он рассматривал учения разных религий и выделял в них общее — мораль, которую и считал истинной. Всё то, что различно, — мистическая часть вероучений — им отбрасывалось. В этом смысле множество современных людей являются последователями Льва Толстого, хотя и не причисляют себя к толстовцам. Христианство сводится у них к нравственному учению, и Христос для них не более чем учитель нравственности. На деле же фундаментом христианской жизни является вера в воскресение Христа.

### Критика социальных взглядов писателя
В России возможность открыто обсуждать в печати социальные и философские взгляды позднего Толстого появилась в 1886 году в связи с публикацией в 12-м томе его собрания сочинений сокращённой версии статьи «Так что же нам делать?»
Полемику вокруг 12-го тома открыл А. М. Скабичевский, осуждая Толстого за его взгляды на искусство и науку. H. К. Михайловский, напротив, выразил поддержку взглядов Толстого на искусство: «В XII томе Сочинений гр. Толстого много говорится о нелепости и незаконности так называемых „науки для науки“ и „искусства для искусства“… Гр. Толстой говорит в этом смысле много верного, и по отношению искусства это в высшей степени значительно в устах первоклассного художника».
За рубежом на статью Толстого откликнулись Ромен Роллан, Уильям Хоуэлс, Эмиль Золя. Позднее Стефан Цвейг, высоко оценив первую, описательную часть статьи («…едва ли когда-нибудь социальная критика гениальнее продемонстрирована на земном явлении, чем в изображении этих комнат нищих и опустившихся людей»), в то же время заметил: «но едва, во второй части, утопист Толстой переходит от диагноза к терапии и пытается проповедовать объективные методы исправления, каждое понятие становится туманным, контуры блёкнут, мысли, подгоняющие одна другую, спотыкаются. И эта растерянность растёт от проблемы к проблеме».
В. И. Ленин в напечатанной в 1910 году в России статье «Л. Н. Толстой и современное рабочее движение» писал о «бессильных проклятьях» Толстого «по адресу капитализма и „власти денег“». Согласно Ленину, критика Толстым современных порядков «отражает перелом во взглядах миллионов крестьян, которые только что вышли на свободу из крепостного права и увидели, что эта свобода означает новые ужасы разорения, голодной смерти, бездомной жизни…» Ранее в работе «Лев Толстой как зеркало русской революции» (1908) Ленин писал, что Толстой смешон, как пророк, открывший новые рецепты спасения человечества. Но в то же время — он и велик как выразитель идей и настроений, сложившихся у русского крестьянства ко времени наступления буржуазной революции в России, а также, что Толстой оригинален, так как его взгляды выражают особенности революции как крестьянской буржуазной революции:48—50. В статье «Л. Н. Толстой» (1910) Ленин указывает, что противоречия во взглядах Толстого отражают «противоречивые условия и традиции, определявшие психологию различных классов и слоёв русского общества в пореформенную, но дореволюционную эпоху».
Г. В. Плеханов в статье «Смешение представлений» (1911) высоко оценил критику Толстым частной собственности.
Плеханов также отмечал, что учение Толстого о непротивлении злу основано на противопоставлении вечного и временного, метафизично, и поэтому внутренне противоречиво. Оно ведёт к разрыву нравственности с жизнью и уходу в пустыню квиетизма. Он отмечал, что религия Толстого основана на вере в духов (анимизм).
В основе религиозности Толстого стоит телеология, а всё хорошее, что есть в душе человека, он приписывает богу. Его учение о нравственности чисто отрицательно. Главная привлекательность народной жизни состояла для Толстого в религиозной вере.
В. Г. Короленко в 1908 году писал о Толстом, что его прекрасная мечта о водворении первых веков христианства может сильно действовать на простые души, но остальные не могут последовать за ним в эту «измечтанную» страну. По мнению Короленко, Толстой знал, видел и чувствовал лишь самые низы и самые высоты социального строя, и ему легко отказываться от «односторонних» улучшений, вроде конституционного строя:43—44.
Максим Горький восторженно относился к Толстому как художнику, но осуждал его учение:51—52. После того, как Толстой выступил против земского движения, Горький, выражая недовольство своих единомышленников, написал, что Толстой оказался в плену у своей идеи, отделился от русской жизни и перестал прислушиваться к голосу народа, паря слишком высоко над Россией.
Социолог и историк М. М. Ковалевский говорил о том, что толстовское экономическое учение (главная идея которого заимствована из Евангелий), показывает лишь то, что социальная доктрина Христа, прекрасно приспособленная к простым нравам, сельской и пасторальной жизни Галилеи, не может служить правилом поведения современных цивилизаций.
Обстоятельная полемика с учением Толстого содержится в исследовании русского философа И. А. Ильина «О сопротивлении злу силою» (Берлин, 1925).

## Поп-культура
В 1891 году Илья Репин создал этюд Толстого, стоящего на молитве в лесу. По этому этюду спустя десять лет он выполнил картину Л. Н. Толстой босой. По свидетельству старшего сына Толстого Сергея Львовича, отец был недоволен тем, что Репин изобразил его босым. Он редко ходил босиком и говорил: Кажется, Репин никогда не видал меня босиком. Недостает только, чтобы меня изобразили без панталон. В 1903 году на выставке санкт-петербургского общества художников в Пассаже внимание публики привлекла картина Н. Н. Бунина Рыбная ловля, на которой Толстой и Репин были изображены ловящими рыбу в одних рубахах. Сам писатель на вопрос корреспондента газеты Новое время по поводу его мнения об этой работе ответил: Я давно уже достояние общества и потому не удивляюсь ничему. Художественный образ писателя, ходящего босиком, стал мемом.

### Комментарии
1. ↑  Толстой в соответствии с установившейся народной (старомосковской) произносительной традицией называл себя «Лёв», так же его звали жена, сын Сергей и В. Г. Чертков. Вместе с тем, многие его друзья, например Н. Н. Страхов, П. И. Бирюков, И. И. Горбунов-Посадов, называли его Лев Николаевич, а не Лёв Николаевич. См. Гусев Н. Н. Лев Николаевич Толстой: Материалы к биографии с 1870 по 1881 год. — М.: Изд-во АН СССР, 1963. — 695 с. — 8000 экз. Архивировано 16 сентября 2014 года.
2. ↑  Сам Толстой видел замысел своего романа шире, чем просто автобиографическое произведение
3. ↑  В романе «Война и мир» при сходных обстоятельствах умирает Лиза Болконская, жена Андрея Болконского, а в романе «Анна Каренина» главная героиня слышит во сне голос, предрекающий смерть от родов.
4. ↑  Сам Толстой впоследствии был убеждён, что его рассказ читал Николай I, но Николай I умер 18 февраля 1855 года, а рассказ был напечатан в июньском номере «Современника» за 1855 год. Однако Толстой допускал, что Николай мог читать рассказ в рукописи. Биограф писателя П. И. Бирюков в 1905—1906 годах, обращаясь к Толстому, писал: «Хочется раз навсегда решить вопрос о том, читал ли Николай I Ваши „Севастопольские рассказы“; я склонен думать, что нет…»Бурнашева Н. И. Комментарии. Севастополь в декабре месяце // Толстой Л. Н. Полное собрание сочинений: В 100 т. — Художественные произведения: В 18 т. — М.: Наука, 2002. — Т. II. — С. 393—394. — 567 с.
5. ↑  Первый отзыв на роман дал военный историк Н. А. Лачинов, в то время сотрудник, а впоследствии — редактор «Русского инвалида» — «По поводу последнего романа графа Толстого» // Русский инвалид. — 1868. — № 96 /10 апреля/ (Бабаев Э. Г. Лев Толстой и русская журналистика его эпохи. — М.: МГУ, 1993. — ISBN 5-211-02234-3. — С. 33, 34.)
6. ↑  Текст в извлечении по: «Определение святейшего синода» // «Санкт-Петербургские ведомости», 25 февраля (10 марта) 1901, № 54. — С. 1.
в газете «Московские ведомости» от того же дня текст приводится в несколько иной орфографической редакции (написание некоторых окончаний и прописная — строчная).
7. ↑  После смерти отца дети выпрашивают у Софьи Андреевны деньги в сумме от 1000 до 6000 рублей «взаймы (якобы)». В ежедневнике от 31 мая 1914 г. она отмечала: «Тысячу раз прав Лев Ник., что обогатил мужиков, а не сыновей. Всё равно ушло бы всё на карты и кутежи». Толстая С.А. Дневники в двух томах. Том 2. Дневники 1901—1910. Ежедневники. Серия литературных мемуаров. — М.: «Художественная литература», 1978. Архивировано 15 августа 2013 года.
8. ↑  Евангелие от Матфея (5:39)
9. ↑  Согласно выходным сведениям.

### Использованная литература и источники
1. ↑  Масанов И. Ф. Новые дополнения к алфавитному указателю псевдонимов. Алфавитный указатель авторов. // Словарь псевдонимов русских писателей, учёных и общественных деятелей / Подгот. к печати Ю. И. Масанов; Ред. Б. П. Козьмин. — М.: Изд-во Всесоюзной книжной палаты, 1960. — Т. IV. — С. 472. — 558 с. — 15 000 экз.
2. ↑  http://www.tandfonline.com/doi/pdf/10.1080/00905999708408490
3. ↑  http://www.tandfonline.com/doi/pdf/10.1080/13507486.2011.574682
4. ↑  «One of the world’s greatest novelists» в статье Leo Tolstoy Архивная копия от 28 сентября 2018 на Wayback Machine на сайте «Британники»
5. 1 2 3 4  Толстой Лев Николаевич // Энциклопедия Кольера. — Нью-Йорк: P. F. Collier & Son Company, 1921. — Т. IX.
6. 1 2 3 4 5 6 7 8 9 10  БСЭ, 1977.
7. 1 2  Книгоиздание СССР. Цифры и факты. 1917—1987 / Е. Л. Немировский, М. Л. Платова. — М.: Книга, 1987. — С. 308. — 320 с. — 3000 экз.
8. 1 2 3 4 5 6 7 8 9 10 11 12 13 14 15 16 17 18 19 20 21 22 23 24 25  Венгеров С. А. Толстой, Лев Николаевич // Энциклопедический словарь Брокгауза и Ефрона : в 86 т. (82 т. и 4 доп.). — СПб., 1890—1907.
9. 1 2  Никитина Н. А. Повседневная жизнь Льва Толстого в Ясной Поляне. — М.: Молодая гвардия, 2007. — 113 с. — ISBN 978-5-235-02979-8. (недоступная ссылка)
10. ↑  Волконские, князья // Военная энциклопедия : [в 18 т.] / под ред. В. Ф. Новицкого … [и др.]. — СПб. ; [М.] : Тип. т-ва И. Д. Сытина, 1911—1915.
11. ↑  Т. Ф. Драгол. Никольский храм. Книга памяти храмов земли Щекинской. — Тула, 2011. — С. 39—44.
12. ↑  Эйхенбаум Б. М., 1969, с. 92.
13. ↑  Бирюков П. Н., 2000, Глава 6. Юность.
14. ↑  ЛМ, 1978, Том 1. Материалы к биографии Л. Н. Толстого и сведения о семействе Толстых и преимущественно гр. Льва Николаевича Толстого, с. 34.
15. ↑  Эйхенбаум Б. М., 1969, с. 97.
16. ↑  Русские писатели-полиглоты. Культура.РФ. Архивировано 13 апреля 2023. Дата обращения: 13 апреля 2023.
17. ↑  Толстой Л. Н. Эпитафия А. И. Остен-Сакен. tolstoy-lit.ru. Дата обращения: 9 декабря 2018. Архивировано 22 мая 2017 года.
18. ↑  Алексеева Г., Пешкова М. Лев Толстой. Американские диалоги. Эхо Москвы (19 сентября 2010). Дата обращения: 28 марта 2013. Архивировано 4 апреля 2013 года.
19. ↑  Краткий биографический очерк, написанный со слов графа Л. Н. Толстого его женой гр. С. А. Толстой 25 октября 1878 года. — 1910. — С. 510. Архивировано 28 сентября 2013 года.
20. ↑  Гусев Н. Н. 1828 — 1855, 1954, Глава шестая. От выхода из университета до отъезда на Кавказ (1847—1851) VII, с. 251—253.
21. ↑  Басинский, 2018, с. 151.
22. 1 2 3  Эйхенбаум Б. М., 1969.
23. ↑  Биографический словарь. Толстой Лев Николаевич. Slovarus.ru. Дата обращения: 29 марта 2013. Архивировано из оригинала 2 апреля 2015 года.
24. ↑  Эйгес И. Р. Воззрение Толстого на музыку. — С. 242—245. — 308 с. Архивировано 1 декабря 2018 года.
25. ↑  Отец Сергий. Дата обращения: 21 ноября 2015. Архивировано 22 ноября 2015 года.
26. ↑  Толстой С. М., 1990, Глава VIII. Николай Николаевич Толстой, с. 166—169.
27. ↑  Басинский, 2018, с. 151—152.
28. ↑  Полякова О. А., Чегутаева Л. Ф. Летопись города-курорта Пятигорск. Раздел 2 / О. А. Полякова, Л. Ф. Чегутаева. — Ставрополь: Графа, 2013, — 49 с., ил. Дата обращения: 28 мая 2023. Архивировано 29 мая 2023 года.
29. 1 2 3  Калюжная Л. С.. Лев Николаевич Толстой (1828—1910). Великие писатели. Дата обращения: 3 мая 2013. Архивировано 17 апреля 2011 года.
30. ↑  Некрасов Н. А. Полн. собр. соч. и писем. — М.: Правда, 1952. — Т. 10. — С. 179.
31. ↑  Шадская М. В. «Лев Николаевич много рассказывал о войне». // Военно-исторический журнал. — 2015. — № 6. — С.56—57.
32. ↑  Толстой Л. Н. и Кавказ. www.rodb-v.ru. Дата обращения: 11 июня 2020. Архивировано 11 июня 2020 года.
33. ↑  Лев Толстой: Дневник 1847—1854 гг. Тетрадь Г. Март — май 1851 г. tolstoy.lit-info.ru. Дата обращения: 10 марта 2017. Архивировано 12 марта 2017 года.
34. ↑  ФЭБ: Гудзий. Лев Толстой: Критико-биографический очерк. — 1960. feb-web.ru. Дата обращения: 11 июня 2020. Архивировано 11 июня 2020 года.
35. ↑  Поликарпов В. Л. Н. Толстой на военной службе. // Военно-исторический журнал. — 1972. — № 4. — С.65—74.
36. 1 2  Бурнашева Н. И., 2002.
37. ↑  Мартынова З. С., Антощук К. Ф., Фоменко Л. И., Вихристюк Г. И. Н. И. Пирогов — участник Крымской кампании 1853—1856 годов Архивная копия от 28 апреля 2013 на Wayback Machine // Pirogov.com.ua.
38. ↑  Кузнецов А. А., Чепурнов Н. И. Награды Крымской войны 1853–1856 гг. // Наградная медаль. В 2-х томах. — М.: Патриот, 1992. — Т. 1 (1701—1917). — ISBN 5-7030-0452-7.
39. ↑  Награды в честь обороны Севастополя в Крымской войне 1854-1856. Historymania.info. Дата обращения: 9 ноября 2012. Архивировано 11 мая 2013 года.
40. ↑  Басинский, 2018, с. 120.
41. ↑  Басинский, 2018, с. 121—126.
42. ↑  Басинский, 2018, с. 128—129.
43. ↑  Басинский, 2018, с. 126—127.
44. ↑  Толстовские героини и непреодолимые «границы» // Лев Толстой. Сквозь рубежи и межи / Под редакцией Т. Накамура. — Саппоро: Slavic Research Center, Hokkaido University, 2011. — С. 5. — 88 с. Архивировано 5 июня 2016 года.
45. 1 2  Басинский, 2018, с. 131—132.
46. ↑  Фет А. А. XII // Мои воспоминания 1848—1889. — М.: Правда, 1983. Архивировано 22 октября 2012 года.
47. ↑  Сегалин Г.В. 3. Приступы патологического изменения настроения. Приступы депрессии // Эвропатология личности и творчества Льва Толстого. — 1930. Архивировано 13 мая 2013 года.
48. 1 2  Басинский, 2018, с. 254.
49. 1 2  Ерофеев В. В. Заволжская жизнь Льва Толстого. портал «Самарская губерния: история и культура». Дата обращения: 30 марта 2013. Архивировано 4 апреля 2013 года.
50. ↑  Басинский, 2018, с. 255.
51. ↑  Шкловский В. Б. Лев Толстой. — М.: Мол. гвардия, 1963. — 864 с. — («Жизнь замечательных людей»).
52. ↑  Педагогика общеобразовательной школы. Ясная Поляна. Издательство «Просвещение». Дата обращения: 9 июля 2013. Архивировано из оригинала 25 сентября 2015 года.
53. ↑  Гусев Н. Н. 1869 — 1881, 1963, Глава вторая. «Азбука» (1871—1872), с. 57—58.
54. ↑  Каменев А. И. Мысли М. И. Драгомирова о долге, чести и доблести русского офицера / Записи из тетради 1891—1895 гг. Правда Драгомирова и «кривда» Толстого (31 января 2013). Дата обращения: 30 марта 2013. Архивировано 27 августа 2013 года.
55. 1 2  Фомичёв А.В., Сергеенкова Е. Г., Максимова А. А., Орлова Е. В. Педагогическая деятельность Л. Н. Толстого. История отечественного образования. Московская школа: От цифирной до цифровой. Методический центр Северного учебного округа Департамента образования города Москвы (2011). Дата обращения: 30 марта 2013. Архивировано из оригинала 28 июля 2013 года.
56. ↑  Собр. соч., 22 т., 1978—1985, Том XVIII. Письма, с. 572.
57. ↑  Адвокат Олег Сурмачёв нашёл неизвестный первоисточник, где впервые была распубликована речь Льва Николаевича Толстого в защиту рядового Василия Шабунина. Дата обращения: 2 апреля 2021. Архивировано 27 марта 2021 года.
58. ↑  Гусев Н. Н. 1855—1869, 1957, Гл. 12. Л. Н. Толстой в 1863—1869 годах. XIV, с. 658—663.
59. ↑  Гусев Н. Н. 1855—1869, 1957, Гл. 12. Л. Н. Толстой в 1863—1869 годах. XIV, с. 663.
60. ↑  Опульская Л. Д. Роман-эпопея Л. Н. Толстого «Война и мир»: Кн. для учителя. — М.: Просвещение, 1987. — 176 с. — С. 16—17.
61. ↑  Гусев Н. Н. 1855—1869, 1957, Глава двенадцатая. Л. Н. Толстой в 1863—1869 годах. XVIII, с. 676—678.
62. ↑  ПСС, 90 т., 1928—1958, Серия третья. Письма. Т. 61, с. 247.
63. ↑  Токутоми Рока. Пять дней в Ясной Поляне Архивная копия от 4 марта 2016 на Wayback Machine // Л. Н. Толстой в воспоминаниях современников: В 2 т. / Ред. С. А. Макашин. — М.: Худож. лит., 1978. — Т. 2 / Сост., подгот. текста и коммент. Н. М. Фортунатова. — С. 320—338. — (Сер. лит. мемуаров).
64. ↑  Война и мир (1805—1812). С исторической точки зрения и по воспоминаниям современника. По поводу сочинения графа Л. Н. Толстого «Война и мир» / из «Военного сборника» № 11. — СПб., 1868. Дата обращения: 1 сентября 2018. Архивировано 24 апреля 2022 года.
65. ↑  Соколов Ю. М. Лев Толстой и сказитель Щеголёнок Архивная копия от 17 сентября 2012 на Wayback Machine // Л. Н. Толстой: К 120-летию со дня рождения. (1828—1948) / Коммент. и ред. Н. Н. Гусева. — М.: Гос. лит. музей, 1948. — Т. II. — С. 200—207. — (Летописи Государственного литературного музея; Кн. 12)
66. ↑  Собр. соч., 22 т., 1978—1985, Том XV.
67. ↑  Собр. соч., 22 т., 1978—1985, Том XVI. «О переписи в Москве», с. 424—425.
68. ↑  Собр. соч., 22 т., 1978—1985, Том XVI. «О переписи в Москве», с. 97—104.
69. ↑  Собр. соч., 22 т., 1978—1985, Том XVI. «О переписи в Москве», с. 97.
70. ↑  Учёт мигрантов по электронным письмам эффективнее официальной статистики // Статус. Экономические известия : журнал. — Киев, 2012-06-25. Архивировано 25 сентября 2015 года.
71. ↑  Собр. соч., 22 т., 1978—1985, Том XVI. «Так что же нам делать?», с. 176.
72. ↑  Васькин А. А. Московские адреса Льва Толстого. — М.: Спутник+, 2012. — ISBN 978-5-9973-1700-3. Архивировано 28 июля 2013 года.
73. ↑  Воздвиженка, 9. Дом В. В. Грушецкого. Москва. Архитектурный путеводитель. Ул.Воздвиженка (1997). Дата обращения: 23 ноября 2010. Архивировано 11 мая 2013 года.
74. ↑  Дом старика Болконского. Узнай Москву. Департамент культурного наследия города Москвы (2013). Архивировано 7 апреля 2017 года.
75. ↑  Дом Болконских на Воздвиженке, 9. Воздвиженка. Достопримечательности Москвы. Дата обращения: 4 апреля 2013. Архивировано 4 апреля 2013 года.
76. ↑  Булгаков В.Ф. Е. И. Попов (1864 — 1938) // О Толстом друзья и близкие. Архивировано 30 марта 2012 года.
77. ↑  Мережковский Д. С. Часть первая. Жизнь Л. Толстого и Достоевского. Первая глава // Толстой и Достоевский. — 1902.
78. 1 2 3 4  Холодюк А.Г. В Цюрихе проходит выставка, рассказывающая о жизни, деятельности и религиозно-этических исканиях Льва Толстого. Церковно-Научный Центр «Православная Энциклопедия» (19 октября 2010). Дата обращения: 31 марта 2013. Архивировано 4 апреля 2013 года.
79. 1 2  Можарова М.А. Последнее посещение Л.Н. Толстым Оптиной пустыни. Введенский ставропигиальный мужской монастырь Оптина Пустынь. Дата обращения: 31 марта 2013. Архивировано 4 апреля 2013 года.
80. ↑  К. Н. Леонтьев (старец Климент) — письмо священнику И. И. Фуделю от 28 февраля 1890 г. Оптина Пустынь. Дата обращения: 22 июня 2013. Архивировано 25 сентября 2015 года.
81. ↑   Минор Шломо Залман — статья из Электронной еврейской энциклопедии
82. ↑  Блок А. А. Солнце над Россией (Восьмидесятилетие Льва Николаевича Толстого) // Л. Н. Толстой в русской критике: Сборник статей. — 2-е, доп.. — М.: Гос. изд-во худож. лит., 1952. — С. 358.
83. ↑  Лит. энциклопедия, 1939.
84. ↑  Басинский, 2018, с. 359.
85. ↑  Басинский, 2018, с. 448.
86. ↑  Ореханов Г. В. Г. Чертков в жизни Л. Н. Толстого. — М.: ПСТГУ, 2015. — Т. 150. — С. 70. — 192 с. — 500 экз. — ISBN 978-5-7429-0965-1.
87. ↑  Басинский, 2018, с. 362—363.
88. ↑  Басинский, 2018, с. 450.
89. ↑  Басинский, 2018, с. 461.
90. ↑  Басинский, 2018, с. 362.
91. ↑  Басинский, 2018, с. 376—378.
92. ↑  Басинский, 2018, с. 463—469.
93. ↑  Шкловский В. Б., 1963, Как рождалась книга, с. 627.
94. ↑  Басинский, 2015, с. 179.
95. ↑  Зверев А. М., Туниманов В. А. Часть третья. Переворот. Голод // Лев Толстой. — М.: «Молодая гвардия», 2006. — С. 140. — 816 с. — ISBN 5-235-02912-7.
96. ↑  «Царство Божие внутри вас…» Дата обращения: 13 апреля 2015. Архивировано 25 сентября 2015 года.
97. ↑  ПСС, 90 т., 1928—1958, Серия вторая. Дневник, записные книжки и отдельные записи 1907—1908. Т. 56, с. 162.
98. ↑  Гусев Н. Н. Два года с Л. Н. Толстым. — М.: «Художественная литература», 1973. — С. 273. — 462 с. — (Серия литературных мемуаров).
99. 1 2  Бирюков П. Н., 2000, Глава 15.
100. ↑  Набоков В. В. Лекции по русской литературе / переводчик: И. Н. Толстой. — 1981. — 440 с. — 7000 экз. — ISBN 5-86712-025-2. // — Лекция была прочитана на Празднике Искусств в Корнеллском университете 10 апреля 1958 года. С. 215—216.
101. ↑  Бартов А. А. И. С. Тургенев, Л. Н. Толстой и маркиз Астольф де Кюстин / Лев Николаевич Толстой — в сторону славянофилов // Нева : журнал. — СПб., 2008. — № 10. Архивировано 9 ноября 2012 года.
102. ↑  Бирюков П. И. Часть 1 // Биография Л. Н. Толстого. — М.: Директ-Медиа, 2014. — Т. 1. — С. 80. — 206 с. — ISBN 978-5-4460-9711-1. Архивировано 1 октября 2017 года.
103. ↑  Толстой Л. Н. Исповедь, глава VII.
104. ↑  Толстой Л. Н. Исповедь, глава XIV.
105. 1 2 3  Толстой Л. Н. Ответ Синоду (4 апреля 1901). Дата обращения: 1 февраля 2010. Архивировано 13 мая 2013 года.
106. ↑  Ореханов Г. Л. Л. Н. Толстой и Русская Православная Церковь. К истории конфликта. Вторая половина XIX — начало XX в. // «Исторический архив». 2009, № 6. — С. 134.
107. ↑  Толстой Л. Н. Исповедь, глава XVI.
108. 1 2  Шуляк С. «Богоискательство» и богоборчество Л. Н. Толстого. http://hram-troicy.prihod.ru. Дата обращения: 30 сентября 2017. Архивировано 30 сентября 2017 года.
109. ↑  Собр. соч., 22 т., 1978—1985, Том XV, с. 388.
110. ↑  Клибанов, 1989, с. 433.
111. ↑  Определение святейшего синода от 20—22 февраля 1901 года, с посланием верным чадам православныя грекороссийския церкви о графе Льве Толстом. // «Церковные ведомости, издаваемые при святейшем правительствующем синоде», 24 февраля 1901, № 8. — С. 45—47. (общая годовая пагинация).
112. ↑  Ореханов Г. Л. Церковь скорбит о Льве Толстом // Фома : журнал. — 2012. — Вып. 108, № 4. — ISSN 1813-8993. Архивировано 15 июля 2014 года.
113. ↑  Толстой Л. Н. Ответ Синоду (4 апреля 1901). Дата обращения: 31 марта 2013. Архивировано 13 мая 2013 года.
114. ↑  Клибанов, 1989, с. 434.
115. ↑  Правнук Льва Толстого предлагает Патриарху Алексию отменить «решение» об отлучении писателя от церкви. ИТАР-ТАСС (24 февраля 2001). Дата обращения: 31 марта 2013. Архивировано 30 апреля 2013 года.
116. ↑  Решение об отлучении Льва Толстого от церкви пересмотреть невозможно. Православие.Ru (3 марта 2006). Дата обращения: 31 марта 2013. Архивировано 24 сентября 2015 года.
117. ↑  Собр. соч., 22 т., 1978—1985, Том XX. Письмо С. А. Толстой 28 октября 1910 г., с. 316.
118. 1 2 3  Шифман А. И., 1978, Глава VIII, с. 41.
119. ↑  Басинский, 2018, с. 44—51.
120. ↑  Гиляровский В. Избранное. Т.2.. — Куйбышев: Куйбышевское книжное издательство, 1965. — С. 372. — 518 с.
121. 1 2  Шифман А. И., 1978, Глава VIII, с. 42.
122. ↑  Петров Г. И. Болезнь и смерть Толстого // Отлучение Льва Толстого / Под ред. В. Ф. Реута. — М.: Знание, 1964. — 128 с. — 75 000 экз. Архивировано 19 декабря 2013 года..
123. ↑  Маковицкий Д. П., 1979—1981, Т. 90, кн. 4, с. 430.
124. ↑  Маковицкий Д. П., 1979—1981, Т. 90, кн. 4, с. 431.
125. ↑  Шифман А. И., 1978, Глава 4. Уход и смерть Л. Н. Толстого, с. 156.
126. ↑  Верина А. Преподобный Варсофоний Оптинский (1845—1913) // Фома : журнал. — 2006. — Вып. 42, № 10. — ISSN 1813-899-3. Архивировано 13 мая 2013 года.
127. 1 2  Никелл У.. Смерть Толстого и жанр публичных похорон в России. Дата обращения: 3 мая 2013. Архивировано 10 июня 2015 года.
128. ↑  «Правительственный вестник», 1910, № 242, от 9 ноября.
129. ↑  Лифшиц Г. М., 1961, Том 2, с. 324.
130. ↑  Уильям Никелл: Смерть Толстого. cha-shcha.com. Дата обращения: 9 ноября 2018. Архивировано 9 ноября 2018 года.
131. 1 2  Панихида на могиле графа Л. Н. Толстого. // «Нижегородский церковно-общественный вестник», 1913, № 1 (6 января), стб. 21—22.
132. ↑  Собр. соч., 22 т., 1978—1985, Том XXII. Дневник. 27 марта 1895 г., с. 14.
133. ↑  Чисников В. Н. Тайное отпевание на могиле Л. Н. Толстого 12 декабря 1912 года // Нева : журнал. — СПб., 2008. — № 9. Архивировано 9 августа 2011 года.
134. ↑  Лифшиц Г. М., 1961, Том 2, с. 342.
135. ↑  Собр. соч., 22 т., 1978—1985, Том XXII. Избранные дневники 1895—1910.
136. ↑  Шкловский В. Б., 1963, Женитьба на барышне, с. 350—351.
137. ↑  Басинский, 2018, с. 426—428.
138. ↑  С. А. Толстая, Дневники в двух томах, Москва, Художественная литература, 1978
139. ↑  Лев Толстой: Толстая С. А.: Дневники. 1895 г
140. ↑  Молоткова П.А. Всё смешалось в доме Толстых. Аргументы и факты. Дата обращения: 2 апреля 2013. Архивировано 11 февраля 2012 года.
141. ↑  Михаил Львович Толстой (англ.) на сайте Find a Grave
142. ↑    - Михаил Львович Толстой на «Родоводе». Дерево предков и потомков
143. ↑  Басинский, 2018, с. 114.
144. ↑  Многочисленные потомки Льва Толстого припали к корням и истокам. Вести.ру (22 августа 2010). Дата обращения: 2 апреля 2013. Архивировано 12 марта 2013 года.
145. 1 2  Маартен М. Проблема семьи в творчестве Л. Н. Толстого, 1850—1870-е гг. — М.: МГУ, 2000. — С. 211. Архивировано 28 июля 2013 года.
146. ↑  ПСС, 90 т., 1928—1958, Серия первая. Произведения. Т. 37, с. 149.
147. ↑  Гусейнов А. А. Толстовство // Новая философская энциклопедия : в 4 т. / пред. науч.-ред. совета В. С. Стёпин. — 2-е изд., испр. и доп. — М. : Мысль, 2010. — 2816 с.
148. ↑  Новикова Л. И., Сиземская И. H. Анархизм // Новая философская энциклопедия : в 4 т. / пред. науч.-ред. совета В. С. Стёпин. — 2-е изд., испр. и доп. — М. : Мысль, 2010. — 2816 с.
149. ↑  P. Kropotkin. Anarchism Архивная копия от 25 апреля 2020 на Wayback Machine // The Encyclopædia Britannica, 1910.
150. ↑  Христоянопулос А.[англ.] Порицание Толстым насилия и лжи государства с позиции анархизма Архивная копия от 16 августа 2017 на Wayback Machine // Лев Николаевич Толстой. / Под ред. А. А. Гусейнова, Т. Г. Щедриной. — М.: РОССПЭН, 2014. — С. 277—298. — ISBN 978-5-8243-1880-7.
151. ↑  Анархизм // Большая энциклопедия Кирилла и Мефодия (2009).
152. ↑  Толстой Л. Н. Путь жизни. Раздел XVII. Суеверие государства. Архивная копия от 22 мая 2011 на Wayback Machine / Послесл. Ю. Н. Давыдова; Примеч. Р. К. Медведевой. — М.: Республика, 1993. — (Библиотека этической мысли) — С. 211—230. — ISBN 5-250-01940-4
153. ↑  ПСС, 90 т., 1928—1958, Серия первая. Произведения. Т. 28, с. 1—294.
154. ↑  Martin E. Hellman. Resist Not Evil (англ.) (2 октября 1994). Дата обращения: 2 апреля 2013. Архивировано 4 апреля 2013 года.
155. ↑  Полонская Л. Р. Махатма Ганди: смысл жизни // Новая и новейшая история : журнал. — 1991. — № 4. Архивировано 25 сентября 2015 года.
156. ↑  Зеньковский В. В.. Философские взгляды Л. Н. Толстого. Дата обращения: 16 апреля 2013. Архивировано 24 июня 2013 года.
157. ↑  Капинос Р. Экономические идеи Л. Н. Толстого // Мировая экономика и международные отношения. — 2008. — № 12. — С. 84-90.
158. ↑  Wenzer K. C. The Influence of Henry George’s Philosophy on Lev Nikolaevich Tolstoy: The Period of Developing Economic Thought (1881—1897) // Pennsylvania History[англ.], Vol. 63, No. 2, pp. 232—252.
159. ↑  Wenzer K. C. Tolstoy’s Georgist Spiritual Political Economy (1897—1910): Anarchism and Land Reform Архивная копия от 19 октября 2017 на Wayback Machine // The American Journal of Economics and Sociology, Vol. 56, No. 4, Special Issue: Commemorating the 100th Anniversary of the Death of Henry George (Oct., 1997), pp. 639—667.
160. ↑  Толстой Л. Единственное возможное решение земельного вопроса // ПСС в 90 томах. Т. 36. — М.—Л.: Художественная литература, 1936. — С. 283—289.
161. ↑  Dictionnaire de la franc-macconrie, 1887, Paris, р.1174
162. 1 2  Жданов, Зайденшур, 1961, с. 437—438.
163. ↑  Смирнов-Сокольский Н.П.. Ещё о прижизненных изданиях (1983). Дата обращения: 3 мая 2013. Архивировано 13 мая 2013 года.
164. ↑  Жданов, Зайденшур, 1961, с. 440.
165. ↑  ИМЛИ и. А. М. Горького РАН. Дата обращения: 6 ноября 2017. Архивировано 7 ноября 2017 года.
166. 1 2  Наследие Л. Н. Толстого. Музей Толстого на станции Астапово (31 мая 2011). Дата обращения: 5 апреля 2013. Архивировано 28 июля 2013 года.
167. ↑  Виды г. Оренбурга. Министерство культуры и внешних связей Оренбургской области. Дата обращения: 13 апреля 2012. Архивировано из оригинала 11 сентября 2014 года.
168. ↑  Оркестр Большого театра исполнил увертюру на церемонии вручения Премии мира. РИА Новости. 9 сентября 2024. Архивировано 9 сентября 2024. Дата обращения: 9 сентября 2024.
169. ↑  Цулая, Дарико. Кинопоиск. Известные писатели в кино: Самые яркие образы (8 октября 2012). Дата обращения: 2 марта 2014. Архивировано 2 марта 2014 года.
170. 1 2 3  Мотылёва, 1961.
171. ↑  Арбитман Э. Н. Жизнь и творчество Н. Н. Ге // Жизнь и творчество Н. Н. Ге. — Волгограф.: OOO ПринТерра, 2007. — С. 181. — 318 с. — 1000 экз. — ISBN 978-5-9842-4061-1.
172. ↑  Порудоминский В. И. Николай Ге. — М.: Наука, 1970. — С. 259. — 270 с. — (Жизнь в искусстве). — 50 000 экз.
173. ↑  Сухотина-Толстая Т. Л. Николай Николаевич Ге // Николай Николаевич Ге. Письма, статьи, критика, воспоминания современников. Вступит, статья, сост. и примеч. Зограф Н. Ю... — М.—Л.: Искусство, 1978. — С. 261. — 399 с. — (Мир художника). — 50 000 экз.
174. ↑  Правила жизни Олдоса Хаксли | Журнал Esquire.ru. Дата обращения: 15 июля 2020. Архивировано 14 октября 2017 года.
175. ↑  Nomination Database. Дата обращения: 1 февраля 2015. Архивировано 2 января 2015 года.
176. ↑  Правила жизни Майка Тайсона. Дата обращения: 17 января 2023. Архивировано 17 января 2023 года.
177. 1 2 3 4 5  «Всё о нём». Современники писателя. Толстой.ru. Дата обращения: 4 апреля 2013. Архивировано из оригинала 27 декабря 2009 года.
178. ↑  Ганди М. Мой Толстой (выдержка из речи М. Ганди в связи со столетием со дня рождения Л. Н. Толстого, заимствованная из сборника его работ и высказываний, вышедшего в Индии под названием «Все люди — братья» (на английском языке) в 1960 году) (1960). Дата обращения: 4 апреля 2013. Архивировано из оригинала 15 января 2013 года.
179. ↑  Тургенев И. С. Из письма Борисову И. П. 24/12 марта 1869 г.
180. ↑  Письмо Тургенев И. С. — Борисову И. П., 27 февраля (10 марта) 1868 г.
181. ↑  Гильдина А. М.. Уроки Тургенева. Идея "локальности" и "национального ядра" в выборе материала. Дата обращения: 8 февраля 2014. Архивировано 23 февраля 2014 года.
182. ↑  Достоевский Ф. М. Полн. собр. соч.: В 30 т. — Л.: Наука, 1976. — т. 17. — с. 142—143.
183. ↑  Набоков В. В. Лекции по русской литературе. — М., 2001.
184. 1 2 3 4  Бычков С. П. Толстой в оценке русской критики // Л. Н. Толстой в русской критике: Сборник статей. — 2-е доп.. — М.: Государственное издательство художественной литературы, 1952.
185. ↑  Собр. соч., 22 т., 1978—1985, Том XVIII. Письмо Н. Н. Страхову 23 и 26 апреля 1876 г., с. 784—785.
186. 1 2 3 4 5 6 7 8 9 10 11 12 13  История русской литературной критики / Прозоров В.В. (ред.). — М.: Высшая школа, 2002. — 463 с. — ISBN 5-06-004109-3.
187. ↑  Дудышкин С. С. (О творчестве Л. Н. Толстого). Дата обращения: 11 июня 2013. Архивировано из оригинала 13 мая 2013 года.
188. ↑  Гусев Н. Н. 1855—1869, 1957, Глава третья. В Москве и Петербурге (1856—1857). V, с. 102—103.
189. ↑  Гусев Н. Н. 1855—1869, 1957, Глава третья. В Москве и Петербурге (1856—1857). XI, с. 131.
190. ↑  Анненков П. В. «О мысли в произведениях изящной словесности». Дата обращения: 12 июня 2013. Архивировано 13 мая 2013 года.
191. ↑  Михайлова М. В. Е. А. Соловьёв-Андреевич: биобиблиографическая справка. Дата обращения: 12 июня 2013. Архивировано 15 мая 2013 года.
192. ↑  Чуковский К. И. Толстой как художественный гений. Дата обращения: 12 июня 2013. Архивировано 12 июня 2013 года.
193. ↑  Ничипоров И.Б. И. Бунин о Л. Толстом-художнике (16 октября 2010). Дата обращения: 19 апреля 2013. Архивировано 28 июля 2013 года.
194. ↑  Лосев Алексей Фёдорович. 4. Вл. Соловьёв и Л. Н. Толстой // Владимир Соловьёв и его время. — М.: Молодая гвардия, 2009. — (Жизнь замечательных людей). — ISBN 978-5-235-03148-7.
195. ↑  Полное название: «Три разговора о войне, прогрессе и конце всемирной истории, со включением краткой повести об Антихристе». Далее ссылки на страницы по изданию: Соловьёв, 1991
196. ↑  Свенцицкий В. П. Религия свободного человека // Собрание сочинений / Сост., коммент. С. В. Черткова. — М., 2014. — Т. 3. — С. 579—583, 731—732.
197. ↑  Соловьёв, 1991, с. 295.
198. ↑  Соловьёв, 1991, с. 296.
199. ↑  Соловьёв, 1991, с. 326.
200. ↑  Соловьёв, 1991, с. 390.
201. ↑  Соловьёв, 1991, с. 396.
202. ↑  Соловьёв, 1991, с. 393.
203. ↑  Соловьёв, 1991, с. 395.
204. ↑  Петр Перекрестов, Ольга Рожнёва. Жизнь и слова святителя Иоанна Шанхайского. Православие.ru (11 октября 2016). Дата обращения: 14 октября 2017. Архивировано 15 октября 2017 года.
205. ↑  Ксения Лученко. Лев Толстой: «христианство» без Христа. Православие.ru (29 октября 2010). Дата обращения: 1 октября 2017. Архивировано 2 октября 2017 года.
206. ↑  Собр. соч., 22 т., 1978—1985, Том XVI. «Так что же нам делать?» Комментарии, с. 436—438.
207. ↑  Собр. соч., 22 т., 1978—1985, Том XVI. «Так что же нам делать?» Комментарии, с. 438—439.
208. ↑  Собр. соч., 22 т., 1978—1985, Том XVI. «Так что же нам делать?» Комментарии, с. 439—440.
209. ↑  Ленин В. И., ПСС, 1967, Т. 20. — С. 40.
210. ↑  Собр. соч., 22 т., 1978—1985, Том XVI. «Так что же нам делать?» Комментарии, с. 440—441.
211. ↑  Ленин В. И., ПСС, 1967, Т. 17. — С. 210.
212. ↑  Ленин В. И., ПСС, 1967, Т. 20. — С. 20—21.
213. ↑  Собр. соч., 22 т., 1978—1985, Том XVI. «О переписи в Москве». Комментарии, с. 440—441.
214. ↑  Плеханов Г. В. Смешение представлений // Статьи о Л. Толстом. — М.: Красная новь, 1923. — 10 000 экз. — С. 19—43.
215. ↑  Плеханов Г. В. Карл Маркс и Лев Толстой // Статьи о Л. Толстом. — М.: Красная новь, 1923. — 10 000 экз. — С. 44—67.
216. ↑  Плеханов Г. В. Смешение представлений (учение Л. Н. Толстого) // Об атеизме и религии в истории общества и культуры. — М.: Мысль, 1977. — 42 000 экз. — С. 311—333.
217. ↑  Плеханов Г. В. О так называемых религиозных исканиях в России // Об атеизме и религии в истории общества и культуры. — М.: Мысль, 1977. — 42 000 экз. — С. 228—231.
218. ↑  Плеханов Г. В. Заметки публициста. «Отсюда и досюда» // Статьи о Л. Толстом. — М.: Красная новь, 1923. — 10 000 экз. — С. 7—18.
219. ↑  Плеханов Г. В. Ещё о Толстом. // Статьи о Л. Толстом. — М.: Красная новь, 1923. — 10 000 экз. — С. 68—87.
220. ↑  Короленко В. Г. Лев Николаевич Толстой: (Статья первая). VI. // Л. Н. Толстой в русской критике: Сб. статей. — 2-е изд., доп. — М.: Гослитиздат, 1952. — С. 344—345.
221. ↑  Роллан Р. Жизнь Толстого / Ромен Роллан. Собр. соч. — Т. 2. Жизни великих людей. — М.: Гослитиздат, 1954. — С. 336.
222. ↑  Ковалевский М. М. Мораль Толстого. Дата обращения: 2 апреля 2013. Архивировано 26 сентября 2015 года.
223. ↑  Мотрошилова Н. В. Иван Ильин. О России и российской культуре. Критика Л. Толстого и толстовства // История философии: Запад — Россия — Восток. Кн. 3: Философия XIX—XX вв. : Уч. для вузов / Под ред. Н. В. Мотрошиловой и А. М. Руткевича. — 2-е изд. — М.: Греко-латинский кабинет Ю. А. Шичалина, 1998. — С. 355—358. — ISBN 5-87245-025-7.
224. ↑  С. Л. Толстой. Очерки былого
225. ↑  Как Лев Толстой стал мемом, а его жена - рестораном (нем.). Дата обращения: 9 декабря 2020.
 Архивная копия от 26 сентября 2020 на Wayback Machine
226. ↑  Фёкла Толстая: литература и гаджеты, культура и демократия, послание Пскову / Шлосберг Live. Гости (нем.). Дата обращения: 9 декабря 2020.
 Архивная копия от 11 ноября 2020 на Wayback Machine
227. ↑  жил был великий писатель (нем.). Дата обращения: 9 декабря 2020.
 Архивная копия от 9 января 2021 на Wayback Machine
228. ↑  ТГПУ им. Л.Н. Толстого (нем.). Дата обращения: 15 декабря 2020.

### Книги
Книги писателей
- Бунин И. А. Освобождение Толстого // И. А. Бунин. Собр. соч. в 6 т. — М.: Худ. лит., 1988.
- Вересаев В. В. Да здравствует весь мир! (О Льве Толстом). — М. : Директ-Медиа, 2010. — 188 с. — ISBN 978-5-9989-4303-4.
- Горький М. Лев Толстой // Горький М. Собр. соч. в 22 т. — 2-е изд., испр. автором. — М.—Л.: ГИЗ, 1927. — Т. 15.
- Мережковский Д. С. Л. Толстой и Достоевский / РАН; изд.подготовила Е. А. Андрущенко; отв. ред. А.Л. Гришунин. — М. : Наука, 2000. — 586 с. — (Лит. памятники). — ISBN 5-02-011599-1.
- Роллан Р. Жизнь Толстого // Ромен Роллан. Собр. соч. — М.: Гослитиздат, 1954. — Т. 2 : «Жизни великих людей». — С. 219—368.

Труды литературоведов
- Толстой Лев Николаевич / Лакшин В. Я. // Тихоходки — Ульяново. — М. : Советская энциклопедия, 1977. — (Большая советская энциклопедия : [в 30 т.] / гл. ред.  А. М. Прохоров ; 1969—1978, т. 26).
- А. Д. Сухов. Толстой // Новая философская энциклопедия : в 4 т. / пред. науч.-ред. совета В. С. Стёпин. — 2-е изд., испр. и доп. — М. : Мысль, 2010. — 2816 с.
- Скабичевский А. М. Граф Л. Н. Толстой как художник и мыслитель: критические очерки и заметки. — СПб. : Типография В. С. Балашева, 1887. — 234 с.
- Шкловский В. Б. Лев Толстой. — М. : Молодая гвардия, 1963. — 864 с. — («Жизнь замечательных людей»).
- Эйхенбаум Б. М. Из студенческих лет Л. Н. Толстого // О прозе / И. Г. Ямпольский. — Л. : Худ. лит., Лен. отд-ние, 1969. — С. 91—116. — 116 с.
- Басинский П. В. Лев Толстой: Бегство из рая / Гл. ред. Е. Шубина. — М.: Издательство АСТ, 2018. — 636 с. — (Литературные биографии Павла Басинского). — ISBN 978-5-17-067699-9.
- Басинский П. В. Лев Толстой. Свободный человек. — М. : Молодая гвардия, 2017. — (Жизнь замечательных людей).
- Басинский П. В. Лев в тени Льва: История любви и ненависти / Гл. ред. Е. Шубина. — М.: Издательство АСТ, 2015. — 509 с. — (Литературные биографии Павла Басинского). — 15 000 экз. — ISBN 978-5-17-089036-1.
- Очков В. Ф., Очкова Н. А. Лев Толстой и математика — М. : МПГУ, 2023. — 208 с. : ил.

Работы толстовцев
- Бирюков П. Н. Биография Л. Н. Толстого в 4-х томах, 1905—1922. — М. : Алгоритм, 2000. — Т. I—IV. — (Гений в искусстве).
- Булгаков В. Ф. Воспоминания секретаря Льва Толстого // О Толстом. Воспоминания и рассказы / Вступ. ст., прим., указ. А. И. Шифмана. — Тула : Приокское кн. изд-во, 1978. — 479 с.
- Гусев Н. Н. Лев Николаевич Толстой. Материалы к биографии с 1828 по 1855 год / Под ред. М. К. Добрынина. — М. : Изд-во АН СССР, 1954. — 720 с.
- Гусев Н. Н. Лев Николаевич Толстой. Материалы к биографии с 1855 по 1869 год / Под ред. А. И. Шифмана. — М. : Изд-во АН СССР, 1957. — 720 с.
- Гусев Н. Н. Лев Николаевич Толстой. Материалы к биографии с 1870 по 1881 год / Под ред. А. И. Шифмана. — М. : Изд-во АН СССР, 1963. — 917 с.
- Маковицкий Д. П. У Толстого. 1904—1910: «Яснополянские записки» : В 4 кн / АН СССР. Ин-т мировой лит. им. А. М. Горького; Ред. комис. изд. С. А. Макашин, М. Б. Храпченко, В. Р. Щербина. — М. : Наука, 1979—1981. — Т. 90. — (Лит. наследство).

Анархическая и марксистская критика
- Кропоткин П. А. Моральный выбор Л. Н. Толстого // Кропоткин П. А. Этика: Избранные труды. — М.: Политиздат, 1991. — С. 317—330.
- Ленин В. И. Полное собрание сочинений. — 5-е изд. — М.: Издательство политической литературы, 1967.
- Толстой Л. Н. // Литературная энциклопедия / Под ред. А. В. Луначарского. — М. : Гослитиздат, 1939. — Т. XI. — 824 с.

Тематические обзоры и мемуары
- Русское православие: вехи истории / Науч. ред. А. И. Клибанов. — М., 1989. — С. 433—434.
- Толстой С. М. Толстой и Толстые. Очерки из истории рода = „Tolstoï et les Tolstoï“. Essais de histoire de la famille / Пер. с фр. Н. И. Азаровой. — М. : Советская Россия, 1990. — 228 с.
- Л. Н. Толстой в воспоминаниях современников : в 2 т / Ред. С. А. Макашин; сост., подгот. текста и комм. Г. В. Краснова и Н. М. Фортунатова. — М. : Худ. лит, 1978. — Т. 1—2. — 623 + 672 с. — (Лит. мемуары).
- Лев Толстой в Иерусалиме: Материалы международной научной конференции «Лев Толстой: После юбилея» / Сост. Е. Д. Толстая. — М.: Новое литературное обозрение, 2013. — 432 с., ил. — (Научная библиотека). — 1500 экз. — ISBN 978-5-4448-0111-6.

### Статьи

#### Академические исследования
- Бурнашёва Н. И. Комментарии. «Севастополь в декабре месяце» // Толстой Л. Н. Полн. собр. соч. : в 100 т. — Худ. произведения : в 18 т / Подг. текста и комм. Н. И. Бурнашевой; ред. тома Л. Д. Громова-Опульская. — М. : Наука, 2002. — Т. II. — С. 393—394. — ISBN 5-02-022757-9.
- Жданов В. А., Зайденшнур Э. Е. Художественные произведения [в юбилейном собрании сочинений Л. Н. Толстого] // Лев Толстой / АН СССР. Ин-т мировой лит. им. А. М. Горького; ред. тома С. А. Макашин. — М. : Изд-во АН СССР, 1961. — Т. 69. Кн. 2. — С. 436—471. — (Литературное наследство).
- Лифшиц Г. М. Политическая борьба вокруг смерти Толстого // Лев Толстой / АН СССР. Ин-т мировой лит. им. А. М. Горького; ред. тома С. А. Макашин. — М. : Изд-во АН СССР, 1961. — Т. 69. Кн. 2. — С. 321—402. — (Литературное наследство).
- Монин М. А. Толстой и Фет: Два прочтения Шопенгауэра // Вопросы философии. — 2001. — № 3. — C. 111—126.
- Мотылёва Т. Л. Толстой и современные зарубежные писатели // Лев Толстой / АН СССР. Ин-т мировой лит. им. А. М. Горького; ред. тома С. А. Макашин. — М. : Изд. АН СССР, 1961. — Т. 69. Кн. 1. — С. 141—150. — (Литературное наследство).
- Ранчин А. М., Смирнов Д. В. Толстой Лев Николаевич // Православная энциклопедия. — М., 2022. — Т. LXVIII : Тейяр де Шарден — Томская область. — С. 651—683. — 720 с. — 30 000 экз. — ISBN 978-5-89572-077-6.

#### Отзывы критиков и деятелей культуры
- Адамович Г. В.. Толстой: Речь на собрании в Париже 3 декабря 1960 года (3 декабря 1960).
- Белый А.. Лев Толстой и культура (1912).
- Вересаев В. В. Художник жизни (О Льве Толстом) // Красная новь. — 1921. — № 4. — С. 212—239.
- Леонов Л. М.. Слово о Толстом (Речь на торжественном заседании в Большом театре СССР 19 ноября 1960 г.) (19 ноября 1960).
- Мейерхольд В. Э. О Толстом, Чехове, Блоке и Маяковском // (Цитируется по изданию: Гладков А. К. Мейерхольд: В 2 т. — М., 1990. — Т. 2: Пять лет с Мейерхольдом; Встречи с Пастернаком.)
- Розанов В. В.. На закате дней. К 55-летию литературной деятельности Л. Н. Толстого.
- Розанов В. В. Толстой в литературе.
- Свенцицкий В. П. Венок на могилу Льва Толстого // «Наш современник», М., 2010. — № 11. — С. 242—261.
- Святополк-Мирский Д. П. Сюжеты и язык произведений Толстого // «История русской литературы»
- Соловьёв В. С. Три разговора о войне, прогрессе и конце всемирной истории, со включением краткой повести об Антихристе // Смысл любви : Избранные произведения. — М. : Современник, 1991. — 525 с. — ISBN 5-270-01370-3.
- Чернышевский Н. Г. Детство и отрочество. Сочинение графа Л. Н. Толстого. Военные рассказы графа Л. Н. Толстого // Полное собрание сочинений : в 15 т.. — М., 1947. — Т. 3. — С. 421—431.
- Чуковский К. И. Л. Толстой об Уолте Уитмане // Литературная газета. — М., 1940. — 25 августа.
- Л. Н. Толстой о еврейском вопросе // Сибирская торговая газета. — Тюмень, 1908. — № 192 (2 сентября).
- Л. Н. Толстой о порнографии // Сибирская торговая газета. — Тюмень, 1908. — № 171 (5 августа).

### Творчество

#### Собрания сочинений
- Толстой Л. Н. Полное собрание сочинений в 90 томах. — Юбилейное издание. — М. : Гослитиздат, 1928—1958.
- Толстой Л. Н. Собрание сочинений в 22 томах. — М. : «Художественная литература», 1978—1985.
- ЭНИ «Лев Толстой»  в Фундаментальной электронной библиотеке «Русская литература и фольклор»
- Сочинения Л. Н. Толстого и статьи о нём
- Сказки Толстого Льва Николаевича
- Последняя статья Льва Николаевича Толстого

### Кинохроника и аудиозаписи
- Кадры кинохроники с Л. Н. Толстым
- Л. Н. Толстой читает сказку «Волк» (аудиозапись и текст)
- Аудиозаписи Л. Н. Толстого (1908 год)